# Mark Brandenburg
Die Mark Brandenburg, auch kurz Mark genannt, war ein Territorium im Heiligen Römischen Reich. Sie entstand 1157 aus der Nordmark und entwickelte sich seit dem Ende des 12. Jahrhunderts zum Kurfürstentum Brandenburg. Als einer von ursprünglich nur sieben Kurfürsten hatte der Markgraf von Brandenburg eine Stimme bei der Wahl des Römisch-deutschen Königs, ein Recht, das 1356 in der Goldenen Bulle bestätigt wurde. Als Kernland des späteren Staates Preußen spielte Brandenburg eine herausgehobene Rolle in der deutschen Geschichte.
Die Markgrafschaft Brandenburg umfasste die Altmark (westlich der Elbe), die als Kerngebiet geltende Mittelmark (zwischen Elbe und Oder), die Neumark (östlich der Oder), Teile der Niederlausitz und Streuterritorien.
Ab 1618 regierten die Kurfürsten von Brandenburg in Personalunion auch das ererbte Herzogtum Preußen. Für die Zeit bis zur Krönung Kurfürst Friedrichs III. von Brandenburg zum König in Preußen werden die Hohenzollernstaaten zusammenfassend als Brandenburg-Preußen bezeichnet. Im preußischen Gesamtstaat wurde die Markgrafschaft faktisch zu einer Provinz, blieb aber dessen Zentrum.
Die umgangssprachliche synonyme Verwendung des Ausdrucks Mark Brandenburg oder kurz Mark für das heutige Land Brandenburg ist weder historisch noch territorial korrekt. Während frühere märkische Gebiete heute in Sachsen-Anhalt, Mecklenburg-Vorpommern sowie den polnischen Woiwodschaften Westpommern und Lebus liegen, gehörten Gebiete vor allem im Süden des heutigen Landes nie, teilweise oder auch kurzzeitig zur Mark. Brandenburg und Berlin trennten sich in mehreren Schritten zwischen 1875 und 1936.

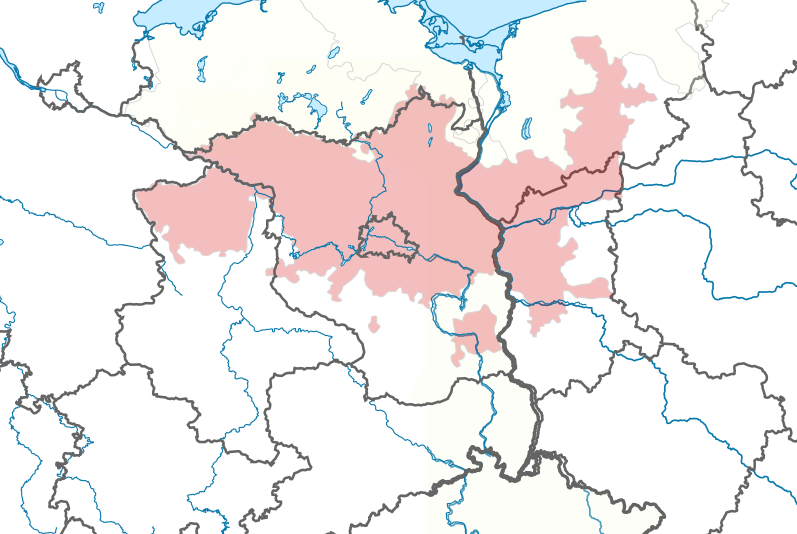
Die Mark Brandenburg in den Grenzen von 1618 (im Hintergrund rot) auf heutige deutsche Ländergrenzen und polnische Woiwodschaften übertragen.

Bei der Neuordnung Preußens infolge des Wiener Kongresses wurde 1815 innerhalb des Staates Preußen die Provinz Brandenburg gegründet.

## Geografie
| Position  | Landschaft       | (historische) Quadratmeilen (vor 1811) | km²    |
| --------- | ---------------- | -------------------------------------- | ------ |
| 1         | Altmark          | 82                                     | 4.510  |
| 2         | Mittelmark       | 250                                    | 13.750 |
| 3         | Uckermark        | 68                                     | 3.740  |
| 4         | Prignitz         | 61                                     | 3.355  |
| Summe 1–4 | Kurmark          | 461                                    | 25.355 |
| 5         | Neumark          | 220                                    | 12.100 |
| Summe 1–5 | Mark Brandenburg | 681                                    | 37.455 |

Die Mark Brandenburg lag im Norden Mitteleuropas. Weder die niedrigen hiesigen Platten und Hügelländer noch die Ströme Elbe und Oder standen der Landesherrschaft der Markgrafen im Weg. Der Aufbau begann in den askanischen Stammlanden (später Altmark genannt). Mit friedlichen und kriegerischen Mitteln arbeiteten sie sich nach Osten vor. Verglichen mit dem heutigen Land Brandenburg hatte die Markgrafschaft schließlich eine größere West-Ost-Ausdehnung, ragte zumeist nicht so weit nach Süden, aber östlich der Oder (Neumark) weit nach Norden (Schievelbein, heute Świdwin). Zwischen Salzwedel im Westen und Schivelbein im Osten lagen über 400 Kilometer. Zu den Erwerbungen der Askanier gehörten die Mark Lausitz (spätere Niederlausitz, 1302/1304), die Uckermark 1230 (Vertrag von Kremmen) sowie der Länder Budissin und Görlitz (spätere Oberlausitz ohne südlichen Teil, nach 1233) wurde die größte Ausdehnung erreicht. Das Lausitzer Bergland im Süden und die Ostsee im Norden (halbes Ländchen Wolgast, von 1230 bis 1250) bildeten nur zeitweilig natürliche Grenzen. Nach dem Ende der Askanier-Zeit 1319 ging die Oberlausitz an Böhmen verloren. Danach war der Gebietsumfang stabil, abgesehen von der sechzigjährigen Herrschaft des Deutschen Ordens über die Neumark (1402 bis 1454/1463). Aber die seit 1412 die Mark Brandenburg regierenden Hohenzollern dehnten ab 1603/1618 ihre Herrschaft auf mehrere weitere Territorien ähnlicher Größenordnung aus.
Mit 37.455 km² Flächenausdehnung gehörte die Mark Brandenburg seit dem 16. Jahrhundert zu den größten Territorien des Heiligen Römischen Reichs, vergleichbar mit der Landgrafschaft Hessen, dem Kurfürstentum Sachsen, das rund 35.000 km² Fläche besaß, dem Herzogtum Bayern 1801 mit 590 Quadratmeilen (32.450 km² nach dem Verlust des Innviertels 1778) und dem allerdings zumeist in die Fürstentümer Lüneburg und Braunschweig-Wolfenbüttel aufgeteilten Herzogtum Braunschweig-Lüneburg (Kurhannover 1741 auf 700 Quadratmeilen, also 38.500 km² vergrößert).

## Außenbeziehungen
Brandenburg entwickelte sich trotz einer gesellschaftlich-wirtschaftlich sehr schwachen Ausgangslage im Reich zu einem bedeutenden Fürstenstaat, der ab dem 17. Jahrhundert Tendenzen zu einer Großmachtpolitik entwickelte, die sich mit zunehmender Größe der dynastisch zusammenhängenden Länder der Hohenzollern intensivierten. Leidtragende Staaten dieses territorialen Ausgreifens waren vor allem die brandenburgischen Nachbarn aller Himmelsrichtungen.
Die Mark unterhielt in ihren Außenbeziehungen sehr dichte Kontakte zum südlichen Kursachsen. Insgesamt ist Sachsen der für Brandenburg wichtigste Partner und Rivale seit dem Mittelalter gewesen (bis heute).
Das von einem slawischen Fürstengeschlecht beherrschte Pommern im Norden war ein Nachbar, mit dem Brandenburg im Mittelalter nahezu ständig in kriegerischen Konflikten lag und das Brandenburg erfolglos außerhalb des Reichsverbands zu halten versuchte. Zu Mecklenburg waren die Beziehungen eher geringer ausgeprägt, auch weil es seit dem 16. Jahrhundert einem anderen Reichskreis als Brandenburg angehörte und eine eher maritime Ausrichtung hatte, im Gegensatz zur dominanteren Binnenlandorientierung Brandenburgs, das sich nach allen Himmelsrichtungen orientieren musste. Mit Anhalt gab es vor allem über das askanische Fürstenhaus stärkere Bindungen, die sich in der Frühen Neuzeit fortsetzten (z. B. Der alte Dessauer). Im Gebiet der Mittelelbe, dem Erzbistum Magdeburg, rangen Brandenburg und Sachsen sehr lange um die Vorherrschaft, bis es Brandenburg schließlich gelang, sich dort durchzusetzen. Aufgrund der hohen Bedeutung von Wasserstraßen für den Fernhandel war die Elbe sehr bedeutsam für die brandenburgische Außenwirtschaft. Über Hamburg wurde ein Großteil der Exporte und Importe getätigt und in Lenzen an der Zollstation verzollt. Stettin in Pommern war ein bedeutsamer Abnahmeort für die auf der Oder verschifften Güter. Auf der Leipziger Messe konnten Waren veräußert und erworben werden, die dann über die Reichsstraße gen Norden nach Berlin transportiert wurden. Nach Schlesien waren zumindest im 18. Jahrhundert noch viele Handelsbarrieren und Zölle in Kraft, die eine dichtere Austauschbeziehung blockierten. Die Beziehungen zum östlichen Nachbarn, der Großmacht Polen gestalteten sich vor allem über die Frage des Verhältnisses zum Herzogtum Preußen im 17. Jahrhundert und im Mittelalter während der Askanier und Piasten um die Durchsetzung beidseitiger Expansionsbestrebungen östlich der Oder. Einfallstor für die Polen war Frankfurt (Oder), dessen Messe und Universität. Gerade zur Anfangszeit der Mark waren Lüneburg und Braunschweig relevant, kamen doch von dort viele Siedler und Trecks nach Brandenburg.

## Siedlungsstrukturen

### Kartografischer Überblick

Abgebildet ist die Mark Brandenburg in Rot um das Jahr 1648. Die für die Mark Brandenburg bedeutenden Nachbarn sind farbig gezeichnet und benannt. Es werden alle ca. 118 Städte der Mark samt Bezeichnung dargestellt. Die bedeutendsten überregionalen Fernhandelswege sind in Schwarz eingezeichnet. Ihre Endzielpunkte werden auf der Karte benannt. Die Städte mit mehr als 5000 Einwohner haben eine Cyanfärbung erhalten. Grundsätzlich sind die Städte relativ regelmäßig über das gesamte Territorium verteilt. Auffällig ist die zentrale Wegenetzführung auf den Knotenpunkt Berlin hin.

| Jahr | Einwohner | Bevölkerungsdichte je km² |
| ---- | --------- | ------------------------- |
| 1701 | 283.566   | 11,72                     |
| 1713 | 319.566   | 13,20                     |
| 1725 | 367.566   | 15,19                     |
| 1740 | 475.991   | 19,67                     |
| 1755 | 586.375   | 24,23                     |
| 1763 | 519.531   | 21,47                     |
| 1786 | 683.145   | 28,23                     |
| 1800 | 824.806   | 34,08                     |

### Demografie- und Besiedlungsgeschichte
Die Besiedelung Brandenburgs war von der mittelalterlichen Ostkolonisation geprägt, die in Brandenburg vom 12. bis zum 14. Jahrhundert vor sich ging. Die Besiedelung vollzog sich von den askanischen Westgebieten westlich der Elbe in der Altmark nach und nach über 400 Kilometer gen Osten. Der Siedlungsgürtel war in Nord-Süd-Richtung gestaucht und in Ost-West-Richtung gestreckt. Das eigentliche Siedlungszentrum der Mark verläuft entlang der Havel mit der Städtekette Brandenburg an der Havel – Potsdam – Berlin – Frankfurt (Oder).
| Jahr      | 1320    | 1486    | 1564    | 1617    | 1634    | 1690    | 1750    | 1800      |
| --------- | ------- | ------- | ------- | ------- | ------- | ------- | ------- | --------- |
| Einwohner | 200.000 | 308.750 | 381.000 | 418.666 | 300.000 | 413.516 | 767.354 | 1.124.806 |

Vom Mittelalter bis zu Beginn des Dreißigjährigen Kriegs verdoppelte sich die Bevölkerung von rund 200.000 auf etwas über 400.000 Einwohner auf dem rund 37.500 km² großen Gebiet der Mark Brandenburg. Das Bevölkerungswachstum war entsprechend unstetig und schwach. Häufige Kriege, Seuchen und Hungersnöte führten zu Einbrüchen in der Bevölkerung und einer erhöhten Sterblichkeit. Die Bevölkerungsdichte Brandenburgs lag insgesamt zu jedem Zeitpunkt deutlich niedriger als der Gesamtdurchschnitt des Heiligen Römischen Reichs. Der Dreißigjährige Krieg bedingte einen erheblichen Bevölkerungseinbruch in Brandenburg, der erst gegen Ende des 17. Jahrhunderts wieder ausgeglichen war. Danach setzte ein starkes Bevölkerungswachstum in der ersten Hälfte des 18. Jahrhunderts ein, das sich fortan ausweitete.
| Landschaft                           | Altmark | Prignitz | Mittelmark | Uckermark | Neumark | Gesamt    |
| ------------------------------------ | ------- | -------- | ---------- | --------- | ------- | --------- |
| Einwohner 1750                       | 080.114 | 65.635   | 336.250    | 066.355   | 219.000 | 0.767.354 |
| Einwohner 1801                       | 110.188 | 78.499   | 538.095    | 101.148   | 300.000 | 1.127.930 |
| Prozentualer Bevölkerungsanteil 1750 | 10      | 9        | 44         | 9         | 29      | 100       |
| Prozentualer Bevölkerungsanteil 1800 | 10      | 7        | 48         | 9         | 27      | 100       |
| Einwohnerdichte je km² 1800          | 24,43   | 23,40    | 39,13      | 27,04     | 24,79   | 30,11     |

Bezogen auf die fünf Landesteile der Mark überwiegt rein quantitativ die Bevölkerung der Mittelmark mit Berlin als ihrem größten Ballungsraum. Die Mittelmark war auch das am dichtesten besiedelte Gebiet der Mark, während die anderen vier Landesteile demographisch als periphere Räume einzuordnen sind.
1778 bestand die kurmärkische Bevölkerung zu 42 Prozent aus städtischen Bewohnern, wovon die Hälfte auf Berlin entfiel. Der sehr hohe städtische Anteil der Bevölkerung relativiert sich weiter, da der größte Teil der brandenburgischen Städte sehr klein war und die größten Dörfer größer als die kleinsten Städte waren. 1750 gab es in der Kurmark 1900 Dörfer und Flecken. Die Einwohnerzahl der Landbevölkerung soll 1725 221.000 Personen und 1800 440.000 Personen betragen haben. 1800 lebten in den Städten der Kurmark 334.185 zivile Personen und 57.129 Armeeangehörige, zusammen 391.314 Menschen. Davon lebten allein in Berlin 172.132 Menschen, knapp 44 Prozent der städtischen Bevölkerung der Kurmark. Die durchschnittliche Einwohnerzahl der verbleibenden 64 kurmärkischen Städte der verbleibenden städtischen Gesamtbevölkerung von 219.182 Einwohnern beträgt 3424 Einwohner je Stadt. Das zeigt die übergroße Bedeutung Berlins für die Kurmark als Ganzes auf. Alle Städte blieben im Vergleich zu Berlin untergeordnet und die Mark Brandenburg bildete als Ganzes ein urbanes Monozentrum im Herzen seines Territoriums aus, das den Großteil der Ressourcen und Mittel an sich band, während der weitere Umkreis zur Peripherie gehörte.
Die Gesamtbevölkerung der Kurmark betrug 1800 824.806 Personen. Im Durchschnitt nahm die Bevölkerung in den 1790er Jahren um 5075 Menschen pro Jahr zu. Die Kurmark mit Altmark, Uckermark, Prignitz und Mittelmark umfasste von 1700 bis 1804 eine Fläche von 432-434 Quadratmeilen. Umgerechnet in Quadratkilometer mit dem Verhältnis von 1:56 ergibt das eine Fläche von 24.201 Quadratkilometern.
| Land   | Mark Brandenburg | „Westfalen“ | Kursachsen | Hannover | Dänemark | „Schleswig- Holstein“ | Württemberg | Böhmen |
| ------ | ---------------- | ----------- | ---------- | -------- | -------- | --------------------- | ----------- | ------ |
| EW/km² | 30               | 42          | 50 oder 60 | 28       | 20,5     | 32,8                  | 70,6        | 57     |

Die Bevölkerung der Neumark betrug 1700: 120.000 Einwohner, 1754: 219.000 Einwohner, 1800: 300.000 Einwohner. Die gesamte Mark Brandenburg hatte demnach im Jahre 1800 1.124.806 Einwohner auf einer Gesamtfläche von 37.455 km², was eine Bevölkerungsdichte von 30 Einwohnern je Quadratkilometer ergibt. Der südliche Nachbar Kursachsen hatte im Vergleich dazu bei einer Staatsfläche von 34.000 km² eine Bevölkerung von knapp zwei Millionen Einwohnern erreicht und demnach eine Bevölkerungsdichte von annähernd 60 Einwohnern je Quadratkilometer und war demnach doppelt so dicht besiedelt. Das 29.300 km² große Gebiet Westfalens erreichte 1800 eine Bevölkerung von 1.230.000 Einwohnern und hatte demnach eine etwas höhere Bevölkerungsdichte von 42 Einwohnern je km² aufzuweisen.
| Landesteil | Mark Brandenburg | Ost- preußen | West- preußen | Schlesien | Pommern | Herzogtum Magdeburg |
| ---------- | ---------------- | ------------ | ------------- | --------- | ------- | ------------------- |
| Einwohner  | 1.124.806        | 931.000      | 545.000       | 2.000.000 | 500.000 | 309.000             |

Bezogen auf die anderen preußischen Landesteile war die Mark Brandenburg nach Schlesien die zweitgrößte Provinz nach der absoluten Zahl der Einwohner (vgl. obenstehende Tabelle).
Demnach war die Mark Brandenburg im deutschen Raum ein eher dünn besiedeltes Gebiet, allerdings im Vergleich zu nördlicheren oder östlicheren Staatswesen wiederum vergleichsweise dicht besiedelt.

### Ländlicher Raum
Das Land grenzte sich von der Stadt durch gesetzliche Regelungen der Verwaltung, Gerichtsbarkeit und des Abgabensystems ab. Es war der Lebensbereich von Adels- und Bauernstand, von Angehörigen der Domänen-, der Ordensverwaltung und der Dorfkirchen.
Es gab zwei grundlegende herrschaftliche Verhältnisse auf dem Land: einerseits zu einem Viertel aller Dörfer die gutsherrschaftlich verfassten Rittergüter, andererseits mit gut einem Achtel die in Ämtern verwalteten Domänendörfer. Etwa ein Zehntel waren städtische Kämmereidörfer, der Rest entfiel auf die Kommenden und Ämter des Johanniterordens und Dörfer in bürgerlichem Besitz, Klosterstifte, sonstige Stiftungen und Universitäten. Beide Herrschaftsformen konnten in einem Dorf zugleich auftreten.
Neben den wenigen Rundlingen und Haufendörfern sind für Brandenburg die Straßen- und Angerdörfer als märkische Plansiedlung typisch. Diese wurden vorzugsweise auf Hochflächen errichtet. Allein unter den in Berlin aufgegangenen Siedlungen finden sich 31 Angerdörfer und 13 Straßendörfer. Zwei Drittel der Dörfer besaßen Rittergüter, die sich später zu Gutshöfen weiterentwickelten. In den sogenannten Kirchdörfern finden sich häufig bis in die Gründerzeit zurück zu datierende Feldsteinkirchen.

### Städte

Berlin entwickelte sich seit 1640 zur zentralen und einzigen Metropole der Mark Brandenburg, hier ist Berlin um 1650 bzw. 1660 von Nordwesten her dargestellt. Zu sehen sind von links nach rechts: alter Münzturm, Neues Lusthaus, Königliches Gießhaus, Berliner Schloss mit Lustgarten, Stiftskirche, Gemälde von Jan Ruijscher (1625–1675)

Die Mark Brandenburg hatte im Mittelalter und in der Frühen Neuzeit keine dichte Städtelandschaft wie der südliche Nachbar, das Kurfürstentum Sachsen. 1160 erfolgten die ersten Städtegründungen. Im 12. und 13. Jahrhundert entstanden die meisten der rund 100 im Land Brandenburg gelegenen Städte. Städtegründungen spielten neben dem Burgenbau und Klostergründungen eine bedeutende Rolle bei der Urbarmachung der neu erworbenen Gebiete und dem Ausbau der askanischen Landesherrschaft. Ausgangspunkt früher Stadtgründungen waren meist slawische Dörfer, Fischer- und Burgsiedlungen. Nur wenige Städte entstanden frei und ohne bereits existierende Siedlungsstruktur. Die Anlage neuer und die Privilegierung vorhandener Siedlungskerne erfolgte nach territorialplanerischen Gesichtspunkten zum Beispiel entlang eines systematischen Straßennetzes. Verwaltungsgrundlage der neuen Kommunen wurde das Magdeburger Stadtrecht, aus dem sich später das auf die meisten Städte angewandte Brandenburgische Stadtrecht ableitete. Es gab in Brandenburg den Typus der Mediatstadt, die einem eigenen Grundherren unterstand, und die größeren Immediatstädte, die dem Landesherren unmittelbar untertan waren.
In den größten Städten bildete sich im 13. Jahrhundert Stadträte, die als Selbstverwaltungsorgan der Stadtbürger fungierten, wobei die kaufmännische Oberschicht dominierte. Für Stendal in der Altmark ist dieser seit 1215 nachgewiesen, für Brandenburg an der Havel seit 1263 und für Spandau seit 1282. Neben diesen drei Städten bildeten sich mit Prenzlau als Handelsstadt und Berlin-Cölln seit 1261 Residenzstadt der Askanischen Markgrafen zwei weitere städtische Zentren in Brandenburg. Äußere Gefahren wie Krieg und Raubrittertum, das Machtgefälle zwischen Zünften und ratsfähigem Patriziariat, das immer wieder zu innerstädtischen Konflikten führte, Pestepidemien und Brände kennzeichneten die märkische Stadtentwicklung im Mittelalter. Im Jahr 1308 schlossen sich erstmals die brandenburgischen Städte Stendal, Spandau, Cölln, Berlin und Frankfurt (Oder) zum Märkischen Städtebund zusammen. Bis 1438 verbündeten sich die Städte Brandenburgs immer wieder in unterschiedlicher Zusammensetzung. Die Hanse hatte zwar Mitglieder in Brandenburg, diese waren aber im Bund nicht sehr einflussreich. Im 14. Jahrhundert erlebten die Städte einen ersten wirtschaftlichen und politischen Höhepunkt. Im Zuge des Interregnums nach 1319 gelang es den Städten, den Einfluss der Landesherrschaft zu lockern. Die Städte erhielten vom Landesherren umfassende politische Rechte. Diese umfassten die Abgabehoheit über Leistungen der Bürger, das Steuerbewilligungsrecht, die hohe Gerichtsbarkeit und das Bündnisrecht. Die noch vielerorts sichtbaren repräsentativen Befestigungsbauten, stattlichen Rathäuser und Kirchen, die zu dieser Zeit errichtet wurden, zeugen von der bürgerlichen Autonomie und kulturellen Blüte der brandenburgischen Städte. Über die Bevölkerungszahlen brandenburgischer Städte im Mittelalter liegen keine sicheren Angaben vor, da es an geeigneten Überlieferungen wie Steuerlisten oder Ähnlichem fehlt. Eine kaum überprüfbare Schätzung geht zum Beispiel für die Stadt Salzwedel in der Altmark von 6800 Einwohnern vor dem Dreißigjährigen Krieg aus. Weitere große brandenburgischen Städte dieser Zeit waren Stendal und Frankfurt (Oder) mit rund 7000 Einwohnern. Frankfurt (Oder) wurde durch Gründung der Brandenburgischen Universität Viadrina 1506 zu einem humanistischen Zentrum während der Reformation.

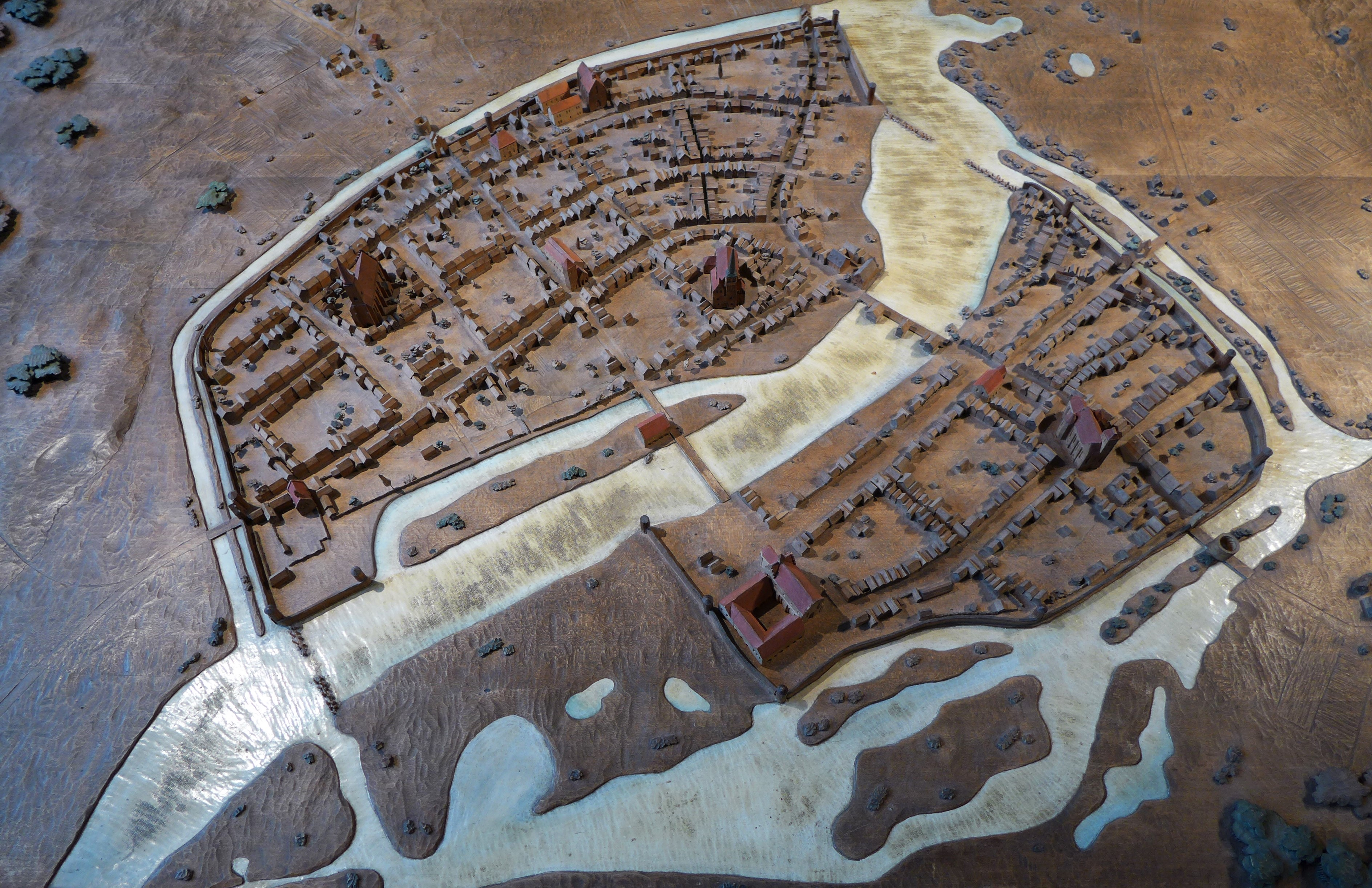
Berlin um 1480, Modell des Märkischen Museums in Berlin
Stadtansicht Berlins von Südwesten von Johann Bernhard Schultz, 1688
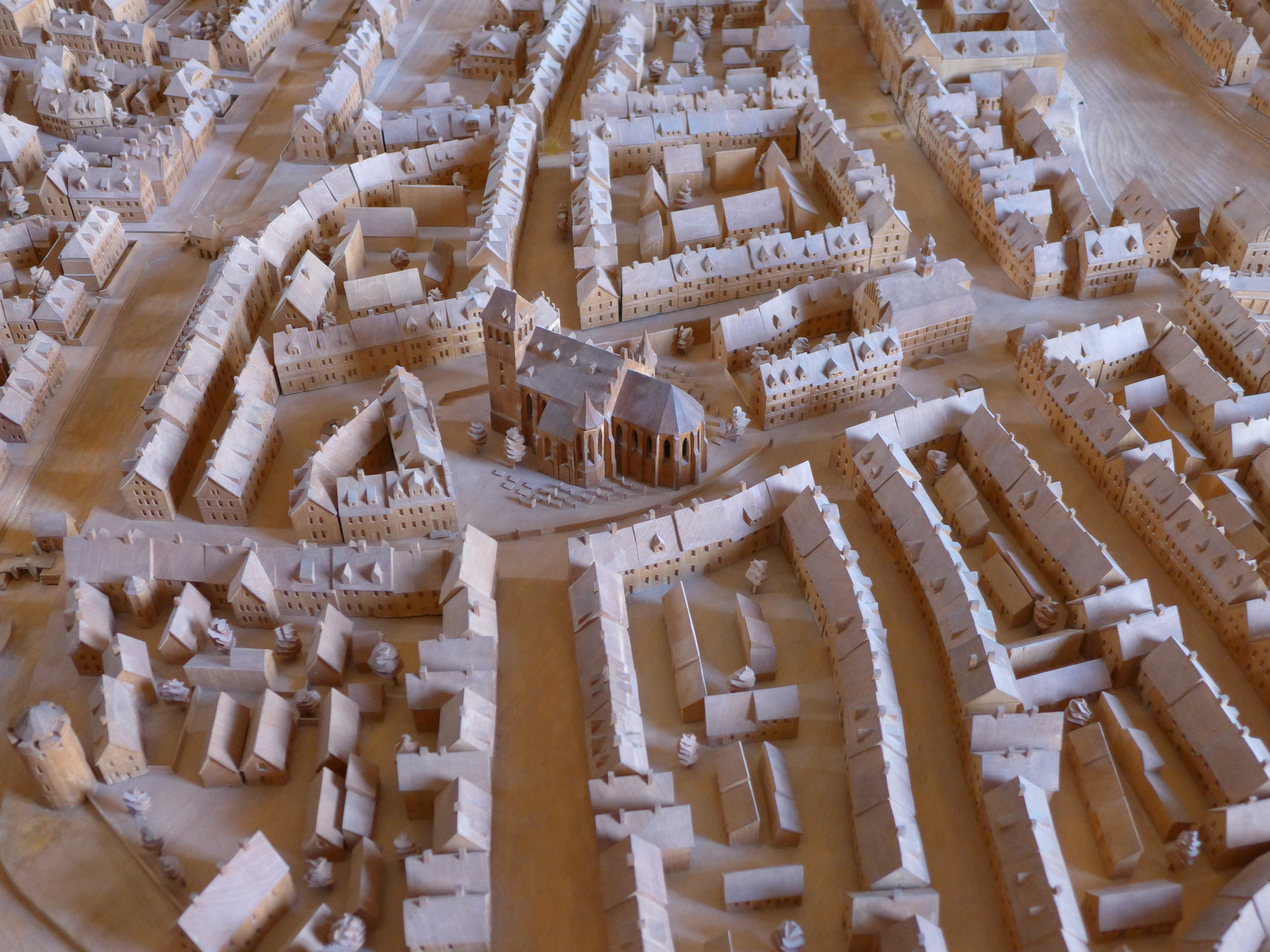
Straßenzüge Berlins 1690, Modell des Märkischen Museums in Berlin
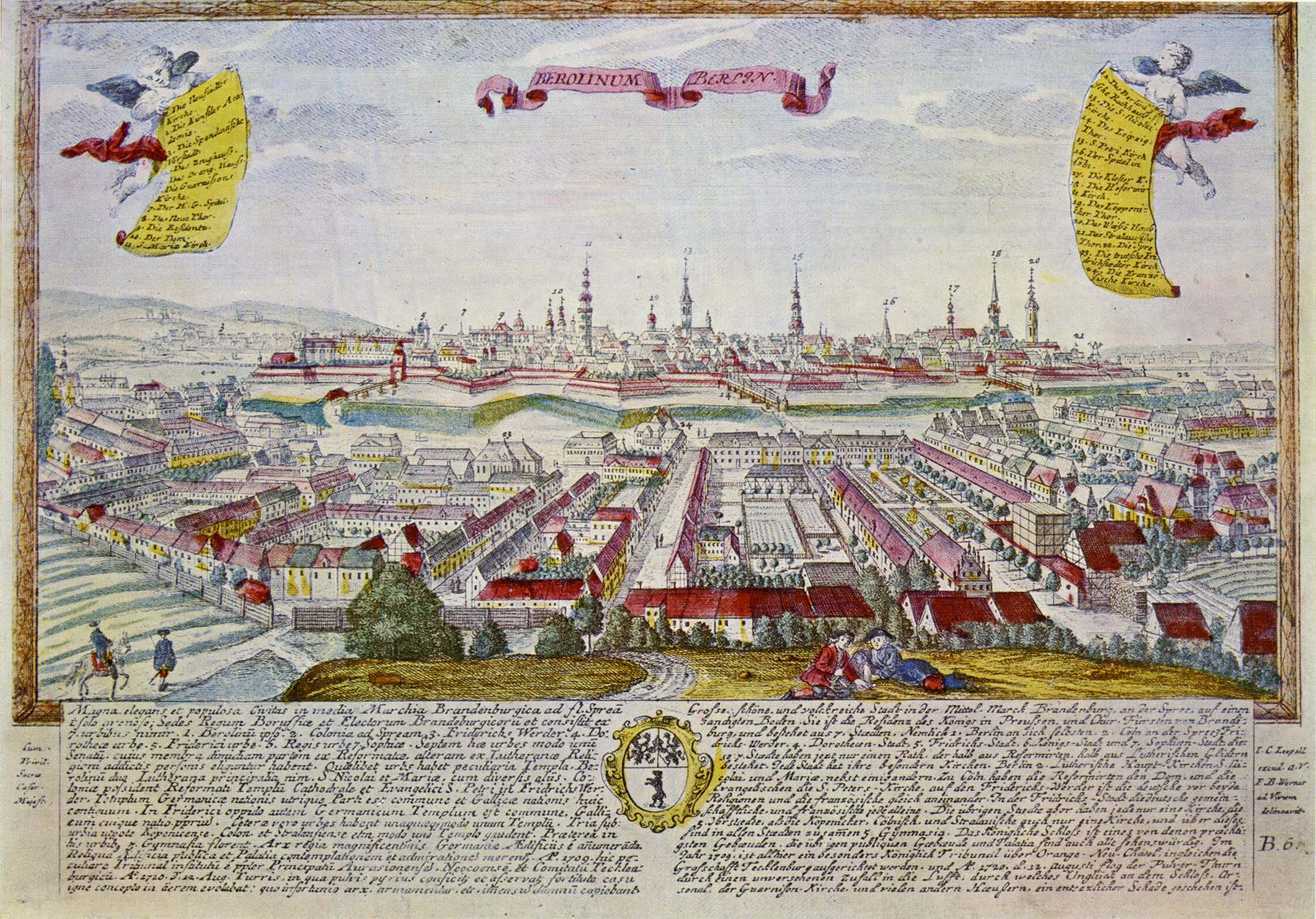
Berlin um 1730, Friedrich Bernhard Werner (1690–1776)
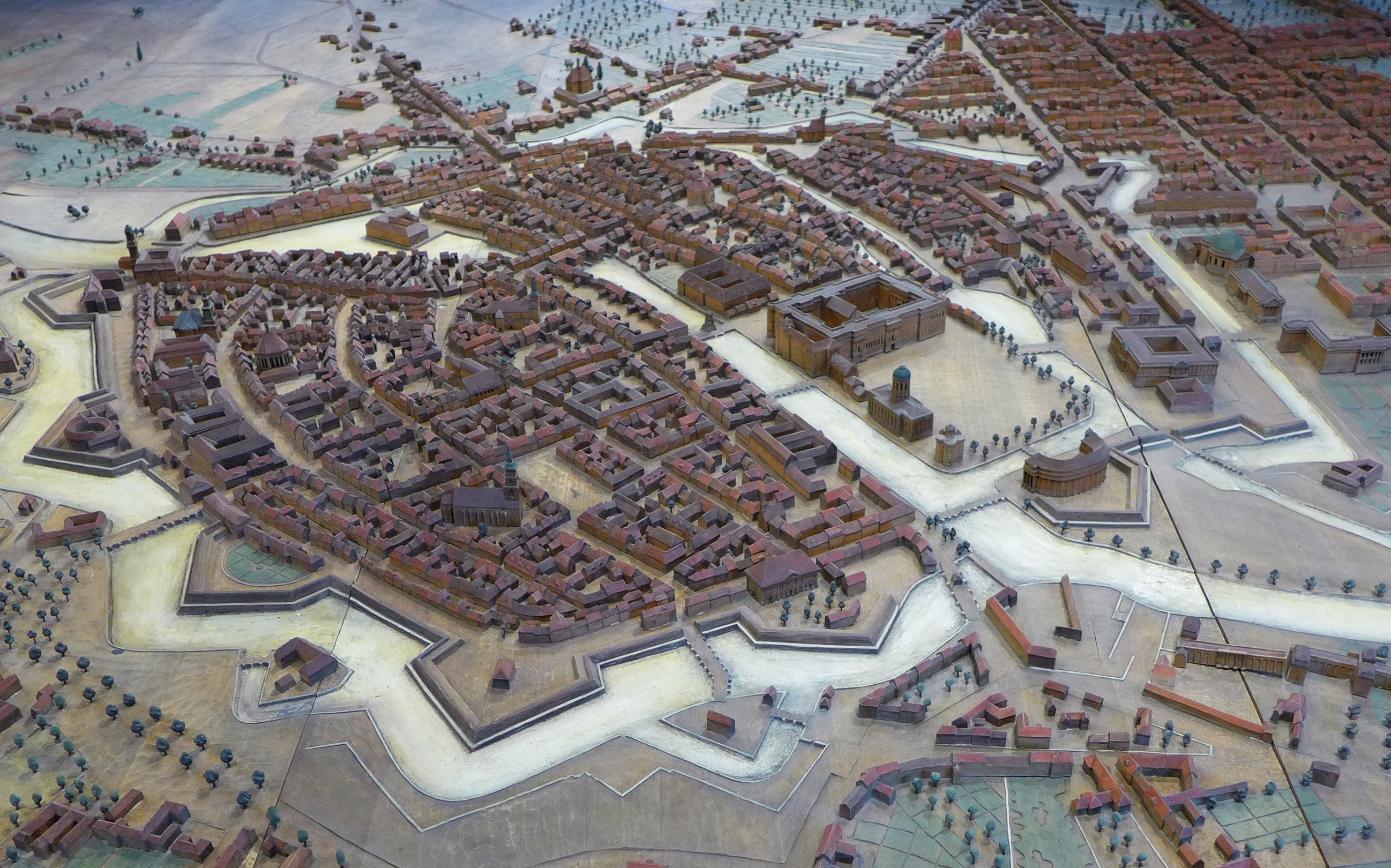
Berliner Zentrum um 1750, Modell des Märkischen Museums in Berlin
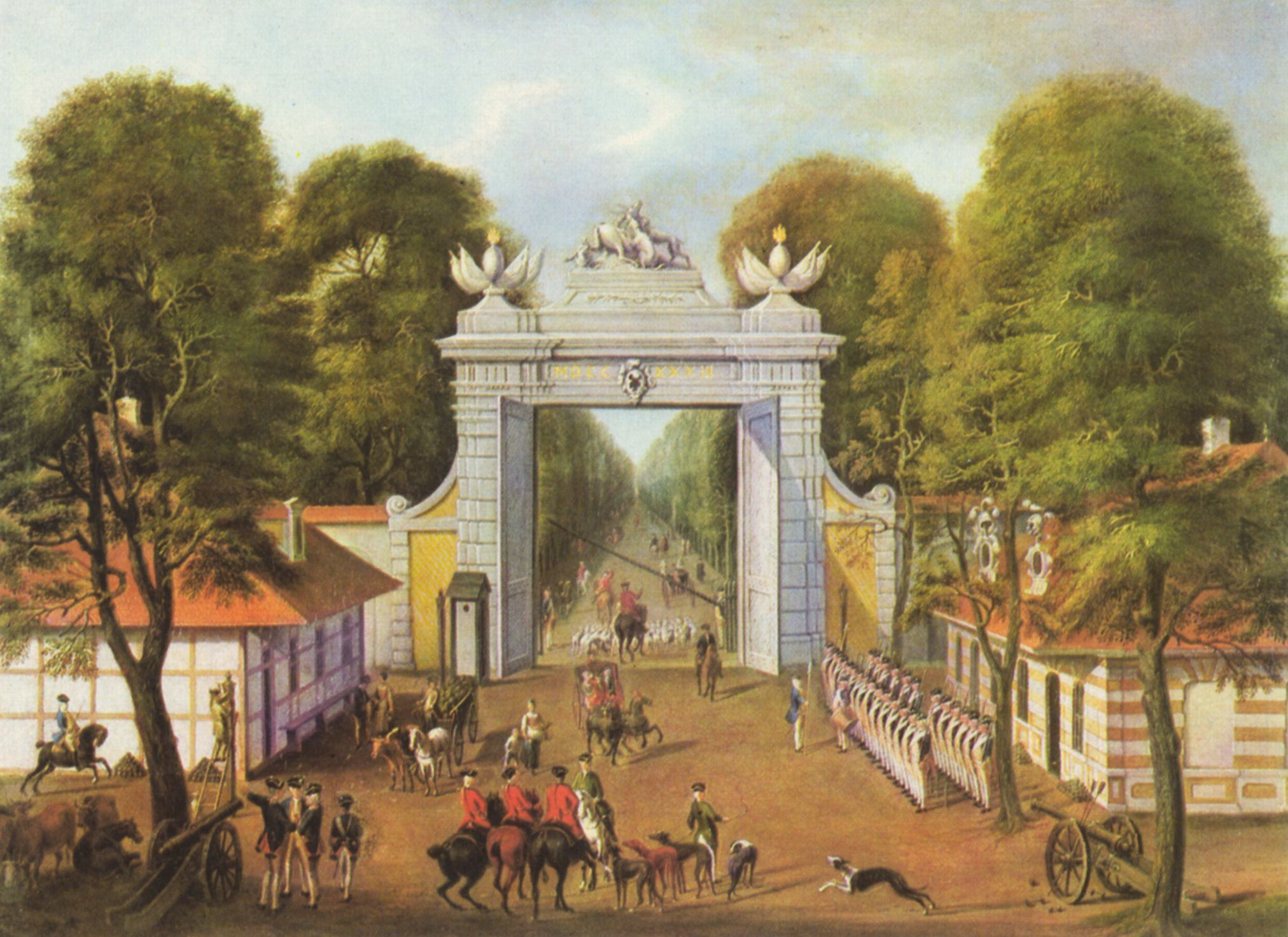
Dismar Degen – Potsdam, Jägertor
Dismar Degen: Bau der Friedrichstadt 1735
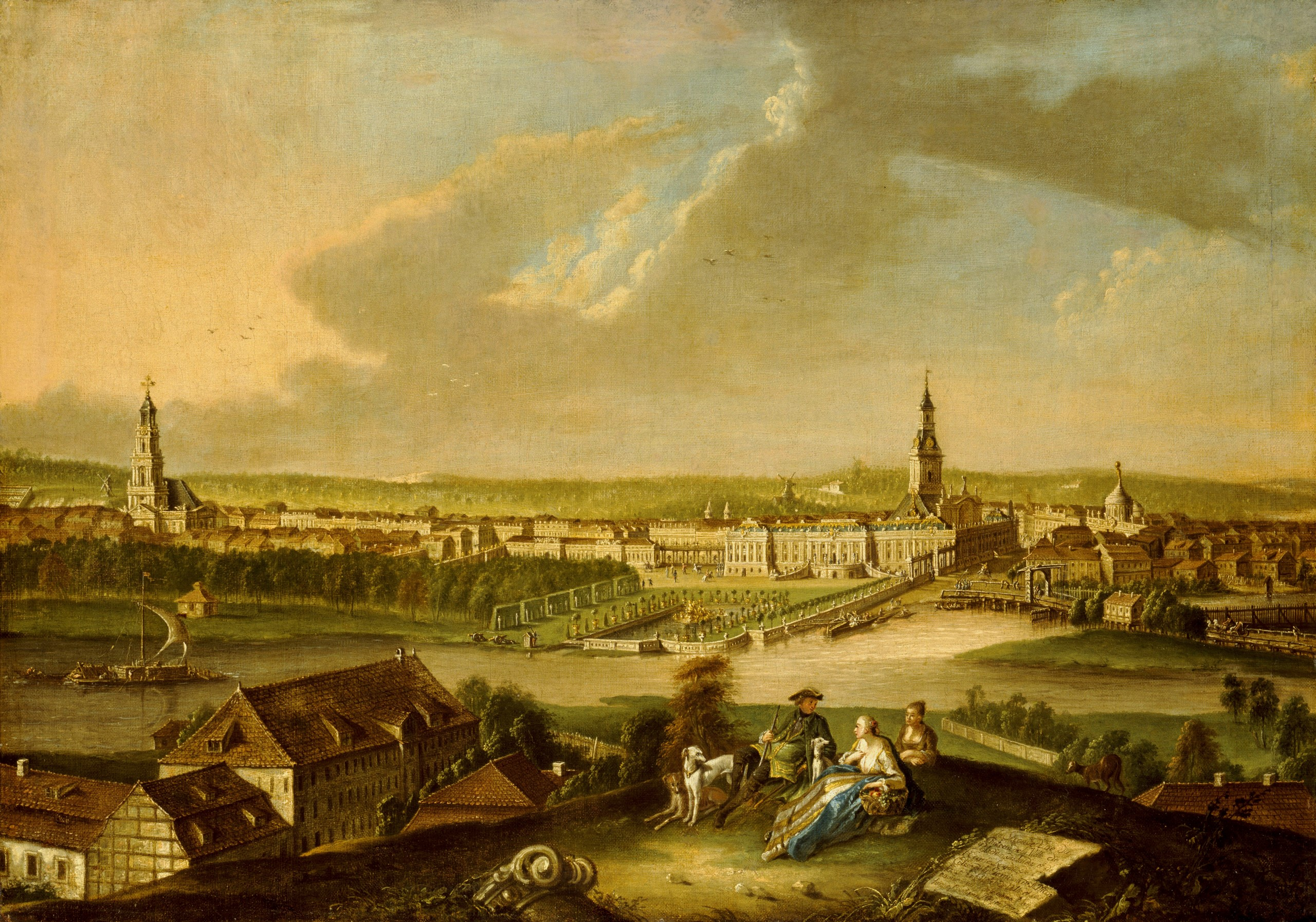
Ansicht von Potsdam vom Brauhausberg, 1772
Georg Wenzeslaus von Knobelsdorff: Ansicht von Rheinsberg, 1737
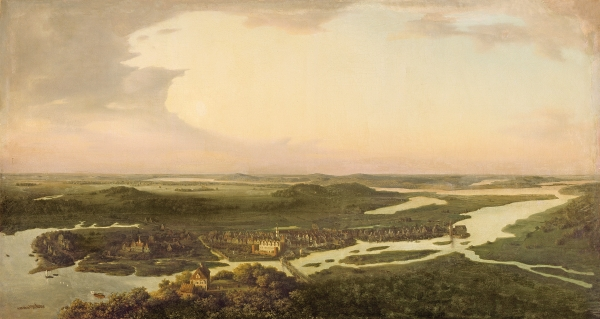
Potsdam im 17. Jahrhundert

| Rang | Stadt                    | Kreis                          | 1750    | 1800    | Seite   |
| ---- | ------------------------ | ------------------------------ | ------- | ------- | ------- |
| 001. | Berlin                   | Niederbarnimischer Kreis       | 89.523  | 172.122 | [ 38 ]  |
| 002. | Potsdam                  | Havelländischer Kreis          | 14.871  | 026.785 | [ 39 ]  |
| 003. | Frankfurt (Oder)         | Lebusischer Kreis              | 09.470  | 012.563 | [ 40 ]  |
| 004. | Brandenburg an der Havel | Havelländischer Kreis          | 07.800  | 012.509 | [ 41 ]  |
| 005. | Prenzlau                 | Uckermark                      | 05.948  | 010.182 | [ 42 ]  |
| 006. | Landsberg                | Landsbergischer Kreis          | 04.171  | 006.955 | [ 43 ]  |
| 007. | Küstrin                  | Königsbergischer Kreis         | 04.675  | 006.165 | [ 44 ]  |
| 008. | Neuruppin                | Ruppinscher Kreis              | 03.114  | 006.047 | [ 45 ]  |
| 009. | Spandau                  | Havelländischer Kreis          | 03.009  | 005.839 | [ 46 ]  |
| 010. | Cottbus                  | Herrschaft Cottbus und Peitz   | 03.205  | 005.557 | [ 47 ]  |
| 011. | Züllichau                | Zülichauischer Kreis           | 04.321  | 005.386 | [ 48 ]  |
| 012. | Stendal                  | Stendalischer Kreis            | 04.130  | 005.230 | [ 49 ]  |
| 013. | Salzwedel                | Salzwedelischer Kreis          | 03.606  | 004.898 | [ 50 ]  |
| 014. | Rathenow                 | Havelländischer Kreis          | 02.597  | 004.779 | [ 51 ]  |
| 015. | Schwedt                  | Uckermark                      | 01.967  | 004.196 | [ 52 ]  |
| 016. | Crossen                  | Crossenscher Kreis             | 02.915  | 004.153 | [ 53 ]  |
| 017. | Wrietzen                 | Oberbarnimischer Kreis         | 02.470  | 004.140 | [ 54 ]  |
| 018. | Treuenbrietzen           | Zauchischer Kreis              | 02.644  | 004.007 | [ 55 ]  |
| 019. | Neustadt-Eberswalde      | Oberbarnimischer Kreis         | 02.248  | 003.593 | [ 56 ]  |
| 020. | Luckenwalde              | Luckenwaldischer Kreis         | 0       | 003.472 | [ 58 ]  |
| 021. | Charlottenburg           | Teltowischer Kreis             | 01.754  | 003.381 | [ 59 ]  |
| 022. | Strausberg               | Oberbarnimischer Kreis         | 01.629  | 003.377 | [ 60 ]  |
| 023. | Tangermünde              | Tangermündescher Kreis         | 02.139  | 003.333 | [ 61 ]  |
| 024. | Königsberg               | Königsbergischer Kreis         | 02.210  | 003.249 | [ 62 ]  |
| 025. | Wittstock                | Wittstockischer Kreis          | 02.845  | 003.216 |         |
| 026. | Nauen                    | Havelländischer Kreis          | 02.265  | 003.076 | [ 63 ]  |
| 027. | Friedeberg               | Friedebergischer Kreis         | 02.051  | 003.066 | [ 64 ]  |
| 028. | Zielenzig                | Sternbergischer Kreis          | 02.291  | 002.995 | [ 65 ]  |
| 029. | Angermünde               | Uckermark                      | 02.213  | 002.938 | [ 66 ]  |
| 030. | Drossen                  | Sternbergischer Kreis          | 01.995  | 002.905 | [ 67 ]  |
| 031. | Fürstenwalde             | Lebusischer Kreis              | 02.228  | 002.851 |         |
| 032. | Strasburg                | Uckermark                      | 02.273  | 002.807 | [ 68 ]  |
| 033. | Perleberg                | Perlebergischer Kreis          | 02.110  | 002.766 |         |
| 034. | Arenswalde               | Arenswaldischer Kreis          | 01.911  | 002.670 | [ 69 ]  |
| 035. | Gardelegen               | Salzwedelischer Kreis          | 02.525  | 002.595 |         |
| 036. | Bernau bei Berlin        | Niederbarnimischer Kreis       | 01.438  | 002.517 | [ 70 ]  |
| 037. | Templin                  | Uckermark                      | 01.757  | 002.487 |         |
| 038. | Freienwalde              | Oberbarnimischer Kreis         | 01.416  | 002.420 | [ 71 ]  |
| 039. | Beeskow                  | Herrschaft Beeskow und Storkow | 01.562  | 002.419 |         |
| 040. | Kyritz                   | Kyritzischer Kreis             | 01.756  | 002.404 |         |
| 041. | Zehdenick                | Uckermark                      | 01.608  | 002.333 | [ 72 ]  |
| 042. | Wusterhausen/Dosse       | Ruppinscher Kreis              | 01.627  | 002.298 | [ 73 ]  |
| 043. | Gransee                  | Ruppinscher Kreis              | 01.770  | 002.223 | [ 74 ]  |
| 044. | Reppen                   | Sternbergischer Kreis          | 01.789  | 002.192 | [ 75 ]  |
| 045. | Neudamm                  | Königsbergischer Kreis         | 01.550  | 002.178 | [ 76 ]  |
| 046. | Kremmen                  | Glien-Löwenbergischer Kreis    | 01.204  | 002.159 | [ 77 ]  |
| 047. | Driesen                  | Friedebergischer Kreis         | 00.785  | 002.152 | [ 78 ]  |
| 048. | Havelberg                | Havelbergischer Kreis          | 01.723  | 002.021 | [ 79 ]  |
| 049. | Bärwalde                 | Königsbergischer Kreis         | 01.479  | 001.971 | [ 80 ]  |
| 050. | Lippehne                 | Soldinischer Kreis             | 01.263  | 001.917 | [ 81 ]  |
| 051. | Oranienburg              | Niederbarnimischer Kreis       | 01.351  | 001.902 | [ 82 ]  |
| 052. | Beelitz                  | Zauchischer Kreis              | 01.145  | 001.845 | [ 83 ]  |
| 053. | Oderberg                 | Oberbarnimischer Kreis         | 01.078  | 001.834 | [ 84 ]  |
| 054. | Neu-Berlin               | Soldinischer Kreis             | 01.653  | 001.834 | [ 85 ]  |
| 055. | Seehausen                | Seehausenscher Kreis           | 01.340  | 001.829 | [ 86 ]  |
| 056. | Rheinsberg               | Ruppinscher Kreis              | 00.925  | 001.804 | [ 87 ]  |
| 057. | Liebenwalde              | Niederbarnimischer Kreis       | 01.015  | 001.756 | [ 88 ]  |
| 058. | Sommerfeld               | Crossenscher Kreis             | 01.496  | 001.737 | [ 89 ]  |
| 059. | Pritzwalk                | Pritzwalkischer Kreis          | 01.660  | 001.727 |         |
| 060. | Schönfließ               | Königsbergischer Kreis         | 01.448  | 001.726 | [ 90 ]  |
| 061. | Kallies                  | Dramburgischer Kreis           | 01.016  | 001.726 | [ 91 ]  |
| 062. | Sonnenburg               | Sternbergischer Kreis          | 00.982  | 001.726 | [ 92 ]  |
| 063. | Woldenberg               | Friedebergischer Kreis         | 01.291  | 001.721 | [ 93 ]  |
| 064. | Zossen                   | Teltowischer Kreis             | 00.879  | 001.657 | [ 94 ]  |
| 065. | Müncheberg               | Lebusischer Kreis              | 01.332  | 001.563 | [ 95 ]  |
| 066. | Dramburg                 | Dramburgischer Kreis           | 01.312  | 001.558 | [ 96 ]  |
| 067. | Werben                   | Seehausenscher Kreis           | 00.969  | 001.553 | [ 97 ]  |
| 068. | Werder (Havel)           | Zauchischer Kreis              | 00.952  | 001.529 | [ 98 ]  |
| 069. | Falkenburg               | Dramburgischer Kreis           | 00.953  | 001.527 | [ 99 ]  |
| 070. | Mittenwalde              | Teltowischer Kreis             | 01.064  | 001.459 | [ 100 ] |
| 071. | Köpenick                 | Teltowischer Kreis             | 00.915  | 001.453 | [ 101 ] |
| 072. | Peitz                    | Herrschaft Cottbus und Peitz   | 00.679  | 001.442 | [ 102 ] |
| 073. | Seelow                   | Lebusischer Kreis              | 01.095  | 001.400 | [ 103 ] |
| 074. | Trebbin                  | Teltowischer Kreis             | 01.177  | 001.380 | [ 104 ] |
| 075. | Osterburg                | Stendalischer Kreis\|          | 00.995  | 001.365 | [ 105 ] |
| 076. | Reetz                    | Arenswaldischer Kreis          | 00.895  | 001.354 | [ 106 ] |
| 077. | Arendsee                 | Arendseeischer Kreis           | 00.727  | 001.253 | [ 107 ] |
| 078. | Friesack                 | Havelländischer Kreis          | 01.051  | 001.253 | [ 108 ] |
| 079. | Joachimsthal             | Uckermark                      | 01.160  | 001.250 | [ 109 ] |
| 080. | Lebus                    | Lebusischer Kreis              | 01.153  | 001.232 | [ 110 ] |
| 081. | Lindow                   | Ruppinscher Kreis              | 00.970  | 001.203 | [ 111 ] |
| 082. | Müllrose                 | Lebusischer Kreis              | 00.895  | 001.136 | [ 112 ] |
| 083. | Arneburg                 | Arneburgischer Kreis           | 00.911  | 001.134 | [ 113 ] |
| 084. | Lychen                   | Uckermark                      | 00.932  | 001.127 | [ 114 ] |
| 085. | Storkow                  | Herrschaft Beeskow und Storkow | 00.853  | 001.069 | [ 115 ] |
| 086. | Biesenthal               | Oberbarnimischer Kreis         | 00.821  | 001.056 | [ 116 ] |
| 087. | Neuwedel                 | Arenswaldischer Kreis          | 00.994  | 001.042 | [ 117 ] |
| 088. | Königswalde              | Sternbergischer Kreis          | 00.850  | 001.040 | [ 118 ] |
| 089. | Vierraden                | Uckermark                      | 00.628  | 001.036 | [ 119 ] |
| 090. | Fürstenfelde             | Königsbergischer Kreis         | 00.775  | 001.022 | [ 120 ] |
| 091. | Meyenburg                | Pritzwalkischer Kreis          | 00.730  | 001.011 |         |
| 092. | Alt-Landsberg            | Niederbarnimischer Kreis       | 00.942  | 001.000 | [ 121 ] |
| 093. | Göriß                    | Sternbergischer Kreis          | 00.680  | 000.986 | [ 122 ] |
| 094. | Kloster Zinna            | Luckenwaldischer Kreis         | 0.      | 000.980 | [ 123 ] |
| 095. | Bobersberg               | Crossenscher Kreis             | 00.695  | 000.978 | [ 124 ] |
| 096. | Fehrbellin               | Havelländischer Kreis          | 00.696  | 000.975 | [ 125 ] |
| 097. | Zehden                   | Königsbergischer Kreis         | 00.640  | 000.947 | [ 126 ] |
| 098. | Mohrin                   | Königsbergischer Kreis         | 00.637  | 000.939 | [ 127 ] |
| 099. | Nörenberg                | Arenswaldischer Kreis          | 00.605  | 000.920 | [ 128 ] |
| 100. | Altruppin                | Ruppinscher Kreis              | 00.718  | 000.907 | [ 129 ] |
| 101. | Puttlitz                 | Pritzwalkischer Kreis          | 00.678  | 000.897 |         |
| 102. | Pritzerbe                | Havelländischer Kreis          | 00.603  | 000.893 | [ 130 ] |
| 103. | Bernstein                | Arenswaldischer Kreis          | 00.635  | 000.887 | [ 131 ] |
| 104. | Buckow                   | Lebusischer Kreis              | 00k. A. | 000.878 | [ 132 ] |
| 105. | Wittenberge              | Perlebergischer Kreis          | 00.761  | 000.884 |         |
| 106. | Teltow                   | Teltowischer Kreis             | 00.753  | 000.871 | [ 133 ] |
| 107. | Greifenberg              | Uckermark                      | 00.564  | 000.827 | [ 134 ] |
| 108. | Brüssow                  | Uckermark                      | 00.738  | 000.774 | [ 135 ] |
| 109. | Bismark                  | Arendseeischer Kreis           | 00.606  | 000.835 |         |
| 110. | Calbe                    | Arendseeischer Kreis           | 00.786  | 000.820 | [ 136 ] |
| 111. | Sternberg                | Sternbergischer Kreis          | 00.621  | 000.754 | [ 137 ] |
| 112. | Neustadt an der Dosse    | Ruppinscher Kreis              | 00.619  | 000.703 | [ 138 ] |
| 113. | Rothenburg               | Crossenscher Kreis             | 00.335  | 000.611 | [ 139 ] |
| 114. | Rhinow                   | Havelländischer Kreis          | 00.419  | 000.467 |         |
| 115. | Teupitz                  | Teltowischer Kreis             | 00.258  | 000.372 | [ 140 ] |
| 116. | Saarmund                 | Zauchischer Kreis              | 00.370  | 000.342 | [ 141 ] |
| 117. | Lagow                    | Sternbergischer Kreis          | 00.267  | 000.319 | [ 142 ] |

Die größten Städte bildeten Fernhandelszentren und ermöglichten ihnen die Einnahme einer politisch bedeutsamen Stellung in Konkurrenz zum Landadel, der Kirche und dem Landesherren. Seit dem 15. Jahrhundert schwächte sich die politisch relativ unabhängige Stellung der Städte durch den Druck der Hohenzollern-Kurfürsten wieder ab und die politischen Kompetenzen wurden wieder beschränkt. Anlass dazu gab die Brechung des Berliner Unwillens 1447/1448, die das Ende der städtischen Selbstautonomie einleitete. Die Ratsautonomie wurde im 17. Jahrhundert immer weiter zugunsten der zentralen Fürstenherrschaft eingeschränkt. Der Dreißigjährige Krieg führte zu drastischen Einbrüchen der Bewohnerzahlen in den Städten.
1625, kurz vor den kriegsbedingten Bevölkerungseinbrüchen gab es in der Mark Brandenburg folgende nach Regionen unterteilte Städte: in der Neumark hatten 36 Siedlungen das Stadtrecht erhalten (vgl. Liste der Städte in der Neumark), in der Altmark gab es 10 Städte, in der Prignitz gab es 13 Städte, im Ruppiner Land hatten fünf Orte das Stadtrecht, der Cottbuser Kreis wies zwei Stadtsiedlungen auf, die Uckermark hatte 11 Städte und die restliche Mittelmark mit Havelland, Zauche, Teltow, Land Lebus, Barnim und Oderbruch 39 Städte. Zusammen bestand die Mark Brandenburg zu diesem Zeitpunkt aus 117 Städten. Davon hatten 28 Städte mehr als 1500 Einwohner und nur wenige mehr als 4000 Einwohner aufzuweisen. 32 Städte hatten weniger als 500 Einwohner.
| Jahr | <500 Einwohner | 500–1499 Einwohner | 1500–3999 Einwohner | >4000 Einwohner |
| ---- | -------------- | ------------------ | ------------------- | --------------- |
| 1625 | 32             | 57                 | 24                  | 04              |
| 1750 | 05             | 65                 | 38                  | 09              |
| 1800 | 04             | 44                 | 69                  | 18              |

Die Auswirkungen des Dreißigjährigen Krieges wie Kriegszerstörungen, Einwohnerrückgang und wirtschaftliche Stagnation auf die Städte wurden erst im Verlauf des 18. Jahrhunderts vollständig überwunden. Sehr lang waren in den Stadtbildern wüste Hausstellen zu finden. Im 18. Jahrhundert stiegen die Stadtgrößen wieder deutlich an. Die Medianstadt hatte 1750 1204 Einwohner und 1800 1727 Einwohner. Rechnet man Berlin als außerordentlichen Einfluss aus der Aufstellung heraus, hatten die verbleibenden 116 brandenburgischen Städte eine Durchschnittsgröße von 1750: 1684 Einwohner und 1800: 2546 Einwohner.
Die von 1650 bis 1750 vorangetriebene verfassungsrechtliche und verwaltungsmäßige Eingliederung der Städte in den ausgreifenden fürstlichen Zentralstaat erfolgte selbst in kleineren Städten durch die Etablierung von Garnisonen, der Aufsicht über Polizeigewalt, Finanzverwaltung, Rechtsprechung, Medizinalwesen und vor allem mit der Einführung der Akzise, deren Einnahme und Überwachung durch in den Städten eingesetzte staatliche Amtsträger erfolgte. Dieser Einhegungsprozess der ehemaligen autonomen Städte in den Landesstaat brachte durch die Etablierung von zentralstaatlichen Institutionen eine Erweiterung der Sozialstruktur im mittleren und oberen Gesellschaftsbereich in den Städten mit sich. 1719 wurde eine kurmärkische Städteordnung erlassen. Diese ordnete die kommunale Selbstverwaltung neu. Trotz des landesherrlichen Allmachtanspruchs kam es zu Gravamina der märkischen Städte unter Führung Brandenburgs an der Havel gegen die Kompetenzanmaßungen staatlicher Amtsträger in städtischen Angelegenheiten. Die märkischen Städte beugten sich nicht widerspruchslos dem absolutistischen Herrschaftsanspruch und entwickelten ein Beharrungsvermögen, das verhinderte, dass die Stadtbürger zu unfreien Untertanen herabsanken.

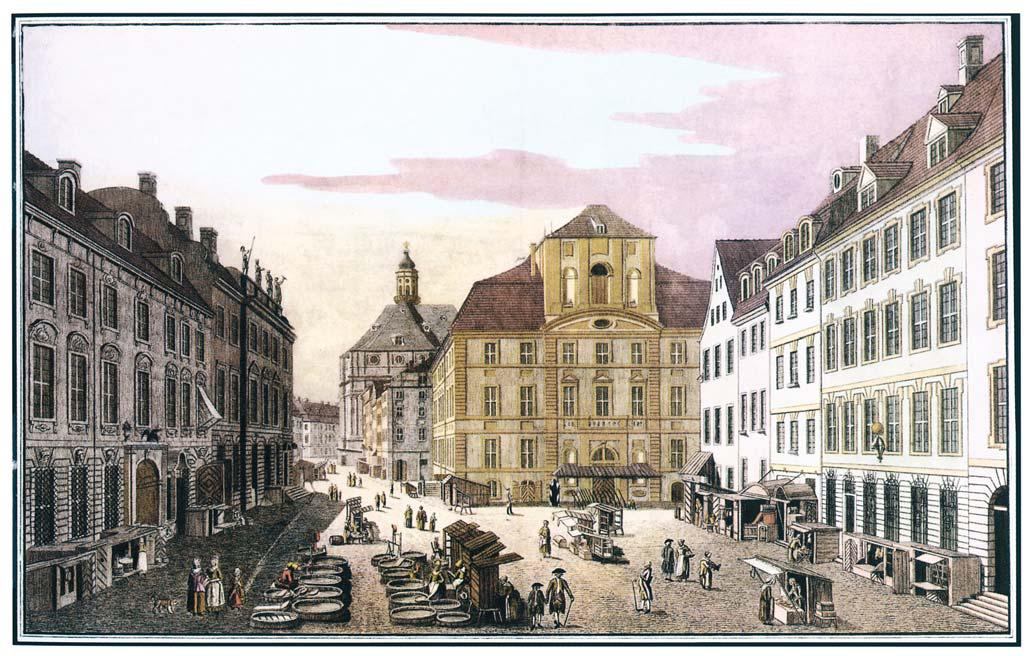
Cöllnischer Fischmarkt, mit Blick auf das Cöllnische Rathaus (erbaut 1710–1723) mit der Petrikirche im Hintergrund, 1784

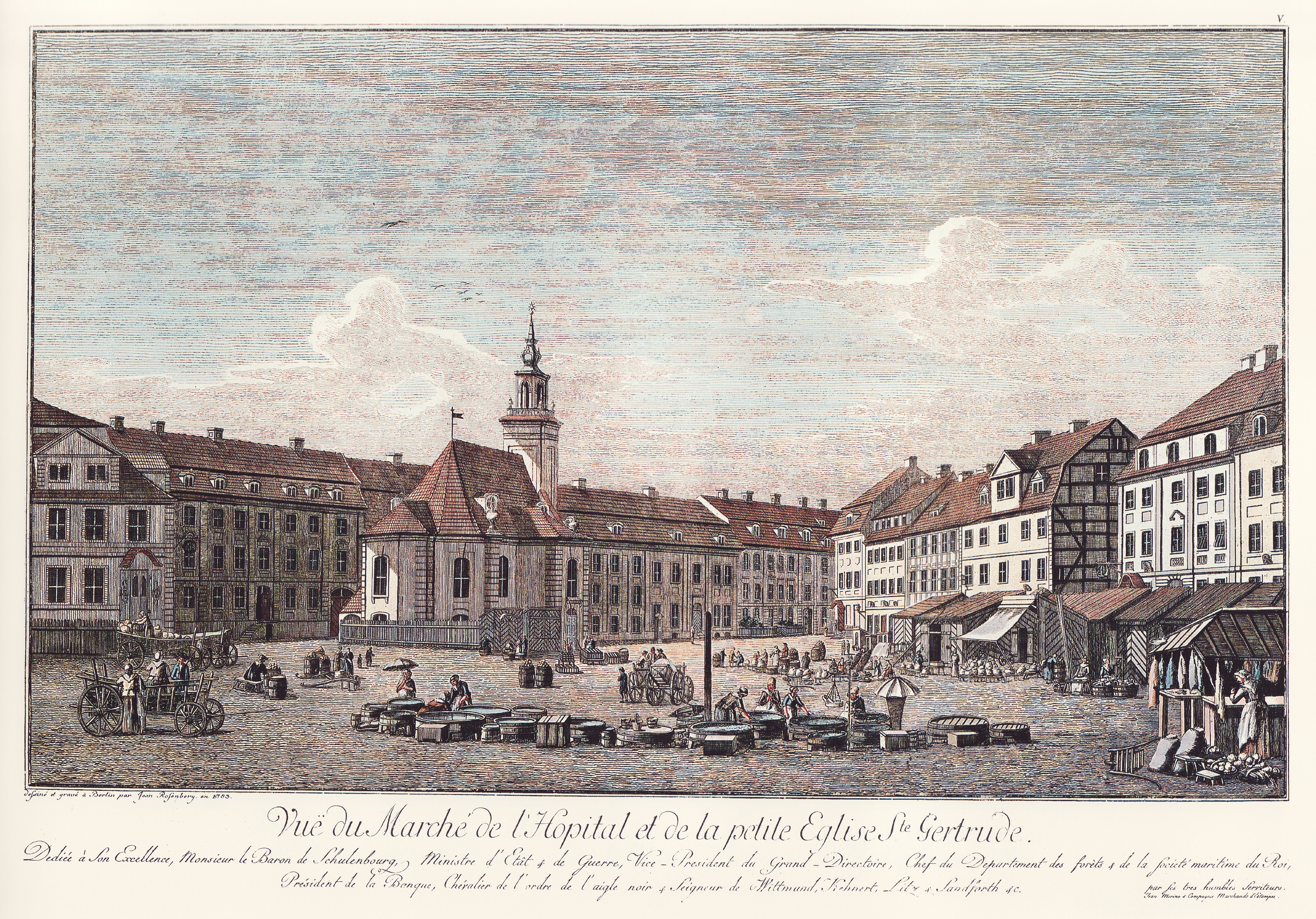
Ansicht des Spittelmarktes mit der Gertraudenkirche, 1783

Wirtschaftlich stagnierten die Städte zu Beginn des 18. Jahrhunderts. Problematisch für die Entwicklung der brandenburgischen Städte war der eigene zu kleine Absatzmarkt für heimische Produkte. Es fehlte eine kaufkräftige Abnehmerschaft, so dass der Handel örtlich beschränkt blieb. Die einzige relevante Ausnahme bildete Berlin, wo sich gegen Ende des 17. Jahrhunderts, angestoßen durch den Berliner Hof, ein höher entwickelter Nachfragemarkt nach bestimmten zeitgemäßen Produkten des Luxussegments entwickelt hatte. Dies führte zu einem starken Bevölkerungswachstum Berlins von 1685 bis 1711 von etwa 18.000 auf 55.000 Einwohner und 1719 bereits 64.000 Einwohner. Damit lief Berlin allen anderen Städten Brandenburgs den Rang ab. Spandau wurde zwischen 1564 und 1590 unter Leitung von Rochus zu Lynar zur bedeutendsten märkischen Festungsstadt ausgebaut. Seit dem 16. Jahrhundert verlor die einstige märkische Hauptstadt Brandenburg an der Havel, die den obersten Rechtshof (Appellationsinstanz) besaß, seine frühere Spitzenstellung. Der Stapelplatz Frankfurt (Oder) verlor seine zentrale Position im Oderhandel an Stettin. Die Messe in Frankfurt an der Oder konnte sich überregional nicht gegen die Leipziger Messe durchsetzen. Potsdam entwickelte sich seit dem 17. Jahrhundert zum zweiten politischen und kulturellen Zentrum Brandenburgs. 1740 lebten hier rund 11.700 Zivil- und Militärpersonen. Frankfurt (Oder) und Stendal hatten dauerhaft an Bedeutung verloren und erreichten nach den Einbrüchen in der ersten Hälfte des 17. Jahrhunderts nicht mehr die ursprüngliche Bedeutung.
Wegen der in Brandenburg seit dem 17. Jahrhundert weit verbreiteten Gutsherrschaft wurden nur wenige Arbeitskräfte freigesetzt. Da sonst in Brandenburg ein nennenswerter Handel überörtlichen Charakters fehlte, blieb die Kaufkraft der handwerklich tätigen Stadtbevölkerung der kleineren Städte klein, wodurch die Stadtentwicklung gehemmt wurde. Die Städte entwickelten sich zwar zu Verwaltungszentren, die meisten Städte blieben aber kleiner als anderswo und prägten eine Wirtschaftsstruktur aus, die der von Dörfern entsprach. Es dominierte wirtschaftlich der Ackerbau und der Stadttypus Ackerbürgerstadt (zum Beispiel Rathenow, Angermünde, Königsberg, Kremmen) wurde die am meisten verbreitete Stadtform in Brandenburg. Solche Städte machten, insbesondere wenn sie ohne Stadtmauer geblieben waren, häufig keinen städtischen Eindruck. Die Ackerbauer bestellten ihre Felder in der Umgebung ihres Städtchens ganz ähnlich wie dies die Bauern um ihre Dörfer herum taten. Ein Bürgertum in den Städten, das sich zu einer führenden politischen Kraft entwickelt hätte, war durch die gering differenzierte Wirtschaftsstruktur der brandenburgischen Städte kaum entwickelt.
Mit Ausnahme von Berlin und Umgebung verstanden sich die Städte als Mittelpunkt eines ländlichen Umfelds und nicht als gestaltende politische Kraft wie zeitgleich die Freien Reichsstädte.

## Geschichte

### Entstehung der Mark Brandenburg

#### Die Slawen im Elberaum

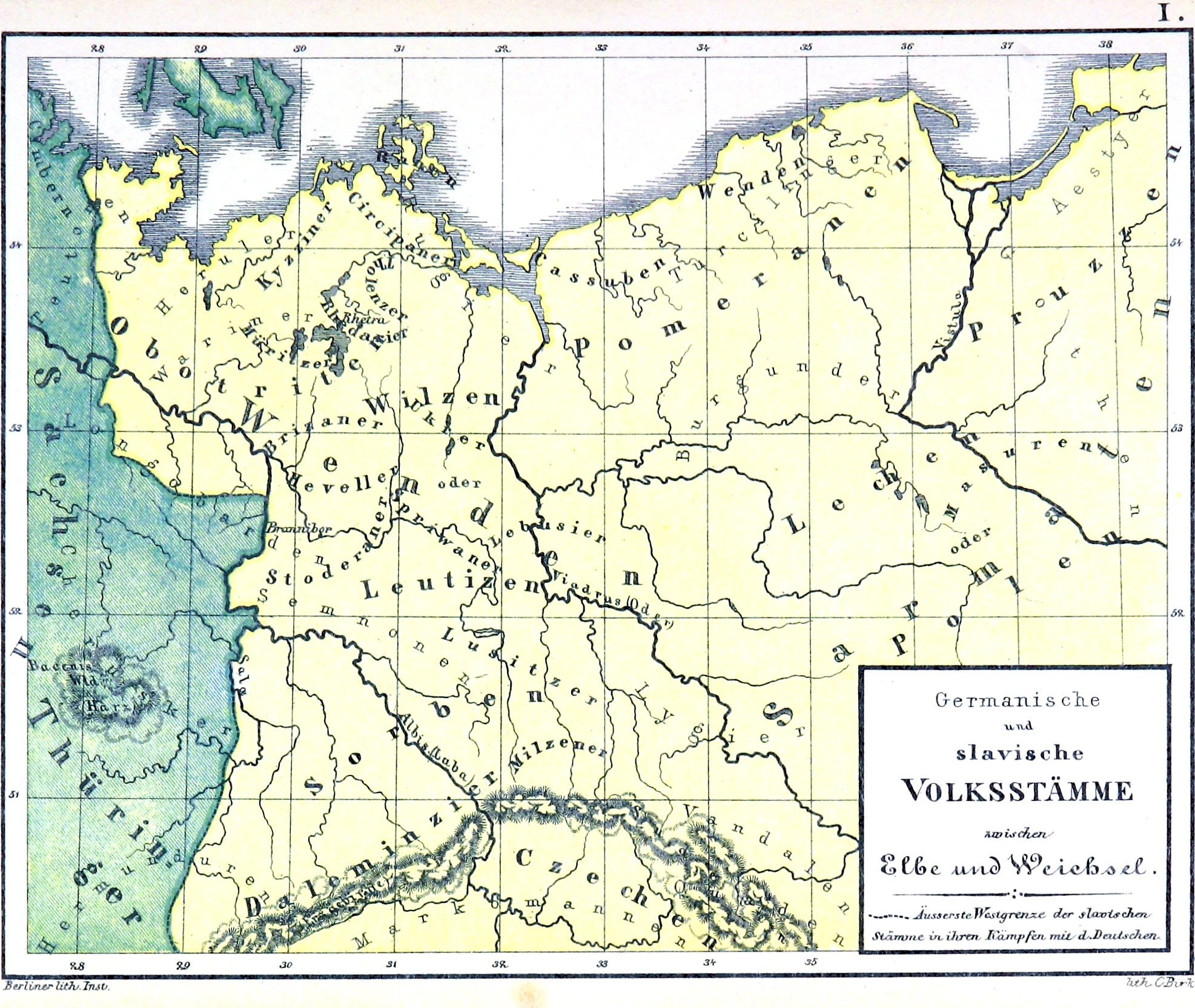
Slawische Volksstämme zwischen Elbe und Weichsel vor der deutschen Ostkolonisation

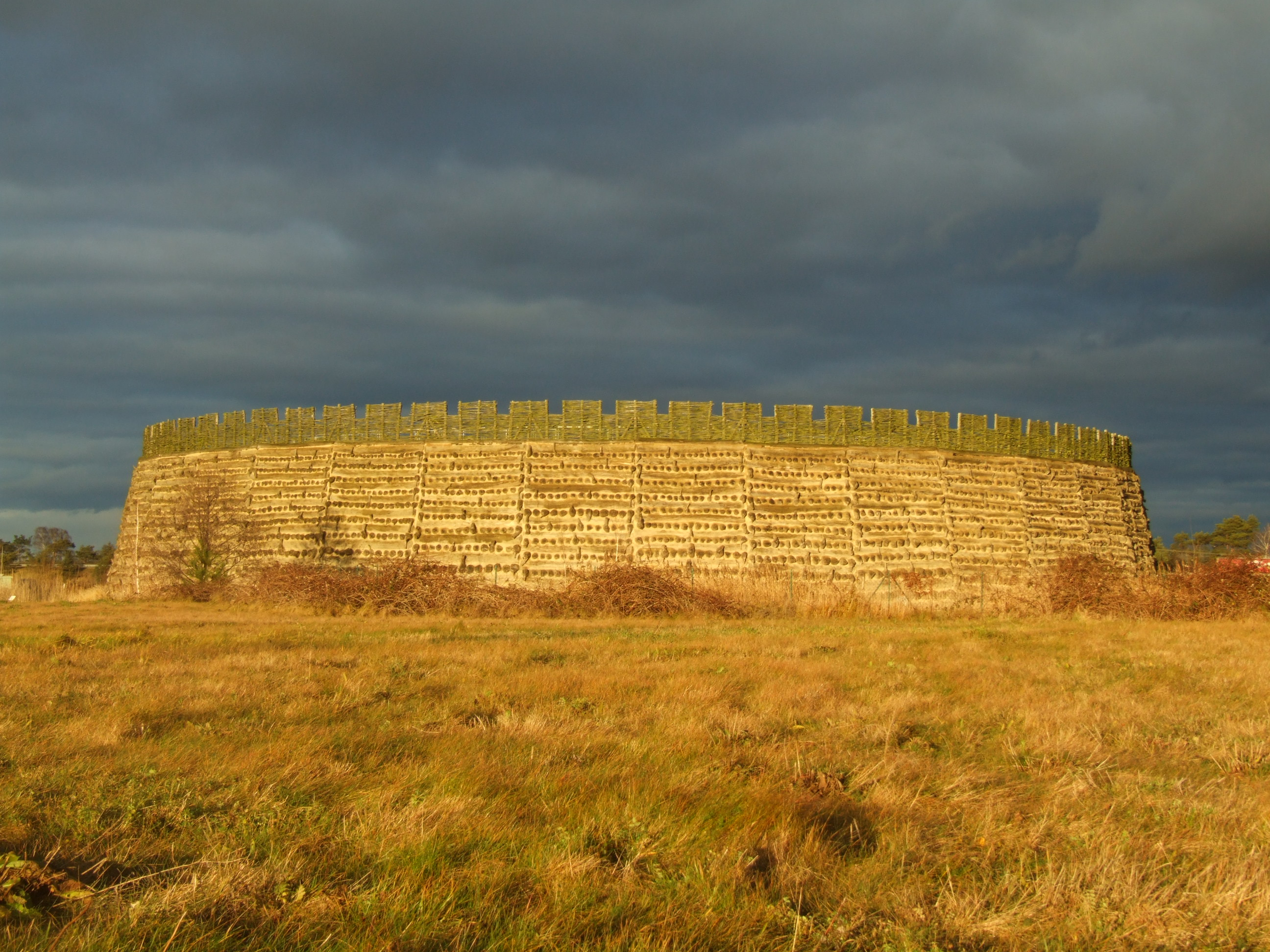
Rekonstruktion eines slawischen Burgwalls des 9./10. Jahrhunderts, die Slawenburg Raddusch in der Niederlausitz

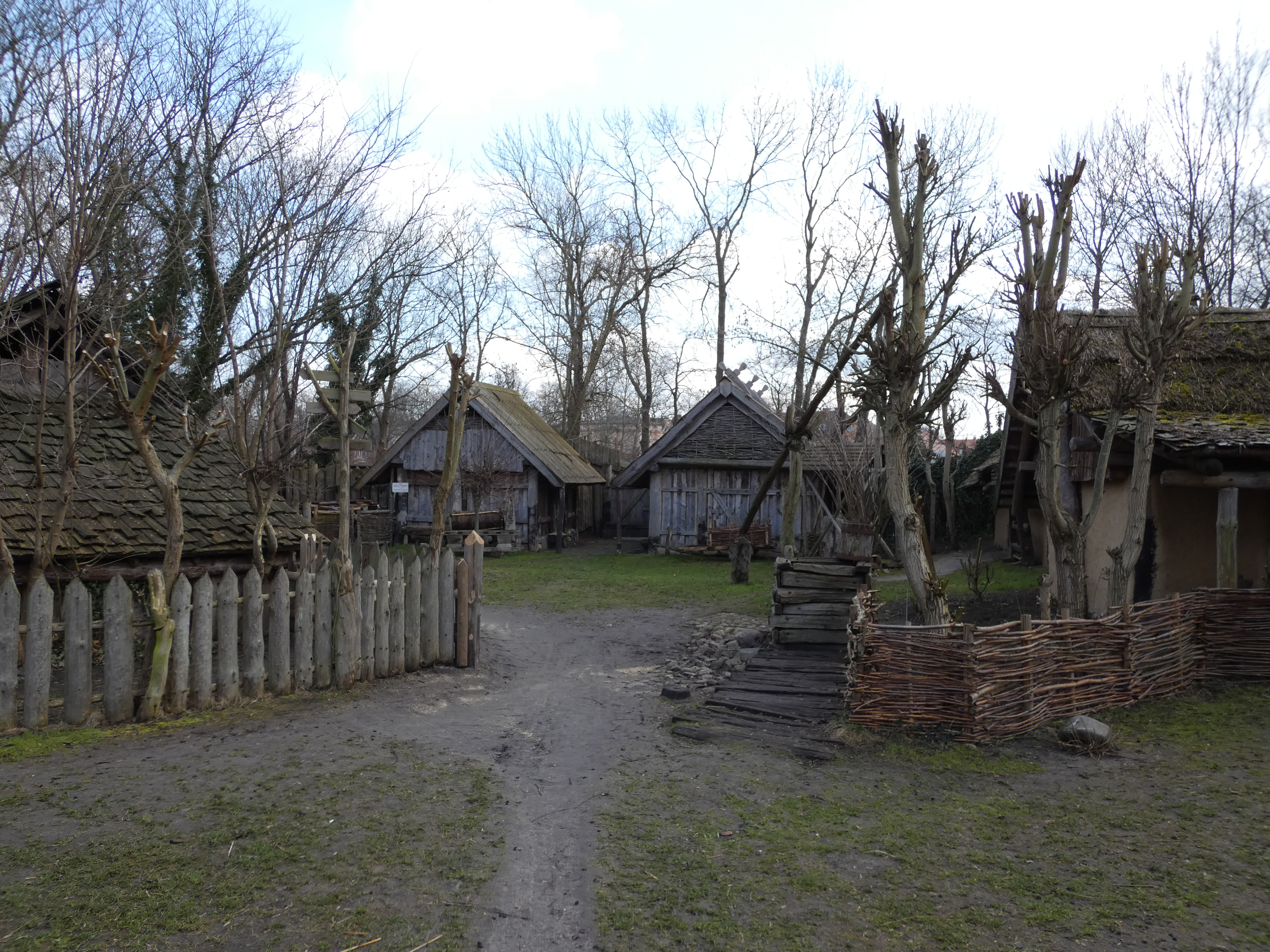
Rekonstruiertes Slawendorf Brandenburg an der Havel

Im Zuge der Völkerwanderungen verließen die Sueben, der elbgermanische Teilstamm der Semnonen, ab dem 5. Jahrhundert bis auf wenige Restgruppen ihre Heimat an Havel und Spree in Richtung Oberrhein und Schwaben. Im späten 6. sowie 7. Jahrhundert zogen in den vermutlich weitgehend siedlungsleeren Raum Slawen ein. Auf dem Gebiet der späteren Mark Brandenburg siedelte sich der Stamm der Wilzen, später Lutizen genannt an. Im Norden grenzten die Siedlungsräume der Abodriten und im Süden der Stamm der Sorben an.
Der Hauptstamm der Wilzen-Lutizen verfügte wohl über keine monarchische oder oligarchische Herrschaftsspitze für das Gesamtgebiet. Die Kleinstämme (u. a. Heveller, Sprewanen und Zamzizi) lebten unter der Führung alteingesessener Geschlechter. Mittelpunkte waren größere Holz-Erde-Burgen, wie zum Beispiel die Brandenburg an der Havel, Spandau, Köpenick oder Altfriesack, denen im Umkreis ein Territorium zugeordnet war. Die Grenzziehungen erfolgten dabei in Anlehnung an die Fluss- und Wasserverläufe. Stadtähnliche große Siedlungen wie es sie zeitgleich in Polen unter den Piasten gab, scheint es nicht gegeben zu haben. Die Slawen scheinen als Siedlungsform kleine Gassen, Sackgassen und Rundlinge bevorzugt zu haben. Ihr Handel und Gewerbe entwickelte sich durch die Nähe zum Ostfränkischen Reich und zum Fernhandelsweg von Magdeburg über Spandau nach Gnesen vielfältig. Bezeugt ist der Anbau von Hirse und Hafer, daneben Viehzucht und die Nutzung der Gewässer (Fischfang) und Wälder (Jagd, Beeren, Honig, Baumaterialien). In den größeren Siedlungen gab es Handwerkerbetriebe. Neben den Keramikern und den für die Waffen und Anglergeräten zuständigen Schmieden gab es auch Kammmacher und Textilarbeiter. Eine Schrifttätigkeit gab es nicht. Münzen in Form von Brakteaten wurden von ihnen geprägt. Es gab keinerlei Steinbauten. Die Verehrung altslawischer Gottheiten wie Triglaw erlosch im 12. Jahrhundert infolge der Christianisierung.
Östlich von Havel und Nuthe, im heutigen Barnim und Ostteltow, siedelten die Sprewanen. Ihre Hauptburg lag am Zusammenfluss von Dahme und Spree in Köpenick. Westlich der zwei Flüsse (im Havelland und Zauche) lebten die Heveller. Die Hauptburg der Stodoranen, so die Eigenbezeichnung, war die Brandenburg. Havelaufwärts standen zwei weitere von ihren Befestigungsanlagen nur unweit voneinander entfernt – der wichtige Burgwall Spandau und eine kleine Anlage auf dem Gelände der heutigen Zitadelle Spandau. Die beiden elbslawischen Stämme mussten sich gegen die mächtigen Feudalstaaten aus dem Westen wehren. Gelegentlich trugen sie untereinander und mit angrenzenden Slawenstämmen Streitigkeiten aus, oft in kriegerischer Weise.

#### Erste Ostexpansion, erste Marken
Nach den erfolgreichen Feldzügen im Jahre 804 gegen die Sachsen überließ Karl der Große den mit ihm verbündeten Abodriten mit Nordalbingien kurzzeitig einen Teil des sächsischen Landes zwischen Elbe und Ostsee. Eine verhältnismäßig ruhige Zeit währte bis zum Jahr 928. In der folgenden sogenannten ersten Phase der Deutschen Ostsiedlung eroberte König Heinrich I. im Winter 928/929 die Brandenburg. Die Stämme bis zur Oder wurden tributpflichtig. Unter Otto I. folgte 936 die Einrichtung von Marken, deutschen Grenzregionen im Slawenland. Ab etwa 965 (die Datierung ist unter den Historikern umstritten) errichtete er die Bistümer Brandenburg und Havelberg. Die deutsche Herrschaft begnügte sich mit der Besetzung vorhandener Burgen zur Eintreibung von Tributen und dem Bau von Bistumskirchen. Deutsche Bauern wurden noch nicht angesiedelt. Die Gemeinden der Bistümer waren daher sehr klein. Die tägliche Feier der Messe galt aber als Beweis der Herrschaft Christi im Slawenland.
Nach dem Tode von Gero wurde die Sächsische Ostmark in fünf kleinere Marken aufgeteilt: die Nordmark, das heißt die spätere Mark Brandenburg, und südlich davon in vier weitere Marken, vor allem in den Lausitzen. Im Slawenaufstand von 983 verbündeten sich viele slawische Stämme und warfen die Deutschen erneut zurück. Die Bistümer Brandenburg und Havelberg wurden dabei zerstört. Für rund 150 Jahre, bis zum Zerfall des Liutizenbundes Mitte des 11. Jahrhunderts, stand die deutsche Expansion still.

#### Kreuzzüge und Annäherung des Hevellerfürsten Pribislaw-Heinrich an das Reich

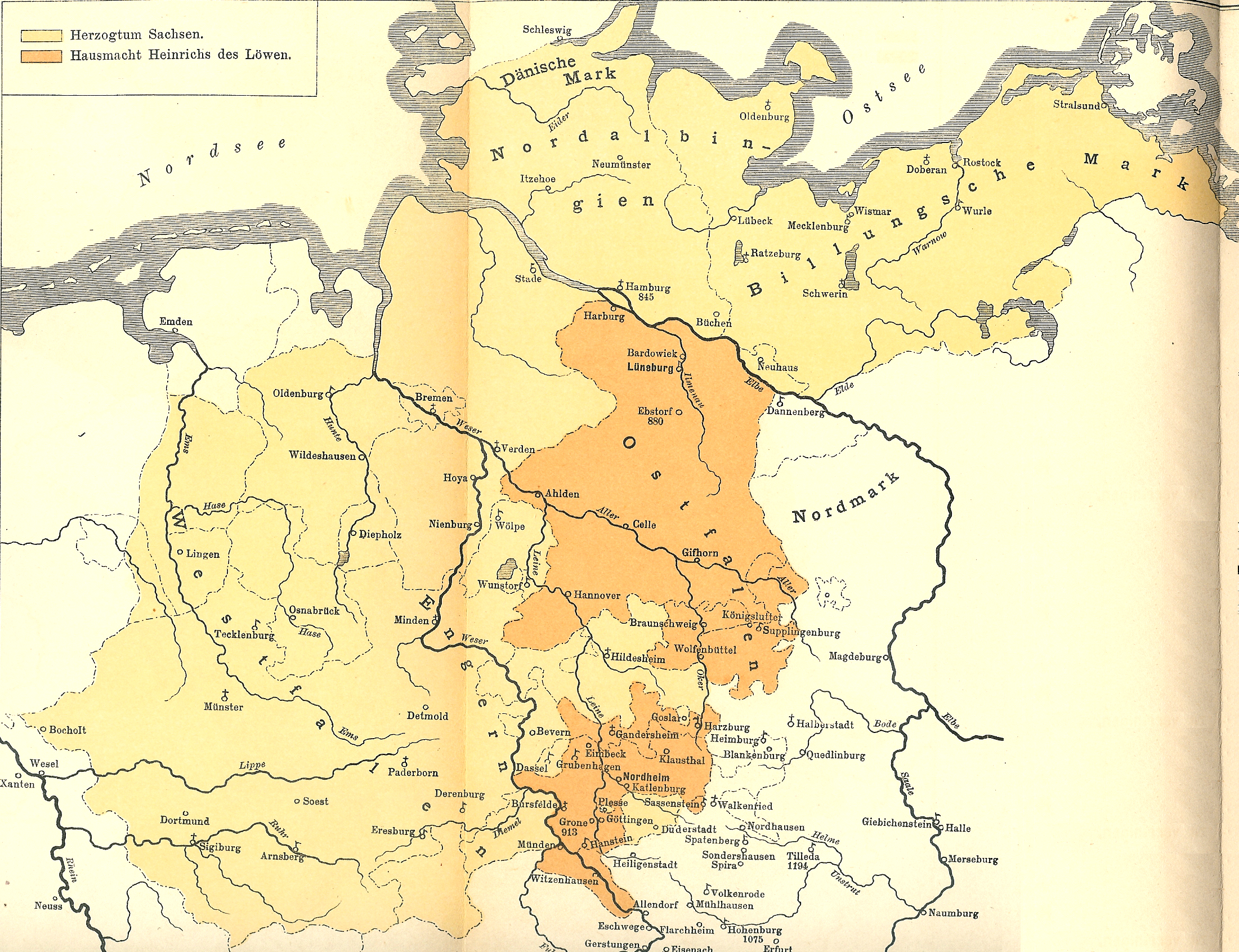
Karte des Stammesherzogtums Sachsen und des Besitzes (Hausmacht) Heinrichs des Löwen kurz vor der Zerschlagung um 1180

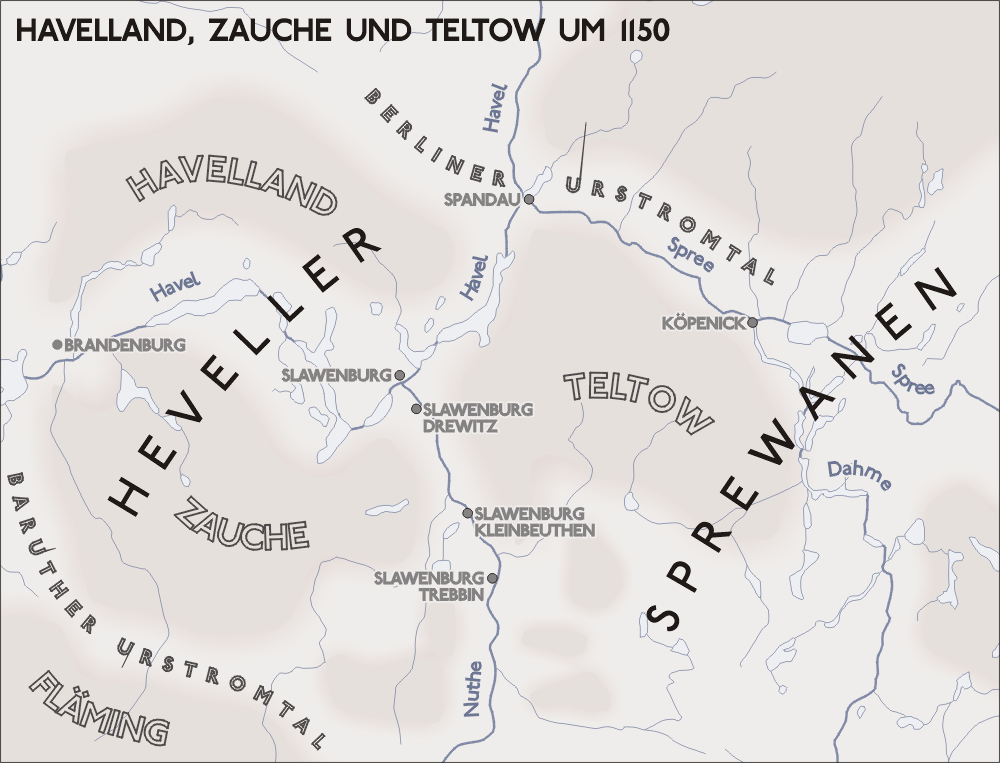
Situation um 1150

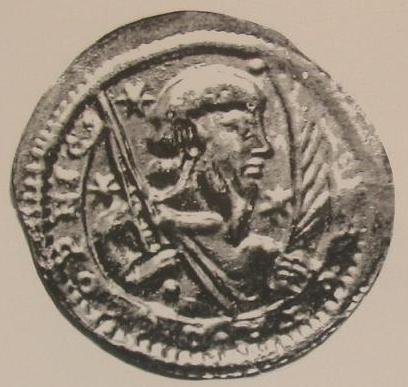
Jaxa-Brakteat mit Palmzweig

Im beginnenden Hochmittelalter führten Bevölkerungsanstieg und die Erbteilungsregelungen zu Spannungen im Altreich, zu deren Entspannung und Kanalisation der „nicht benötigte Bevölkerungsüberschuss“ durch die Reichseliten nach Osten „ausgelagert wurde“. Die Bewegungsströmung wurde im 19. Jahrhundert mit dem programmatischen Kampfbegriff Drang nach Osten beschrieben. Die Ausrichtung der Reichspolitik konnte zeitweise von den altsächsischen Herzögen mit bestimmt werden, die entsprechende politische Macht auf sich konzentrierten. Folglich entwickelte sich in der Zeit der ersten Hälfte des 12. Jahrhunderts eine anhaltende Nord-Ost-Ausrichtung im Reich, die zu einer Umgruppierungsbewegung der Ressourcen und Aufmerksamkeit der Eliten gen Osten führten, in deren Ergebnis das Reich seine Ostgrenze um mehrere hundert Kilometer nach Osten verlagern konnte und eine entsprechende Bevölkerungsbewegung größeren Ausmaßes von West nach Ost einsetzte.
Gegen Ende des 11. Jahrhunderts besserte sich die Situation für die Sachsen an der Slawengrenze zunächst im Norden. Der Obodritenfürst Heinrich von Alt-Lübeck errang die Herrschaft über die Wagrier und konnte mit sächsischer Unterstützung einen Großteil des westslawischen Gebiets unterwerfen. Auch Polen, das nach dem Tod Boleslaw 1025 unter den Nachfolgern schwächer wurde, erstarkte wieder. Auch Dänemark setzte den häufigen Raubzügen slawischer Schiffe an seinen Küsten einen wachsenden Druck entgegen. Neben der Selbstschwächung des Lutizenbundes trugen diese äußeren Faktoren zum Beginn des Niedergangs der elbslawischen Selbständigkeit bei. War es zuvor die deutsche Königsmacht, die den Ostexpansionskurs vortrug, traten nun die ostsächsischen Fürsten in den Vordergrund. Der Ausbau der Landesherrschaft innerhalb ihres Herrschaftsgebietes wurde von ihnen genau wie von den anderen Amtskollegen des Reiches konsequent vorangetrieben. Um bei dem Prozess des Ausbaus des inneren Herrschaftsgefüges des Reiches die eigenen Chancen gegenüber den Konkurrenten im Reich zu erhöhen, versuchten ostsächsische Fürsten die Ausdehnung ihrer Herrschaft aus elbslawisches Gebiet zu erweitern. Deren Gebiete wurden weiterhin vom Reich beansprucht und waren bisher auch noch nicht christianisiert worden.
Ab etwa 1100 begannen die Magdeburger Erzbischöfe und ostsächsische Fürsten erneut, in die slawischen Gebiete einzudringen. Die Herzöge von Sachsen betätigten sich als Markgrafen der Billunger Mark, die Grafen von Stade als Markgrafen der Nordmark und die Wettiner als Markgrafen der Lausitz und Meißen. Auch Graf Otto von Ballenstedt, dessen Besitz vor allem zwischen dem Ostharz und der Muldemündung lag, gehörte zu ihnen. Er entstammte dem mit seinem Großvater Esico 1036 erstmals erwähnten Geschlecht, das wahrscheinlich nach der alten Burg Askania bei Aschersleben „Askanier“, nach der 1140 zuerst erscheinenden Burg Anhalt im Harz auch „Anhaltiner“ genannt wird. Ottos Name steht unter dem weitverbreiteten Schreiben, mit dem ostsächsische Fürsten und Bischöfe 1108 dazu aufriefen das ostelbische Heidentum nach dem Vorbild des 1096 begonnenen Kreuzzuges ins Heilige Land zu bekämpfen. Otto von Ballenstedt vergrößerte um 1110 seinen Einfluss von Bernburg aus in Richtung Hevellergrenze bei Görzke im Fläming. 1115 besiegte Otto von Ballenstedt in der Nähe von Köthen ein Heer von Wenden, das die Elbe überschritten hatte. Den Sieg nutzte Otto um seinerseits die Elbe zu überqueren und die Gegend um Roßlau, Coswig, Lindau, Belzig bis hin zur Zauche zu besetzen. Das Gebiet wurde als Zerbstgau bezeichnet und verblieb im anhaltinischen Besitz. Diese Gebietserwerbung im ostelbischen Slawenland, machte die Anhaltiner zu Nachbarn der slawischen Heveller in Brandenburg.
Nach dessen Tod 1123 setzte der etwa 1100 geborene Sohn Albrecht mit der zweiten Phase der Deutschen Ostsiedlung die expansive Hauspolitik fort.
Dabei erwies er sich als geschickter Diplomat, knüpfte bereits zwischen 1123 und 1125 enge Kontakte zu Pribislaw-Heinrich. Der Hevellerfürst wurde Taufpate seines ersten Sohns Otto I. und übergab diesem als Patengeschenk die Zauche, die an askanischen Streubesitz angrenzte. 1128 starb der Markgraf der Nordmark, Heinrich II. von Stade, Albrechts Schwager. Albrecht fühlte sich als Erbe. Allerdings gab es noch einen Vetter, Udo IV. von Freckleben, der Ansprüche erhob. Es kam zwischen den beiden zu gewaltsamen Auseinandersetzungen. Albrechts Anhänger töteten Udo 1130. Die Tat entzog Albrecht der Gunst des Königs. 1131 zum Reichstag in Lüttich wurde als Markgraf der Nordmark Konrad von Plötzkau ernannt, ein naher Verwandte aus dem Hause der Stader.
Im Jahr 1127 kam Pribislaw als Hevellerfürst auf der Brandenburg an die Macht. Er trug den deutschsprachigen Taufnamen Heinrich, daher der meist zu lesende Doppelname Pribislaw-Heinrich. Bereits sein Vorgänger Meinfried war ein Christ. Deshalb ließ sich folgern, dass Pribislaw-Heinrich schon als Kind die Taufe empfangen hatte. Spätere mittelalterliche Chronisten idealisierten die Entwicklung und verlegten den Taufakt in seine Fürstenzeit. Er stand in enger Verbindung zum deutschen Adel und erhielt vom Kaiser 1134 offenbar den Titel eines Unterkönigs (später wieder aberkannt). Dadurch konnten die Deutschen das Heveller-Gebiet (beiderseits der Havel zwischen Potsdam und Brandenburg an der Havel) vorübergehend locker an das Reich binden. Die umstrittene Ostgrenze verlief damit zwischen den beiden elbslawischen Stämmen der Heveller und Sprewanen. Geografisch sehr grob gezeichnet, folgte sie den Flussläufen von Nuthe und Havel. Östlich dieser Linie residierte Jaxa von Köpenick (Jaxa de Copnic).
Um die königliche Gnade wiederzuerlangen, nahm Albrecht am Romzug König Lothars 1132/33 teil und hatte dabei Erfolg. Als Konrad 1133 in Italien fiel, wurde Albrecht der Bär von Lothar III. 1134 auf dem Reichstag in Halberstadt als Markgraf der Nordmark belehnt. Er übernahm damit die Reichsgewalt über das östliche Lutizenland von der Peene bis zur Lausitz.
Der Kaiser wollte aber einer zu großen Machterweiterung des Askaniers von vornherein einen Riegel vorschieben; darum erfolgte im selben Jahr die Erhebung Pribislaw-Heinrichs in den Königsstand. Doch Albrecht gelang es schon um 1134, dem kinderlosen Hevellerfürsten eine verbindliche Zusage abzuringen. Nach dem Tod Pribislaws sollte Albrecht der Bär das Erbe und die Nachfolge antreten.
1147 wurde ein neuer christliche Kreuzzug gegen die wendischen Heiden begonnen, der sogenannte Wendenkreuzzug. Dieser fand parallel zu den Vorbereitungen zum 2. Kreuzzug ins Heilige Land statt. Am Kreuzzug nahmen auch Dänen und Polen teil. Dabei ging es nicht nur um religiöse Ziele, sondern um den Erwerb von Land und Herrschaftsrechten. Das Kreuzheer bestand aus zwei Heeresteilen. Die erste Heeresgruppe zog nach Norden in das Stammland der Abodriten, der zweite Heeresteil sammelte sich in Magdeburg und zog nach Havelberg. Dort setzten sie sich durch, und dem nominellen Bischof Anselm von Havelberg gelang es, zum ersten Male seinen eigentlichen Bischofssitz zu betreten, den er fortan dauernd behauptete. Während Albrecht sich mit der Einnahme des Burgwards in Havelberg begnügte, drangen deutsche Ritter in Privatunternehmungen zwischen Elde, Rhinluch und Rhin weiter vor und gründeten dort kleine eigene Herrschaften, die allerdings kurze Zeit später wieder aufgegeben wurden.
Die Umgebung um Havelberg konnte endgültig gesichert werden. In den benachbarten Landschaften Prignitz und Ruppin wurden die ersten Grundlagen für die folgende Neusiedlung geschaffen. Das Hauptheer der Kreuzzügler, mit Albrecht an der Spitze, zog anschließend von Havelberg in das Kerngebiet der Lutizen, das Peeneland, vor. Der Heereszug ging über Demmin nach Stettin und drang damit in den Herrschaftsbereich der bereits christianisierten Pomoranen vor, wo der Vormarsch festlief. Das Besondere an diesem Kreuzzug und den Verwüstungen ist, dass das Havelland verschont blieb, obwohl die Heveller ihren alten heidnischen Glauben weiter ausübten und die Landschaft direkt an deutsche Herrschaftsbereiche grenzte. Der Fürst über das Havelland Pribislaw-Heinrich von der Brandenburg demonstrierte nachhaltig und öffentlich seinen christlichen Glauben, um etwaigen Schaden durch christliche Kreuzzügler von seinem Herrschaftsgebiet fernzuhalten. So beseitigte er das in Brandenburg verehrte Bild des dreiköpfigen Triglaw, legte mit seiner Frau das königliche Diadem auf den Petrusaltar in Leitzkau nieder und holte neun Geistliche aus Leitzkau an die Brandenburg, die er reichlich beschenkte. Diese Vorsichtsmaßnahmen erzielten ihre Wirkung. Des Weiteren hatten Heinrich und seine Frau Albrecht als ihren Nachfolger (im geheimen) bestimmt. Durch diese Nachfolgeregelung war es für Albrecht uninteressant, sein späteres zugesichertes Eigentum zu zerstören. Im Ergebnis des Kreuzzugs gelang den Elbslawen zwar ein militärischer Abwehrerfolg, aber ihre innere kulturelle und zivilisatorische Kraft war danach gebrochen. Die kriegsbedingten Verluste und die Bevölkerungsdezimierung waren zu hoch. Die Kolonisierung mit deutschen Siedlern, die bereits 1143 mit Adolf II. in Gang gekommen war, konnte dadurch in einem größeren Rahmen erfolgen.

### Aufbau eines Feudalstaats unter den askanischen Markgrafen (1150/1157–1320)

#### Eroberung der Brandenburg, Bildung eines zusammenhängenden Territoriums, Anerkennung als reichsunmittelbares Fürstentum

Ausdehnung der Mark Brandenburg 1157 in Rot, im Hintergrund um 1600 in Gelb.

Die erfolgreiche und dauerhafte Bildung eines neuen Territoriums hing mit dem Bestrebungen seines ersten Markgrafen zusammen, der aus seinen diversen verstreuten persönlichen Besitztümern, die noch auf der Rechteebene keine Landesherrschaft bildeten und seinen königlichen Amtsprivilegien (als Markgraf der nicht real existierenden Nordmark, verstanden als „offensiver Verteidigungsraum“ des Reiches gegen etwaige Einfälle von Elbslawen in das Altreich westlich der Elbe) in einen relativ strukturlosen geografischen Raum und in Konkurrenz zu vielen anderen mittelalterlichen „Konquistadoren“ letztlich ein zusammenhängendes Landesfürstentum bildete. Es handelte sich bei der Landesbildung Brandenburgs letztlich um das Ergebnis des Wirkens einer ehrgeizigen, zielstrebigen und machtbewussten Person, die sich hauptsächlich um den eigenen hierarchischen Aufstiegsprozess im personellen Reichsgefüge im Wirkungskreis des Kaisers bemühte.
Durch die Albrecht versprochene Erbschaft regierte Pribislaw in Brandenburg bis zu seinem Tod im Jahr 1150. In der Zwischenzeit besetzte Albrecht I. die Zauche, das Gebiet südlich von Potsdam, das von Pribislaw seinem Sohn Otto als Geschenk zugesprochen wurde. Albrecht konnte die Brandenburg weitgehend unblutig übernehmen. Die Burg Spandau ließ er als askanische Burg neu errichten. Mit diesen Ereignissen betrachteten verschiedene Historiker das Jahr 1150 (statt 1157) als den eigentlichen Beginn der märkischen Geschichte. Die Bevölkerung der Heveller, die im Gegensatz zu ihrem Fürsten zum Teil noch den alten slawischen Gottheiten nachhing, stand Albrechts Machtübernahme eher ablehnend gegenüber.
Der Sprewanenfürst Jaxa von Köpenick, möglicherweise ein Verwandter von Pribislaw-Heinrich, erhob ebenfalls Ansprüche. Es gelang ihm mit einer Mischung aus Verrat, Bestechung, List und Gewalt sowie mit polnischer Hilfe die Brandenburg zu besetzen und die Macht im Hevellerland an sich zu reißen. Am 11. Juni 1157 konnte Albrecht der Bär die Brandenburg im Kampf endgültig erobern. Er vertrieb Jaxa und begründete eine neue Landesherrschaft auf slawischem Boden. Nachdem ihm der Titel schon zuvor mehrfach zugewiesen worden war, nannte sich Albrecht in einer Urkunde vom 3. Oktober 1157 erstmals selbst Markgraf in Brandenburg (Adelbertus Dei gratia marchio in Brandenborch). Mit dem neuen Titel „Markgraf von Brandenburg“ signalisierte Albrecht sein Ziel der Umwandlung der Markgrafschaft der Nordmark von einem königlichen Amtslehen in eine Landesherrschaft. Das bedeutete, dass Albrecht, der als Markgraf der Nordmark lediglich Amtsträger des Reiches für dessen Interessen im ostelbischen Raum war, mit Bildung einer Brandenburger Mark eine eigene Gebietsherrschaft begründete. Das Jahr 1157 gilt folglich als das traditionelle Gründungsjahr der Mark Brandenburg. Die Umwandlung des markgräflichen Amtes in eine Landesherrschaft entsprach der Zeittendenz. Kurz zuvor hatte der Wettiner Konrad sich auf ähnliche Weise eine Hausmacht verschafft und damit den Grundstein für eine eigene Landesherrschaft gelegt. Vielleicht diente es Albrecht dem Bären als Vorbild für seine eigene Titelbezeichnung, dass der Wettiner sich seitdem als Markgraf von Meißen bezeichnete. 1156 war die Mark Österreich Herzogtum geworden. Diese drei Territorialherrschaften (Brandenburg, Sachsen und Österreich) an der östlichen Reichsgrenze, damals noch mit geringer Machtkonzentration, bildeten erfolgreiche Kristallisationspunkte zu größeren Staatsbildungen im Reich. Während der Westen des Reiches bereits von komplexen Herrschaftsstrukturen durchdrungen war, gab es im Osten noch Spielraum und die Herrschaftsbeziehungen waren noch offen und locker. Letztlich führte dieser Wachstumsprozess der drei Territorien in späterer Zeit zu Konkurrenzverhältnissen untereinander (besonders Brandenburg-Sachsen und Preußen-Österreich). Zu dem Zeitpunkt allerdings standen alle drei Territorien noch im Schatten der Machtposition des Welfen Heinrich dem Löwen, der in seiner Hand die Herzogtümer von Altsachsen und Bayern vereinigte und Erweiterungen seiner Macht im Osten suchte.

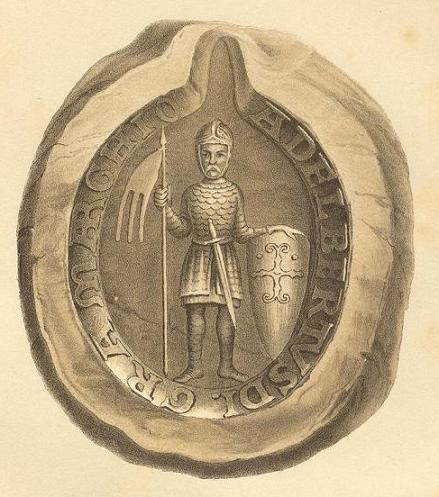
Siegel Albrechts I., Markgraf von Brandenburg (1150–1170), Inschrift: Adelbertus Di. gra marchio

Die Altmark, die Prignitz und das Havelland hatten nun einen territorialen Mittelpunkt, aus der Nordmark wurde die Mark Brandenburg. Von hier aus drangen Albrecht und die nachfolgenden Markgrafen sukzessive in weitere Regionen der ehemaligen Nordmark vor, die sich im Zuge des vorausgegangenen Wendenkreuzzugs von 1147 andere Fürsten angeeignet hatten. Dies vollzog sich teilweise kriegerisch, teilweise auf Vertragsbasis. Da Albrecht auf adlige Unterstützung bei der Inbesitznahme der Brandenburg angewiesen war, gilt es als wahrscheinlich, das das neu erworbene Hevellergebiet nur teilweise dem Askanier unterstand und dieser seinen Alliierten als Gegenleistung Herrschaften übertragen musste. Der eigentliche Kernbereich der neu gegründeten Mark Brandenburg bestand anfangs nur aus dem mittleren Bereich zwischen Brandenburg/H. und Nauen. Letztlich handelte es sich um ein relativ kleines Kerngebiet, wobei es dem Markgrafen gelang, weitere Besitz- und Herrschaftsrechte im nordöstlichen Elb-Havelwinkel um Rathenow und Havelberg zu erwerben. Zusätzlich besaßen die Askanier aus der Zeit vor 1150 Rechte in der nördlichen und östlichen Altmark, mit Salzwedel und Stendal. Möglicherweise hat Albrecht seine markgräflichen Befugnisse in der Nordmark auch auf dieses Gebiete ausgedehnt. Allerdings hielten sich Albrecht und Otto I. nur selten in der Altmark auf. Dennoch bezog Albrecht seine Allodialbesitztümer in der Altmark in den nach 1160 folgenden Landesausbau mit ein, mit dem Ziel, dort Herrschaftsansprüche zu setzen. Seine Allodialbesitztümer stellten noch keine Landesherrschaft dar, sondern lagen reichsbezogen eine Rechteebene darunter. Grundsätzlich strebte Albrecht aufgrund seines Billunger-Erbes die Würde eines Herzogs von Sachsen an, die er allerdings nur von 1138 bis 1142 innehatte und dann seinem Vetter Heinrich dem Löwen überlassen musste.
Die Stadt Brandenburg wurde weiter zu einem Herrschaftszentrum ausgebaut. Allerdings galt die Brandenburg weiter als königliches Eigentum, so dass dort ein königlicher Burggraf eingesetzt wurde.
Das Herrschaftssystem des Markgrafen baute auf ein gestaffeltes Lehnssystem auf. Viele junge Adelige folgten ihm nach Brandenburg. Dort angekommen, belohnte der Markgraf diese mit Land und erlaubte ihnen den Bau von Burgen um ihre Güter zu schützen. Auf ihren Gütern besaßen die Ritter der unteren und mittleren Ebene die Gerichtsbarkeit über die Bewohner ihres Landes. Sie standen in einem komplexen Dienst- und Pflichtenverhältnis zu ihrem Markgrafen, der wiederum dem deutschen König als Amtmann diente, der den Auftrag hatte, das Reich nach Osten hin zu sichern.
Albrecht der Bär hatte den Territorialisierungsprozess energisch vorangetrieben, doch war dieser bei seinem Tod 1170 noch nicht abgeschlossen. Der Prozess der Staatswerdung dauerte bis 1250 an. Nach Albrechts Tod im Jahr 1170 wurde sein Sohn als Otto I. Markgraf von Brandenburg. Den Titel erkannte Kaiser Friedrich I. Barbarossa zwei Jahre später an. Die Mark war damit als neues reichsständisches Fürstentum etabliert. Otto I. betrieb den Ausbau der Selbständigkeit der Markgrafschaft. Bis dahin war die Mark eines von vielen königlichen / kaiserlichen Lehen. Durch die Anerkennung der Mark als eines Reichsterritoriums wurde sie nun in der "Lehnspyramide" zu einer reichsfürstlichen Zwischenstufe, dem alle Adligen der Mark lehenspflichtig waren. Wie überall im Reich ergaben sich Konflikte zwischen weltlicher und oft reichsunmittelbarer geistlicher Macht, die direkt dem Kaiser und den höchsten Reichsgerichten unterstanden.

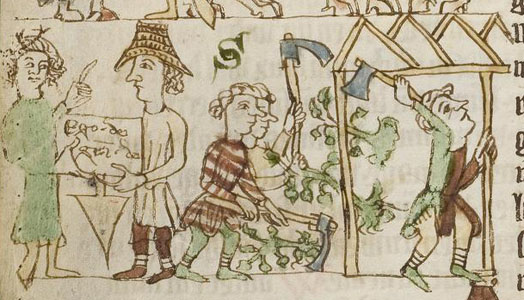
Illustration aus dem Heidelberger Sachsenspiegel, Landrecht fol. 26 verso: Dorfgründung von wilder Wurzel. Der Grundherr übergibt dem rechtlichen Vertreter der Bauern, dem „Baumeister“, eine besiegelte Urkunde die das Erbrecht gewährt. In der mittleren Szene wird Wald gerodet und rechts baut ein Bauer an einem Haus

Das Gebiet war menschenarm (wenige Zehntausend Bewohner) und nur punktuell und nicht systematisch besiedelt. Die wenigen vorhandenen Herrschaftsorte der Markgrafen bestanden aus einfacheren Burgen. Diese bildeten untereinander noch kein Netz, sondern lagen isoliert voneinander. Die Kulturstufe der altansässigen Bevölkerung war niedriger als in den Gebieten des Altreichs. Eine Landesherrschaft mit klaren Grenzen, Gesetzen oder geregelten Einnahmen musste auf Basis einer planmäßigen Besiedelung (Landesausbau) mit den begrenzten technischen und logistischen Mitteln dieser Zeit erst gebildet werden. Bis 1170 erfolgte die erste Siedlungswelle von Kolonisten aus dem Altreich, angeworben durch die Markgrafen. Die Siedler kamen insbesondere aus der Altmark, dem Harz, Flandern (daher der Name Fläming) und den Rheingebieten. Die systematische Kolonisierung des Landes wurde von unternehmungswilligen Rittern, Kaufleuten, Handwerkern und Bauern der altdeutschen Stammesgebiete getragen. Lokatoren wurden mit der Anwerbung von Siedlungswilligen im Westen des Reiches und mit der Gründung von Städten und Dörfern beauftragt. Dabei wurden auch die vorhandenen slawischen Bevölkerungsteile einbezogen. Dies führte zu einer Verschmelzung der deutschen und slawischen Volksgruppen. Die Germanisierung des Landes als Folge der zahlenmäßigen Überlegenheit der deutschen Zuwanderer verlief weitgehend friedlich. Der Anteil der Zisterzienser am Landesausbau blieb bescheiden, er wurde von der Forschung lange überschätzt. In der Landwirtschaft löste die Dreifelderwirtschaft die wilde Feld-Gras-Wirtschaft ab. Die neuen Siedler behielten die persönliche Freiheit und waren für eine bestimmte Zeit von Abgaben, die Kaufleute von Zöllen befreit. Eine wichtige Rolle spielten die Zee- und Holländer. Nach verheerenden Nordsee-Sturmfluten zogen sie gern in neue Siedlungsgebiete. Ihre Erfahrung im Deichbau half bei den Trockenlegungen entlang von Elbe und Havel, die in den 1160er Jahren in Angriff genommen wurden.

#### Territoriale Expansion, Hanse, Städtegründungen, Aufstieg in das Kurfürstenkollegium, Formierung der Stände
Von Brandenburg/H. weiteten die askanischen Markgrafen ihre Herrschaft weiter nach Osten aus. Die territoriale Ausdehnung der Frühzeit entsprach noch nicht den Ausmaßen der hochmittelalterlichen Mark Brandenburg. Lediglich die askanischen Stammlande, die Zauche und Teile des Havellands zählten dazu. Erst in den folgenden 150 Jahren gelang es den Markgrafen nach und nach, das Territorium zu erweitern. Nicht Teil ihres Herrschaftsgebiets waren die drei märkischen Hochstifte, die als eigene klerikale Fürstentümer gegründet wurden.
Gleichzeitig mit den askanischen Bemühungen setzten Bestrebungen anderer Fürsten ein, mit Hilfe des Landesausbaus eigene Herrschaftsbezirke im Gebiet zwischen Elbe und Oder zu errichten. Dabei konnten die Herzöge von Pommern weite Teile der späteren Mark Brandenburg besetzen. Die Wettiner stießen von Süden her vor, während im Osten die Piasten Besitzrechte geltend machten. Die bedeutendsten Konkurrenten erwuchsen den askanischen Markgrafen aber in den Magdeburger Erzbischöfen, die versuchten, ihr Territorium weiter in den Osten auszudehnen. Insbesondere Erzbischof Wichmann betrieb den Landesausbau durch Städtegründungen, so zum Beispiel bei der Vergabe der Stadtrechte an Jüterbog im Süden der Mark.
Nachdem längere Zeit die Havel-Nuthe Linie die Ostgrenze des Herrschaftsbereichs der Askanier gebildet hatte, setzten sich die Askanier als Ergebnis der nach Osten und Nordosten betriebenen fortgesetzten Expansionspolitik zu Anfang des 13. Jahrhunderts gegen ihre benachbarten Konkurrenten durch. Das neu erworbene Gebiet waren die sich östlich der Nuthe anschließenden Landschaften von Barnim und Teltow nördlich und südlich der Spree. Da der Ort Spandau nun in eine günstige geografische Lage des bis dahin erworbenen Herrschaftsgebiets kam, verbrachten die askanischen Markgrafen Johann I. und Otto III. (1220 bis 1267) die längste Zeit ihrer Herrschaft dort.
Die Expansion nach Osten setzte sich ebenfalls fort. Dies wurde möglich, da der Welfenherzog Heinrich der Löwe im zweiten Drittel des 12. Jahrhunderts die Herrschaft über seine Herzogtümer Sachsen und Bayern stückweise verloren hatte und dadurch im Norden des Heiligen Römischen Reiches ein machtpolitisches Vakuum hinterließ. Auch die benachbarten Fürsten verfolgten in diesem machtpolitisch ungesicherten Umfeld eigene Expansionsziele, die zu zahlreichen kriegerischen Auseinandersetzungen führten. Das askanische Interesse zielte zu Lasten des Herzogtums Pommern auf eine Anbindung an die Ostsee, damals eine der wichtigsten internationalen Handelsmärkte, während Pommern seinen Einfluss in die Uckermark ausweitete. Pommern suchte sich durch eine Anlehnung an Dänemark zusätzlichen Schutz zu verschaffen. Diese beidseitige Expansionspolitik führte zu Konflikten zwischen den rivalisierenden Interessenten (Könige von Dänemark, Herzöge von Schlesien und Pommern einschließlich Heinrich dem Löwen als dem zeitweiligen Lehnsherrn der Pommern). Die Schlacht bei Bornhöved 1227 sicherte den brandenburgischen Anspruch auf Pommern. Diesen formalisierte Kaiser Friedrich II. anno 1231 mit der Belehnung Pommerns an die Markgrafen von Brandenburg, der 1236 im Vertrag von Kremmen zwischen den Fürsten Brandenburgs und Pommerns bestätigt wurde, einschließlich der Abtretung der Ländereien Stargard, Beseritz und Wustrow an die märkischen Askanier. Mit dem Vertrag von Landin zwischen dem Greifen- und Askanierfürst 1250 kam schließlich die heutige Uckermark (1250) an die Mark.
Auch mit den Erzbischöfen von Magdeburg brachen Konflikte aus. Diese erhoben landesherrliche Ansprüche auf die von ihnen gegründeten Orte in der Mark. Nachdem die Markgrafen von Meißen versuchten ihren Einfluss nach Norden auszudehnen kam es zum sechsjährigen Teltow-Krieg und Magdeburger Krieg, den die märkischen Askanier gewannen und so die letzten Teile des Barnim und Teltow hinzugewannen. In der Mitte des 13. Jahrhunderts hatten die Askanier schließlich die Oberhand über ihre Konkurrenten gewonnen. Sie hatten ihr Territorium kontinuierlich erweitert und beherrschten einen großen territorial zusammenhängenden Raum.
Städtische Siedlungen entstanden Besonders zur Mitte des 13. Jahrhunderts, oft entlang des Verlaufs von Fernhandelsstraßen und Flüssen. Die teilweise von Ost nach West verlaufende Havel und die einmündende Spree bildeten das innere Zentrum der märkischen Städtekette. 1246 erhielt Berlin die Stadtrechte, 1253 Frankfurt (Oder). Der Fernhandel entwickelte sich. Besonders zwischen den Städten der Mark und der Hanse entstanden intensive Handelsbeziehungen. Die Lehnsverfassung begann sich allmählich zu einer landständischen zu wandeln. Ritter und städtisches Patriziariat erlangten vom Markgrafen zugestandene und schriftlich fixierte Rechte auf dem Gebiet der Gerichtsbarkeit und im Steuerwesen. Der erste nachweisbare märkische Landtag mit Teilen der Ritterschaft fand 1280 in Berlin statt. Das im Inneren aufblühende Land gewann im Reichsverband immer mehr an politischem Gewicht. 1252 war Markgraf Johann I. erstmals an der Kaiserwahl beteiligt. Brandenburg begann in die Reihe der politisch exklusiven Kurfürstentümer aufzusteigen. Das Land dehnte seine Grenze weiter östlich der Oder aus. 1260 wurde die Neumark erobert.
Albrecht III. schenkte nach dem Tod seiner Söhne Otto und Johann (um 1299) seinem Schwiegersohn Heinrich II. von Mecklenburg – durch Scheinkauf – die Herrschaft Stargard. Durch den Vertrag von Vietmannsdorf im Jahr 1304 wurde die Übertragung nach dem Tod Albrechts endgültig festgeschrieben. Eine Allianz mit den Swenzonen brachte den erhofften Zugang zum Meer. Die pommerschen Fürsten hatten sich mit dem ab 1306 nominellen Herrn des Herzogtums Pommerellen, Władysław I. Ellenlang, überworfen. Die Markgrafen gewannen 1307 die Lande Schlawe, Stolp und Rügenwalde. Ihrer Expansion in das pommerellische Kernland mit Danzig (Eroberung 1308 bis auf die Stadtburg) unter Markgraf Waldemar und seinem Bruder Otto IV. stellte sich der Deutsche Orden entgegen. Den Ritterorden hatte Władysław Ellenlang zu Hilfe gerufen. Im Norddeutschen Markgrafenkrieg vertrieb der Deutsche Orden die Brandenburger aus Danzig und kaufte im Vertrag von Soldin 1309 deren Ansprüche an Pommerellen auf. Daraufhin setzten sich die Ordensritter eigenmächtig als Landesherren ein und übergingen dabei polnische Ansprüche.
Nach dem Tod der Tochter Albrechts III., Beatrix, kam es 1314 zum Erbschaftsstreit der Brandenburger mit dem Mecklenburger Heinrich II. um die Herrschaft Stargard. Im Jahr 1315 besetzte Markgraf Waldemar das Land Stargard. Heinrich II. konnte aber Waldemar bei Gransee besiegen und bekam im Frieden von Templin vom 25. November 1317 die Herrschaft Stargard endgültig zugesprochen. Dies besiegelte die Niederlage Waldemars gegen eine Koalition norddeutscher Fürsten, die vom Dänenkönig angeführt wurden. Der Ostseezugang mit den Landen Schlawe, Stolp und Rügenwalde ging an Herzog Wartislaw IV. von Pommern-Wolgast verloren. Mit den Toden von Waldemar (1319) und seinem unmündigen Cousin Heinrich II. (1320) erlosch die brandenburgische Linie der Askanier im Mannesstamm.

### Zeit der Wirren und Schwächung der zentralen Landesherrschaft
Im 14. Jahrhundert geriet die Mark in eine schwere Krise. Das Land war nach dem Aussterben des askanischen Herrscherhauses ohne zentrale Herrschaft. Die inneren Zustände wurden immer ungeordneter und wurden vor allem vom Faustrecht geprägt. Von allen Seiten fielen Nachbarn über die Mark her und beanspruchten Landesteile.

#### Brandenburgisches Interregnum (1319/1320–1323)
Das Brandenburgische Interregnum dauerte von 1319/1320 bis 1323. Anfangs lagen die besten Chancen aus den Wirren als neuer Kurfürst hervorzugehen bei Wartislaw IV., Herzog von Pommern-Wolgast (1309–1326) und Rudolf I., Herzog von Sachsen-Wittenberg (1298–1356). Am Ende ergriff Ludwig IV., Herzog von Oberbayern (1294–1340) die Gelegenheit zum Ausbau seiner Hausmacht. Der Wittelsbacher setzte sich zunächst in der Schlacht bei Mühldorf am 28. September 1322 gegen seinen habsburgischen Rivalen um den Thron durch. Dann belehnte er im April 1323 seinen Sohn als Ludwig I. mit der Mark. Das Machtspiel um Brandenburg beendete das nicht, dieses hatte eben erst begonnen.

#### Unter den Wittelsbachern (1323–1373)

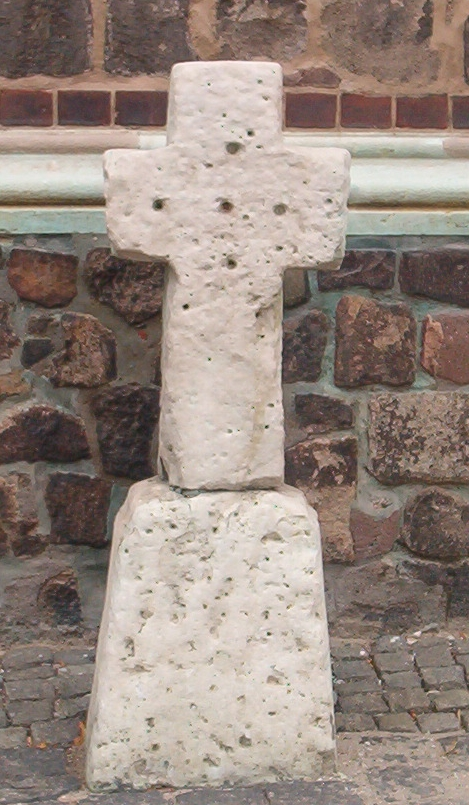
Die Wiedergutmachung der Ermordung von Nikolaus, Archidiakon von Bernau beinhaltete die Errichtung eines Sühnekreuzes. Wahrscheinlich 1721 erfolgte die Umsetzung vor die St.-Maria-Kirche zu Berlin.

Die Erwartungen des Volkes, dass die Wittelsbacher Ordnung im Land schaffen würden, erfüllte sich nicht. Die politischen Interessen der neuen Herren waren auf andere Territorien gerichtet. Adel und Städte verselbständigten sich gegenüber dem Markgrafen zunehmend. Die Adelsgeschlechter übten in ihren Herrschaftsbereichen eigenständig Macht aus. Sie hielten markgräfliche Burgen besetzt, deren Einnahmen sie beanspruchten und von wo aus sie Handelswege mit Überfällen bedrohten. Vom Landesherren in Stich gelassen ergriffen die Städte selbst Maßnahmen zu ihrem Schutz. 1323 hatten 22 Städte einen Bund zur Erhaltung des Landfriedens geschlossen. Viele märkische Städte traten der Hanse bei.
Berlin-Cöllner Bürger erschlugen 1324 Nikolaus, Archidiakon von Bernau. Jener war als Parteigänger des Papstes gegen den König und späteren Kaiser Ludwig den Bayern aufgetreten. Daraufhin verhängte der Papst über die Doppelstadt das Interdikt. Mit dem Herzogtum Pommern entstand ein Pommersch-Brandenburgischer Krieg.
Nach dem Tod von Kaiser Ludwig IV. 1347 wurde sein Sohn Markgraf Ludwig I. mit dem falschen Waldemar konfrontiert, der sich für den letzten noch lebenden Askanier ausgab. Dieser wurde vom neuen römisch-deutschen König Karl IV. von Luxemburg, der mit den Wittelsbachern verfeindet war, zunächst anerkannt. Trotz der Gewissheit, dass er ein Hochstapler war, huldigten ihm fast alle Städte. Nach schweren Kämpfen gegen den „falschen Waldemar“ erzielten die Wittelsbacher 1350 eine Einigung um den Preis beträchtlicher territorialer Einbußen. 1351 gab Ludwig dann im Luckauer Vertrag die Mark an seine jüngeren Halbbrüder Ludwig II. und Otto V. ab, um im Gegenzug Oberbayern alleine regieren zu können. Ludwig II. zwang den falschen Waldemar endgültig zum Verzicht auf die Markgrafenwürde.
Die zu dieser Zeit in Europa grassierende Pest griff auf Brandenburg über und forderte viele Opfer. Juden wurden dafür verantwortlich gemacht und bis 1354 setzte eine Welle der Judenverfolgung ein.
Trotz der desolaten inneren Zustände bestätigte Karl IV. das Kurrecht bei der Königswahl mit der Goldenen Bulle von 1356, wodurch die Mark für andere Fürsten attraktiv war. Als Ludwig II. 1364/1365 starb, übernahm Otto V. die Regierung, die er jedoch bald vernachlässigte. 1367 verkaufte er die Mark Lausitz, die zuvor schon an die Wettiner verpfändet war, an Karl IV. Ein Jahr später verlor er die Stadt Deutsch Krone an den polnischen König Kasimir III.

#### Unter den Luxemburgern (1373–1415)
Ab der Mitte des 14. Jahrhunderts unternahm Karl IV. mehrere Versuche, die Mark für sein Haus Luxemburg zu erwerben. Ihm ging es dabei vor allem um die Kurstimme Brandenburgs (die böhmische hatte er bereits). Mit deren Hilfe sollten die Wahlen eines Luxemburger Kaisers gesichert werden. 1373 war der Kaiser schließlich gegen Zahlung von 500.000 Gulden an Otto V. erfolgreich (Vertrag von Fürstenwalde). Auf dem Landtag in Guben 1374 wurde die Markgrafschaft Brandenburg in die Länder der Böhmischen Krone eingereiht. Dies war ein verfassungsrechtlich fragwürdiger, weil gegen die von Karl IV. selbst erlassende Goldene Bulle verstoßender Schritt. Bedeutende Maßnahmen des Regenten waren u. a. die Erstellung des Landbuchs Kaiser Karls IV. und der Ausbau der Burg Tangermünde zur kaiserlichen Zweit- bzw. markbrandenburgischen Residenz. Schon unter seinem Neffen Jobst von Mähren sank die Macht der Luxemburger in Brandenburg gegenüber dem landständischen Adel. Unter den Wittelsbacher und Luxemburger Markgrafen kam es zum Verfall der landesherrlichen Gewalt und die Bedeutung der adeligen Landstände nahm zu.
1402 wurde die bedeutende Neumark, ohne das Sternberger Land von König Sigismund von Luxemburg an den Deutschen Ritterorden verpfändet, 1429 ging sie in dessen Besitz über.

### Bekämpfung des Fehdewesens und Herstellung des Landfriedens im Übergang vom Mittelalter zur Renaissance

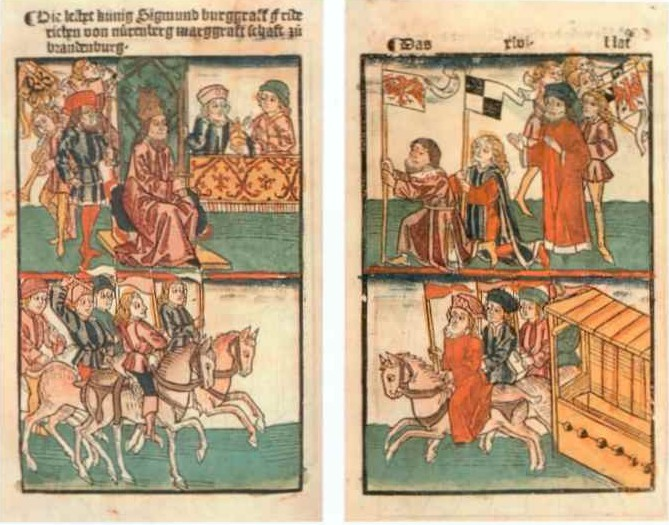
Friedrich I. erhält die Mark Brandenburg als Lehen

#### Raubritterkrieg
Die stärkeren Adelsfamilien hatten die Herrschaft übernommen. Jeder kämpfte gegen jeden um Macht, Ressourcen und Einfluss, zum Beispiel um ungesetzliche Zolleinnahmen (Wegelagerer), um Tributgelder, die nicht rechtmäßig waren (mafiöse „Schutzgelder“). Reisende Kaufleute und ihr Begleitschutz wurden von den Soldaten der Quitzows, die sich in diesem Bürgerkrieg besonders gewalttätig verhielten, überfallen. Das Land war nahe am Kollaps. Die Adelsfamilie Quitzow mit ihren berühmtesten Vertretern, den Brüdern Dietrich und Johann, führte ihre Auseinandersetzungen teils im Auftrag der Städte, aber auch gegen ihre Auftraggeber. Die Quitzows besaßen Anfang des 15. Jahrhunderts in der Mark 16 Burgen und Schlösser, darunter in Köpenick, Plaue und Friesack. Des Weiteren hatten sie im Norden mit den Gänsen zu Putlitz und in der Mittelmark denen von Rochow starke Verbündete.
Das Fehdewesen war nicht nur in der Mark, sondern in anderen Teilen des Reiches oft geübte Praxis der Durchsetzung eigener Rechte. Bis dahin waren Beilegungen von Streitigkeiten durch Einbeziehung von Gerichten mit juristisch geschulten Räten nur bis zu der Ebene der fürstlichen Territorien im Rahmen des Reichslandfriedens üblich. Selbsthilfe und Selbstjustiz blieb dadurch strukturell gefordert. Da in Brandenburg die fürstliche Gewalt fast völlig fehlte, mussten Einungen zur Aufrechterhaltung des Landfriedens – zum Beispiel unter den Städten als Städtebund – selbst organisiert werden. Gemeinsam bekämpften sie die Friedensbrecher und zogen neben eigenen Aufgeboten Söldner hinzu. Ob die Situation in der Mark den zeittypischen Verhältnissen im Reich entsprach oder besonders negativ war, bleibt umstritten. Eine grundsätzliche Veränderung der Herrschaftsverhältnisse in der Mark wurde von keiner Seite angestrebt.
Die Versuche der Städte, sich mit Söldnern zu wehren und in Schutzbündnissen zusammenzuschließen, waren misslungen. Eine brandenburgische Delegation mit Berlin-Cöllner Honoratioren an der Spitze reiste im Frühjahr 1411 zum Huldigungsbesuch in das Hoflager des Königs Sigismund, um Hilfe gegen den marodierenden Landadel zu erbitten. Der König setzte 1411 auf Drängen der märkischen Gesandtschaft Friedrich VI., Burggraf von Nürnberg aus dem Haus Hohenzollern, zum erblichen Hauptmann in der Mark Brandenburg ein und stattete ihn mit landesherrlichen Vollmachten aus. Dies geschah in Anerkennung für dessen vorhergegangene Unterstützung bei der Königswahl am 20. September 1410 in Frankfurt am Main.
Friedrich schickte wohl aus taktischem Kalkül einen Vertrauten vor, der im Juni 1412 in der Mark Brandenburg eintraf. Dieser wurde mit den anarchischen Zuständen in der Mark und einer Opposition der brandenburgischen Adelsfamilien konfrontiert. Er forderte die Herausgabe der markgräflichen Burgen und der mit ihnen verbundenen Einnahmen, die sich der einheimische Adel in den letzten hundert Jahren angeeignet hatte.
Der Vertraute Wend von Ileburg wurde daraufhin von den Adligen als „Tand von Nürnberg“ verhöhnt, mit dem man schon fertig werde. Die gefährlichsten Raubritter die Brüder Quitzow und Gans zu Putlitz aus der Altmark führten die Gegner des neuen Markgrafen an. Als Friedrich sich nach seiner Ankunft huldigen ließ, verweigerte sich ihm ein bedeutender Anteil des Adels – im Gegensatz zu den Städten. Damit stand die Kraftprobe zwischen Landesrecht und Fürstenrecht bevor. Friedrich ließ eine Ständeversammlung einberufen. Auf der Ständeversammlung am 10. Juli 1412 in Brandenburg an der Havel verkündete er sein Programm, in der „das Recht gestärket und das Unrecht gekränkt“ werden und die Ordnung in der Mark Brandenburg wiederhergestellt werden sollte. Er verbündete sich dabei mit den Städten, aber auch außerhalb Brandenburgs fand er mit dem sächsischen Askanier Rudolf einen wirksamen Alliierten, der ihm ein größeres Geschütz, die Faule Grete, auslieh. Auch der Erzbischof von Magdeburg unterstützte den Hohenzollern. Beide Nachbarn der Mark waren an einem sicheren Durchgangsland interessiert. Mit Überredung und Waffengewalt setzte sich Friedrich I. zwischen 1412 und 1414 in der Mark durch. Beide Seiten bereiteten sich für die Auseinandersetzung gut vor, die Quitzows verstärkten ihre Burgen, während Friedrich Kanonen gießen ließ. In mehreren Feldzügen gegen die Quitzows wurde deren Macht gebrochen, bis er im Februar 1414 mit Hilfe der Faulen Grete die Burgen Friesack, Plaue, Golzow und Beuthen eroberte. Dietrich von Quitzow floh noch rechtzeitig, aber Wichard VIII. von Rochow erschien im Büßergewand und warf sich Friedrich zu Füßen, bereits den Strick um den Hals gelegt, flehte er um Verschonung, so wie die Kaufleute früher vor ihm. Friedrich behandelte die aufrührerischen Adligen maßvoll, die Rochows erhielten ihren damaligen Hauptsitz Golzow nach zwei Jahren, nach dem Tangermünder Landfrieden, 1416 zurück. Die Gardelegener Burg der Alvensleben und die Beuthener Burg waren für die Truppen Friedrichs nur noch Routinesache. Der Raubritterkrieg genannte Feldzug gegen die Burgen verlief für Friedrich auf der ganzen Linie erfolgreich. Der Konflikt wurde am 20. März 1414 durch den von Friedrich nach Tangermünde einberufenen Landtag beendet. Auf diesem verkündete er eine Landfriedensordnung, die die Stände zur gemeinsamen Hilfeleistung verpflichtete und das Ende des rechtsfreien Zustands durch die allgemeine Verbindlichkeit der ordentlichen Gerichte verfügte. Damit begann der lange Prozess der Rückgewinnung der von den Askaniern errungenen Ländereien und Rechte.

#### Übertragung der Kurfürstenwürde an die Hohenzollern, Abwehr äußerer Angriffe, Festigung im Inneren

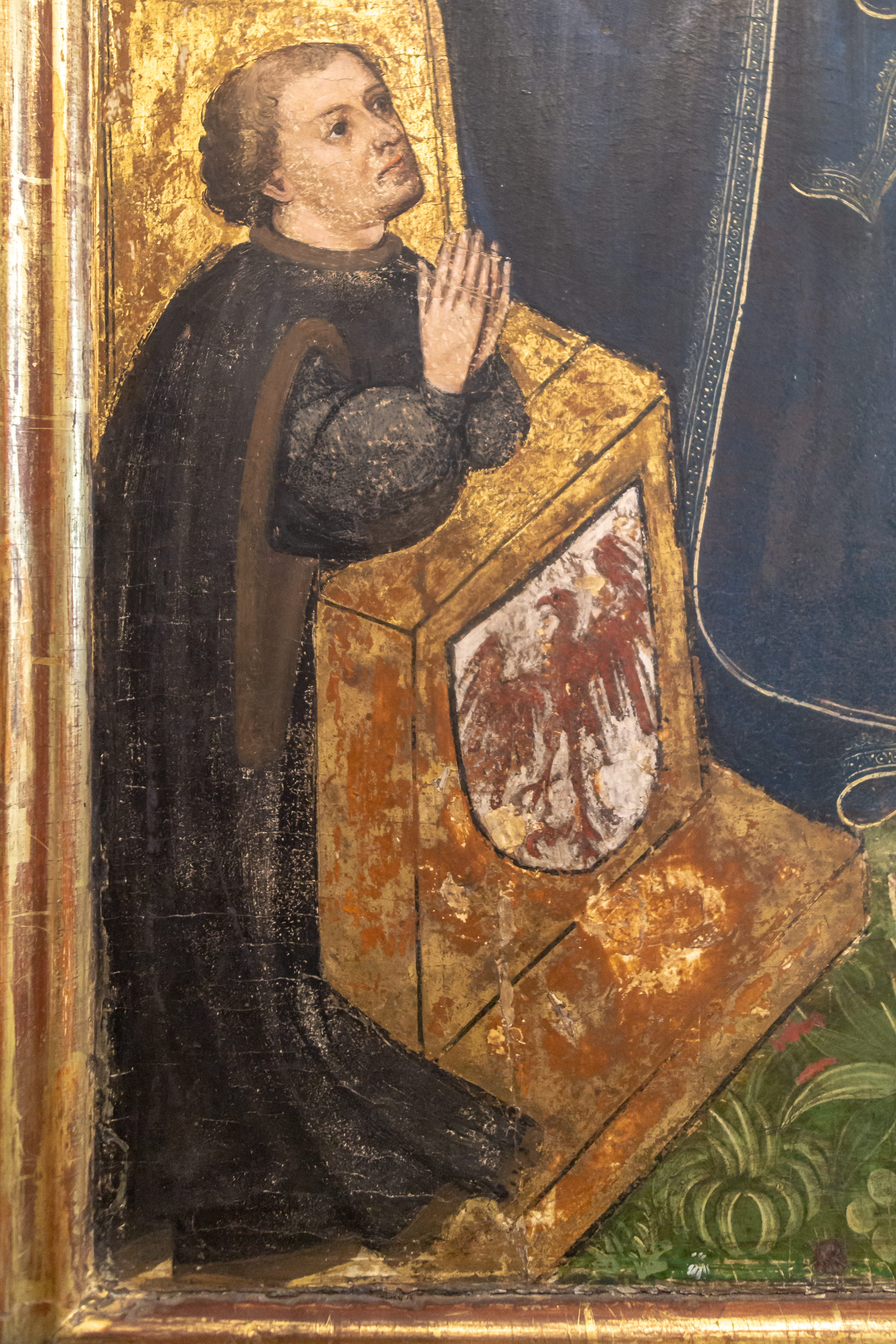
Friedrich I. als Kurfürst von Brandenburg

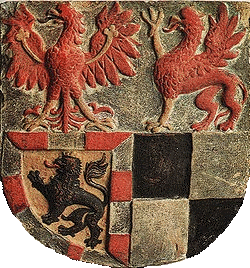
Markgräfliches Wappen Friedrichs I. von Brandenburg

Tangermünde, die Stadt an der Elbe wurde zur ersten brandenburgischen Residenz der Hohenzollern. Durch das erfolgreiche Aufräumen unter dem Landadel hatte sich Friedrich I. als Landesherrscher gegenüber dem Adelsstand qualifiziert. Doch auch die Städte waren durch die Schwäche der Zentralmacht autonom, woran Friedrich I. nichts ändern konnte.
Friedrich, der starke Mann, der Ordnung ins Chaos gebracht hatte, hatte die Erwartungen des Königs erfüllt. Dieser verlieh ihm daher vier Jahre später, am 30. April 1415 auf dem Konstanzer Konzil, die Würde des Markgrafen von Brandenburg, des Erzkämmerers und Kurfürsten des Reichs. Die Huldigung der brandenburgischen Stände fand noch im gleichen Jahr am 21. Oktober in Berlin im Saal des Franziskanerklosters statt. Die förmliche Belehnung mit der Kurmark vollzog König Sigismund, wiederum auf dem Konstanzer Konzil, am 18. April 1417. Als Kurfürst wurde Friedrich VI. Nürnberg in der Folge als Friedrich I. von Brandenburg bezeichnet.
Mit wechselndem Erfolg und ebenso wechselnden Bündnispartnern behauptete sich Kurfürst Friedrich I. in der Folgezeit gegen innere und äußere Widersacher. Der pommersche Greifenherzog Swantibor war seit 1409 Statthalter der Mittelmark, eines Teils der Mark Brandenburg. Als Friedrich I., zum „Obersten Hauptmann und Verwalter der Marken“ ernannt wurde, hielt Swantibor aber an seinem Amt als Statthalter der Mittelmark fest. Daraufhin kam es zu kriegerischen Auseinandersetzungen zwischen beiden Seiten, darunter die Schlacht am Kremmer Damm. Die Söhne Swantibors setzten den kriegerischen Kurs gegen Brandenburg fort. Im Frühjahr 1420 musste Kurfürst Friedrich I. in Brandenburg gegen die pommerschen Herzöge Kasimir und Otto von Pommern-Stettin vorrücken, die seine Länder bedrohten. Er besiegte die Herzöge in der Schlacht von Angermünde im März 1420.
Aufgrund der wachsenden Entfremdung zum Kaiser konnte er es nicht vermeiden, dass dieser 1423 das mittelelbische Kurfürstentum Sachsen auf die Markgrafen von Meißen übertrug. Die erhoffte Vereinigung des sächsischen und brandenburgischen Kurfürstentitels für die Hohenzollern misslang damit. Die Wettiner rückten damit als neuer mächtiger Nachbar an der direkten Grenze zu Brandenburg auf. Es begann eine intensive und rivalisierende Beziehungsgeschichte beider Staatswesen um die Dominanz im mittel- und ostdeutschen Raum, die sich über Jahrhunderte erstreckte. Die beiderseitigen dynastischen Beziehungen waren im 15., 16. und 17. Jahrhundert vorwiegend auf Kooperationen ausgerichtet und bedeuteten vor allem den wechselseitigen Transfer von Kulturgütern, Experten und Wissensträgern und einen regen Austausch im Geistes- und Wirtschaftsleben.
Friedrich I. befand sich bereits seit 1416 nicht mehr in Brandenburg außer bei Kriegszügen. Von der Cadolzburg in Franken konnte Friedrich die Angelegenheiten Brandenburgs nicht richtig betreiben. Zu diplomatischen Niederlagen kam noch der Spott wegen der militärischen Niederlage vor Vierraden. Die im Mittelalter fast ständig ausgetragene Fehde zwischen Brandenburgern und Pommern hatte sich immer wieder entzündet. Die Belagerung der uckermärkischen Burg Vierraden im Krieg gegen Pommern-Stettin 1425 hatte Friedrich abbrechen müssen, weil ihm sein Adel den Gehorsam verweigerte und er die geborgte Artillerie in Stich lassen musste. Das war wohl der letzte Anstoß dafür, dass er die Stände in Rathenow versammelte und die Statthalterschaft seinem erstgeborenen Sohn Johann übertrug.
Friedrich I. zog sich missgestimmt 1426 in seine fränkischen Besitzungen zurück. Als Verdienst blieb der Gewinn der Unterstützung des Landadels für die Landesherrschaft. Seitdem gab es keine beherrschenden Fehden mehr zwischen dem Landesherren und dem einflussreichen Landadel. Die großen Familien des Landes verbanden sich fortan immer enger mit dem Landesherren, traten in seine Dienste und verhielten sich loyal.
Johann war als Statthalter vor allem mit den Städten beschäftigt. Allein 1429 kam es zweimal zum offenen Konflikt, im Stendaler Aufstand und bei den Unruhen in Salzwedel. Noch im selben Jahr verlor Markgraf Johann ein Kräftemessen mit Frankfurt/Oder. Der Konflikt mit den Städten führte 1431 zu einem Bündnis zwischen Berlin, Cölln, Brandenburg an der Havel und Frankfurt (Oder). Johanns Macht in Brandenburg war durch diese Konflikte geschwächt und die Mark dadurch ein interessantes Angriffsziel für die Hussiten. Diese waren möglicherweise auf Rache gegen Friedrich I. und dem Bischof von Lebus Christoph von Rotenhan aus, die 1431 das Reichsheer im Fünften Kreuzzug gegen sie mit angeführt hatten. Mitte März 1432 brachen vier hussitische Abteilungen mit einer Gesamtstärke von 7000 bis 8000 Mann von Böhmen aus auf. Ein erster Vorstoß in die Mark Brandenburg erfolgte um den 6. und 7. April 1432 durch ein hussitisches Aufklärungskontingent. Am 7. April 1432 überfiel die hussitische Abteilung die Gegend um Seelow und rückte von dort aus wieder südlich auf Frankfurt (Oder) zu. Ein Aufgebot der Frankfurter griff nun, etwa um den 10. April 1432 die Aufklärungsabteilung der Hussiten in Müllrose an. Das eigentliche hussitische Hauptheer zog um den 11. April 1432 von Guben nordwärts und erreichte am 13. April 1432 Frankfurt (Oder) und zogen dann weiter nach Lebus. Am 17. April 1432 überrannten die Hussiten Müncheberg. Es folgten auf ihrem Zug Buckow und Strausberg. Wahrscheinlich sollte der Feldzug weiter nach Eberswalde und weiter zum Zisterzienserkloster Chorin gehen, da Klöster dieses Ordens zuvor öfters Ziele hussitischer Plünderung gewesen waren. Am 23. April 1432 stand das Feldheer vor Bernau. Die „Schlacht um Bernau“ lief letztlich wie die vorherigen Stadterstürmungen. Nachdem die Vorstädte niedergebrannt wurden, begannen mehrere Erstürmungsversuche, die zurückgeschlagen werden konnten. Am selben Tag noch sollen die Hussiten abgezogen sein. Von Bernau aus verließen die Hussiten die Mark Brandenburg. Der Sieg bei Bernau wurde in den nächsten Jahrhunderten zu einer Legende.
1437 übertrug Friedrich I. die Regierung über die Mark Brandenburg seinem Zweitgeborenen Sohn Friedrich II. Dieser regierte die Mark unmittelbar. Friedrich II. gelang es von 1437 bis 1440 die landesfürstliche Autorität weiter zu stärken, bei gleichzeitigem Fortbestehen einer hohen räuberischen Kriminalität und einer ausgeprägten Faustrechtsmentalität im Lande. Um die Sitten des Adels zu verbessern, stiftete Friedrich II. 1443 den Schwanenorden, deren Träger verpflichtet wurden, sich nach ritterlichen Grundsätzen ehrbar zu verhalten. Dies kam einer ehrenhaften Unterwerfung und gleichzeitige einem Friedensschluss gleich.

#### Einschränkung der städtischen Autonomie, Verlegung der Residenz nach Berlin

Das Berliner Stadtschloss, das ab Mitte des 15. Jahrhunderts als Hauptresidenz der Markgrafen diente, markiert den Beginn der sich durchsetzenden Landesherrschaft der Hohenzollern

Die Landesherrschaft begann zunehmend erfolgreicher die Autonomie der Städte einzuschränken. Die Handels- und Hansestadt Berlin hatte sich während der Schwäche der Landesherrschaft zu einem Landesmittelpunkt entwickelt. In Berlin wurden Städtebünde geschlossen, bei denen diese Stadt als Haupt fungierte und damit unter den Städten eine politische Führungsrolle erwarb. Dort kamen die Stände zusammen, entweder vom Markgrafen aufgefordert oder gegen seinen Willen.
1440 begann ein mehrere Jahre andauernder Machtkampf zwischen dem Landesherrn und den Bürgern von Berlin und Cölln. Dieser begann als ein Streit zwischen dem patrizisch dominierten Rat und den handwerklichen Zünften ausbrach, bei der sich Friedrich II., der gerade im Hohen Haus in Berlin residierte, als ungebetener Schlichter einmischte. Die Stadt lehnte zunächst ab, den Kurfürsten mit seinem Gefolge im Rathaus zu empfangen. Im Ergebnis stürzte der Kurfürst die patrizische Stadtherrschaft im Jahr 1442. Er hob den zuvor erfolgten Zusammenschluss der beiden Städte Berlin und Cölln auf und verbot ihnen, Bündnisse einzugehen und an den Hansetagen teilzunehmen. Da er im August 1442 mit 600 bewaffneten Rittern in die Doppelstadt einrückte, blieb dem Rat keine andere Wahl, als unter Druck zuzustimmen. Die Neuerungen sahen vor, dass die gewählten Räte und der Bürgermeister seiner Zustimmung bedürfen. Der alte Rat übergab bei seiner Abdankung dem Kurfürsten die Schlüssel zum Rathaus. Diese übergab der Kurfürst den neu eingesetzten Räten, mit dem Hinweis, dass diese ihm, dem Landesherren, auf Verlangen ausgehändigt werden müssen. Er diktierte dem Rat am 29. August 1442 einen Vertrag. Darin entzog er der Stadt das seit 1391 erworbene Gericht und das Stapelrecht. Als Zeichen für die neue Rechtssituation wurde der Roland, das Zeichen des Marktrechts und der eigenen Gerichtsbarkeit, entfernt. Er zwang die Stadtobersten, ihm Land zur Errichtung eines Schlosses abzutreten. Bei der Grundsteinlegung zum Schloss war er persönlich zugegen. Damit verdeutlichte er, dass er sich auf Dauer in der Stadt einzurichten gedachte. In das gemeinsame Rathaus zog nun ein kurfürstlicher Richter ein.
Kurfürst Friedrich II. bemühte sich, in Norddeutschland ein Fürstenbündnis gegen die Städte zustande zu bringen. Im Februar 1443 versammelten sich in Wilsnack in der Prignitz neben dem Kurfürsten der in dieser Hinsicht besonders engagierte König von Dänemark, die Herzöge von Pommern, Mecklenburg, Sachsen und Braunschweig, um über Mittel und Wege zur Brechung der städtischen Autonomie in ihren Ländern zu beraten. Sowohl der Mittelmärkische Städtebund als auch die Hanse reagierten auf die Verletzung der Berliner Autonomie nicht.
Gegen die Aufhebung der städtischen Privilegien wehrte sich nun die Berliner und Cöllner Bürgerschaften, deren innerstädtische Konflikte nun an Bedeutung verloren. Die Erneuerung der hanseatischen Tohopesate im Mai 1447, Spannungen zwischen dem Lauenburger Herzog und Friedrich II., dessen kriegerische Verwicklung mit Pommern und eigene Rückversicherungen mit anderen märkischen Städten mögen die beiden Städte dazu ermutigt haben.
Die Auseinandersetzung zwischen Kurfürst und Berlin-Cölln begannen mit aufrührerischen Reden in Weinkellern und an anderen Plätzen. Zöllner, Richter und andere Beamten wurden zur Einstellung ihrer Arbeit gezwungen, dann wurde die Hofkanzlei im Hohen Haus geplündert, auf der Suche nach gegen die Bürger verwendbaren Akten, und schließlich wurde das Wehr am Seitenarm der Spree geöffnet und der Bauplatz des Berliner Stadtschlosses geflutet. Der Rat hatte sich des Beistands anderer Städte in der Mark versichert, so dass sie einen Gesandten Friedrichs, Hofrichter Balthasar Hake, der die Führer des Aufstands an das Hofgericht nach Spandau vorladen sollte, einsperrten. Friedrich II. schätzte den Widerstand so stark ein, dass er eine militärische Niederschlagung nicht wagte. Er setzte vor allem auf Zeit, verhandelte mit den anderen Städten, und das Bündnis löste sich auf, Berlin und Cölln blieben isoliert zurück. Ende Mai 1448 mussten die Räte kleinlaut beigeben und den Vertrag von 1442 akzeptieren. Die Unterwerfung von Berlin-Cölln (1442–1448) bedeutete einen entscheidenden Einschnitt städtischer Autonomie. Es war der erste vollkommene Sieg des Fürstentums über das Bürgertum und führte auch in anderen Ländern des Reiches dazu, dass die Fürsten konsequent gegen die städtische Autonomie in ihren Territorien vorgingen.
Mit dem Bau des Berliner Schlosses schufen die Kurfürsten neben Tangermünde und der Festung Spandau eine moderne und feste Residenz als Mittelpunkt der Mark. 1447 gewann der Kurfürst das Ernennungsrecht für die Bischofswahl seiner Landesbistümer. Der Kurfürst versuchte diese für sich dienstbar zu machen. Die größeren Städte mussten ihre Mitgliedschaft bei der Hanse aufkündigen. Dem gestiegenen politischen Einfluss in der Mark der Hohenzollern folgten weitere außenpolitische Erfolge. Das Erzbistum Magdeburg verzichtete nun auf seine alten Lehnsansprüche von 1196 auf die Mark und der geschwächte Deutsche Ordensstaat gab die Neumark 1454/55 an die Hohenzollern zurück. 1462 kam aus der ehemals zur Mark gehörenden Niederlausitz der Zentralraum um Cottbus, Peitz, Teupitz und Bärwalde 1462 an die Mark.
In der Uckermark gelangten die Gebiete Schwedt, Vierraden und Löcknitz wieder zurück an Brandenburg. Dazu kam es, als der pommersche Greifenherzog Otto III. von Pommern-Stettin 1464 gestorben war und Kurfürst Friedrich II. aufgrund der nie geklärten brandenburgischen Lehnshoheit Anspruch auf diesen Landesteil erhob. Am 21. Januar 1466 nahmen die Greifen Erich II. und Wartislaw X. ihre Herzogtümer im Vertrag von Soldin vom brandenburgischen Kurfürsten zum Lehen. Da der Lehnsvertrag jedoch nicht erfüllt wurde, kam es zum Stettiner Erbfolgekrieg, in dessen Verlauf die Brandenburger 1468 mehrere Städte beiderseits der Oder eroberten. Schließlich kam es 1469 nach der erfolglosen Belagerung von Ueckermünde zu einem Waffenstillstand. Dessen Verlängerung war das einzige Ergebnis der Anfang 1470 in Petrikau geführten Verhandlungen. Während Erich II. im Mai 1470 raubend in die Neumark einfiel, versicherten sich die Brandenburger bei Kaiser Friedrich III. der Anerkennung ihrer Ansprüche auf Pommern. Dieser belehnte schließlich im Dezember 1471 die Brandenburger mit dem Land Stettin und befahl Erich II. und Wartislaw X., die Lehnshoheit Brandenburgs anzuerkennen. Durch Vermittlung des Herzogs Heinrich von Mecklenburg kam es Ende Mai 1472 zum Frieden von Prenzlau. Die pommerschen Herzöge und Stände mussten dem Kurfürsten huldigen, der die eroberten Gebiete einbehielt.
1470 übergab Friedrich II. nach mehr als dreißigjähriger Regierung erschöpft das Amt an seinen selbstbewussten Bruder Albrecht Achilles, der die Mark bis 1486 regierte. Achilles spielte in der Reichspolitik eine herausragende Rolle und betrachtete folglich Brandenburg als ein Nebenland.
Kurfürst Albrecht Achilles, ein Kriegsheld, vertrieb 1478/79 die Pommern aus der Uckermark. Seit 1479 hielt sich Achilles wegen der Reichspolitik außerhalb der Mark auf und sein Sohn Johann führte mit fränkischen Beamten die Regierung vom Berliner Schloss aus. Von großer Bedeutung für die Konsolidierung der kurfürstlichen Macht war die Sicherung der Einheit des Landes. Mit der Dispositio Achillea teilte Albrecht Achilles 1473 die fränkischen und brandenburgischen Lande der Hohenzollern unter seinen Söhnen auf und verbot die dynastische Teilung der gesamten brandenburgischen Lande einschließlich künftiger Erwerbungen. Damit vollzog sich in Brandenburg nicht das Gleiche, was sich in den anderen Territorien des Reiches so häufig vollzog: die territoriale Zersplitterung durch Erbteilung. Die Sicherung der territorialen Integrität war eine der Voraussetzungen für den späteren Aufstieg Brandenburg-Preußens zur Großmacht. Die Mark wurde nun von den fränkischen Fürstentümern getrennt. Johann Cicero wurde Markgraf und Kurfürst, während der jüngere Bruder Friedrich Stammvater der fränkischen Hohenzollern des 16. Jahrhunderts wurde. Die Hohenzollern blieben sich aber ihrer gemeinsamen Wurzeln bewusst. Die Familienzweige arbeiteten im 16. Jahrhundert eng zusammen. Es wurden Familientage abgehalten, bei denen Angelegenheiten von Hof, Haus und Konfession erörtert wurden. 1482 erhielt (der: wer von beiden?) die Pfandherrschaft über das Herzogtum Crossen einschließlich Züllichau und Sommerfeld. Seit 1479 hielt sich Albrecht Achilles durch sein Engagement in der Reichspolitik fern von der Mark auf. Sein Sohn Johann Cicero übernahm mit fränkischen Beamten die Regierung vom Berliner Schloss aus. Der friedfertige Kurfürst Johann (1486–1499) arbeitete an dem Ausbau seines Territoriums, bewohnte die Schlösser der Mark und kümmerte sich weniger um die Reichspolitik, für die er nicht hinreichend ausgebildet worden war. Die Richtung der brandenburgischen Außenpolitik blieb gleich. Pommern erkannte 1493 die brandenburgische Lehnsherrschaft an. 1490 kam die Herrschaft Zossen zur Mark.
Die Auferlegung einer Biersteuer führte 1488 zum Bierkrieg mit den altmärkischen Städten, ein Konflikt, der so zu der Zeit mehrfach und unabhängig voneinander auch in anderen Reichsgebieten ausgetragen wurde. Im Mittelalter war Bier in der Mark Brandenburg das tägliche Hauptgetränk für breite Bevölkerungsschichten und galt als Grundnahrungsmittel. Die bedeutenden Braustandorte lagen alle in der Altmark und waren: Gardelegen – Garley-Bier, Salzwedel – Soltmann, Tangermünde – Kuhschwanz-Bier, Stendal – Taubentanz. Die Exporte machten die Brauer zur mächtigsten und reichsten Gilde. Die altmärkischen Städte wurden durch die Steuereinnahmen aus dem Braugewerbe zu bedeutenden Hansestädten im Norden Deutschlands. Durch den Ausbau der Landesherrschaft hatten sich die Kurfürsten verschuldet und benötigten zusätzliche Einnahmen um die Ausgaben zu bedienen. Am 9. Februar 1488 bekam der Kurfürst von den Ständen mehrheitlich das Zugeständnis, eine Biersteuer als indirekte Verbrauchssteuer, auch „Bierziese“ genannt, zu erheben. Die Gegenstimmen der altmärkischen Städte hatten das Gesetz nicht verhindern können. Obwohl der Landtag dem Vorhaben des Kurfürsten Johann mehrheitlich zustimmte, regte sich in den altmärkischen Städten der Widerstand. Die Hansestädte fürchteten den Verlust von Privilegien und weigerten sich, die Abgabe zu zahlen. Die Wut der aufgebrachten Stadtbevölkerung wegen der Verteuerung richtete sich gegen den Rat und den Adel, die von der Abgabe als Produzenten befreit blieben. Die Räte wurden gezwungen, ihre Zustimmung zu dem Erlass zurückzunehmen. Die Revolte der Handwerker führte in der Umgebung Stendals zur Plünderung adliger Güter. Nach der Hinrichtung mehrerer Adliger und kurfürstlicher Zolleinnehmer (u. a. von Borstell und von Gohre) durch die aufständische Bevölkerung reagierte der Kurfürst Johann und mobilisierte Truppen, mit denen er gegen die Aufständischen vorging. Am 25. März 1488 musste ihm Tangermünde Gehorsam geloben. Mit verstärkter Truppe rückte Johann gegen Stendal vor, das Zentrum des Aufstandes. Er ließ drei Rädelsführer mit dem Schwert hinrichten. Danach wandte sich der Kurfürst gegen Osterburg und Salzwedel, wo ebenfalls zwei Aufständische enthauptet wurden. Es folgten Seehausen und Werben. Anfang Mai 1488 erreichte Kurfürst Johann mit seinen Truppen Gardelegen, dort wurden mehrere Aufrührer hingerichtet. Der Rat musste am 6. Mai 1488 seinen Ungehorsam eingestehen. Kurfürst Johann statuierte an den altmärkischen Städten ein Exempel. Sie mussten aus der Hanse austreten und auf bedeutende Privilegien verzichten (Gerichtsbarkeit, Münzrecht, Heeresfolge). Die Höhe der Bierziese wurde verdoppelt und auf vierzehn Jahre verlängert. Der Herrscher behielt sich das endgültige Ernennungsrecht neuer Stadträte vor. Außerdem mussten die Städte Strafen zahlen, zum Beispiel zahlte die Stadt Gardelegen 15.000 Rheinische Gulden an den Kurfürsten. Die Altmark verlor nach 1488 endgültig ihren Status als Zentrum des Kurfürstentums und blieb fortan nur noch ein peripheres Gebiet, das demographisch und wirtschaftlich in der Entwicklung gegenüber der Mittelmark an Substanz verlor. Die Residenz der Markgrafen wurde von Tangermünde nach Berlin verlegt.
Seit den 1480er Jahren war die Landesherrschaft insgesamt gefestigter, finanziell widerstandsfähiger und die Verschriftlichung der Verwaltung infolge der fränkischen Beamten vorangeschritten. Die wirtschaftliche Stagnation des 15. Jahrhunderts war noch nicht gänzlich überwunden, obwohl Besserungserscheinungen zu verzeichnen waren. Die Städte Frankfurt (Oder) und Stendal waren die führenden Zentren der Mark zu dieser Zeit. Berlin erhielt Wachstumsimpulse durch den Hof der Hohenzollern. Insgesamt lebten nur um die 220.000 Menschen zu der Zeit in der Kurmark. Seuchen führten wiederholt zu starken Verlusten in der Bevölkerung.

#### Spätfeudalismus, europäische Agrarkonjunktur und Übergangsphase zur Gutsherrschaft auf dem Land
Um die Wende vom 15. zum 16. Jahrhundert begannen Verlagerungen des deutschen Handelsverkehrs (Niedergang der Hanse) und Veränderungen der inneren Verhältnisse der brandenburgischen Marken sich deutlicher abzuzeichnen. Die Landesherrschaft war stabilisiert, die Autonomie der Städte gebrochen. Der Teil der Ritterschaft, der weiter Wegelagerei betrieb und sich dabei auf sein Fehderecht berief, musste mit dem Reichslandfrieden von 1495 damit rechnen, ohne jede rechtliche Grundlage zu handeln. Eine Minderheit der Ritterschaft konnte und wollte dieser neuen Entwicklung nicht folgen und führte ihr überkommenes Gewohnheitsrecht fort. Dieses bestand darin, auf ihrem jeweiligen Gebiet auf Reisende ein Geleitschutzrecht zu beanspruchen. Reisende und Händler, welche diesen Geleitschutz nicht durch Geldzahlungen erkauften, wurden überfallen und ausgeplündert. Diese Gruppierung beherbergte auch auswärtige Raubritter auf ihren Burgen. Diese bildeten damit so etwas wie ein organisiertes Bandenwesen. Durch die Straßenräuberei der Strauchritter zu dieser Zeit wurde dem Handel erheblicher Schaden zugefügt, der die Waren verteuerte. Neben der Schutzgelderpressung wurden Bauernhöfe, Dörfer und Weiler überfallen und ausgeraubt. Wer auf den Straßen unterwegs war und nicht zahlte, musste sich entweder zwangsweise von Teilen seiner Habe trennen oder wurde als Geisel eingekerkert und ein Lösegeld wurde verlangt. Die brandenburgischen Verhältnisse dieser Zeit waren den Zeitgenossen reichsweit bekannt und erzeugten Vorurteile. Die kriminellen Edelleute waren allseits bekannt. Ein verbreitetes Gebet im Volk lautete: «Vor Köckeritze und Lüderitze, Vor Krachten und vor Itzenplitze Behüt’ uns, lieber Herre Gott!» Unter Berufung auf den 1495 im Reich verkündeten „Ewigen Landfrieden“ ging Kurfürst Joachim I. konsequent gegen das Raub- und Fehdeunwesen in der Mark vor. Adlige Friedensbrecher wurden verfolgt und ins Gefängnis geworfen. Aus den ersten Regierungsjahren des neuen Kurfürsten sind allein 146 derartige Bestrafungen belegt. Allein 1506 ließ er 70 der Wegelagerei überführte Männer hinrichten. Unter diesen befanden sich 40 Adlige. Auf Vorhaltungen erwiderte Joachim, redliche Edelleute würden sich keiner derartigen Verbrechen schuldig machen. Nach der Hinrichtung des Herrn von Lindenberg, dessen Tat und Verurteilung von dem Schriftsteller Willibald Alexis mit der Geschichte „Die Hosen des Herrn von Bredow“ festgehalten wurde, regte sich Widerstand aus seiner unmittelbaren Umgebung, die ihm das Verhalten gegen die Standesgenossen nachtrug. Der Kurfürst wurde mit dem Tod bedroht. Vermutlich der Junker von Otterstedt auf Dahlewitz schrieb an die Tür der kurfürstlichen Schlafkammer (andere Quellen berichten, an das Portal des Berliner Schlosses):«Joachimken, Joachimken, hyde di, fange wy dy, dann hange wy dy.» Davon ließ sich der Kurfürst nicht beirren und rechtfertigte sich damit, das Edelleute solche Verbrechen nicht begehen würden und er folglich nur Kriminelle habe hinrichten lassen. 1502 lauerte Otterstedt mit einer Gruppe den auf einer Jagd befindlichen Kurfürsten in der Köpenicker Heide auf. Die alarmierte Schlosswache kesselte die adelige Räuberbande ein und führte sie ab. Erneut sprach der Kurfürst sein Urteil im Schloss. Diejenigen aus der Bande, die ein mildes Urteil erhielten, wurden geköpft, die Rädelsführer aber, darunter jener Herr von Otterstedt, gevierteilt und ihre Köpfe auf die Zinnen der Stadttore zur Abschreckung gesteckt. Anschließend soll das Raubrittertum in der Mark Brandenburg abgenommen haben und es setzten sich das neue Rechtsbewusstsein und die veränderten Ordnungsvorstellungen einer neuen Epoche, der Renaissance, gegen die mittelalterlichen Desperados durch.
Mit dem Verfall des Lehenswesen blieb der großen Mehrheit des Rittertums zwangsläufig nur der Ausweg einer nicht ausschließlich auf den Waffendienst beruhenden Tätigkeit, wenn sie sich standesgemäß und wirtschaftlich gesichert erhalten wollen. Ohnehin landsässig, bot sich für den Landadel die Möglichkeit der Erweiterung grundherrlichen Besitzes und der darüber erworbenen Rechte, verbunden mit einer Ertragssteigerung der landwirtschaftlichen Betriebe durch Produktion über den Eigenbedarf hinaus – für den Markt. Der ritterschaftliche Grundbesitz nahm zu, während die Abgabepflichtigen und frei wirtschaftenden Bauern unter Druck gerieten und zunehmend Frondienste leisten mussten und Teil der Gutswirtschaft wurden und dabei an die Scholle gebunden wurden. Diese Entwicklung fiel in die Zeit der europaweiten Agrarkonjunktur, die mit ansteigenden Preisen und einer stetig wachsenden Nachfrage gekennzeichnet war und von 1470 bis 1570 andauerte. Dies bedeutete für Brandenburg eine Transformationsphase, die im 17. Jahrhundert in eine Gutsherrschaft auf dem Land mündete. Die von den Fürsten und Landesherren im ausgehenden 15. und beginnenden 16. Jahrhundert erlassenen Gesetze und verliehene Privilegien zeigten, dass sich die gemeinsame Interessenlage zwischen Grundherren und Bauern deutlich verringert hatte und einem Interessengegensatz gewichen war. Brandenburg lag an der Grenze zwischen zwei verschieden verlaufenden Entwicklungssphären in Europa. Die westeuropäischen Agrarverhältnisse entwickelten keine Verschärfung der Gegensätze zwischen Bauern und Grundherren. Das wirtschaftliche Austauschverhältnis zwischen den ostelbischen Gebieten und Westeuropa ähnelte zunehmend einem Kolonialverhältnis. Letztlich ging es dem Herrenstand um die Erhaltung einer nicht mehr zeitgemäßen sozialen Stellung um jeden Preis, auch wenn dabei die wirtschaftliche Gesamtentwicklung des Landes litt. Die im 17. Jahrhundert in Ostelbien etablierte Gutsherrschaft war letztlich die Ultima Ratio der Feudalherren, ihren Niedergang aufzuhalten.

### Einkehr der Renaissance in der Mark

#### Beginn der Rechtsstaatlichkeit und des Humanismus
Seit 1493 wurden Pläne zur Gründung einer Landesuniversität verfolgt. Diese erarbeiteten der Lebuser Bischof Dietrich von Bülow, der Franke Eitelwolf von Stein im Einvernehmen mit den patrizischen Familien Frankfurts. Der Humanismus als geistige Erneuerungsbewegung begann sich in Brandenburg auszubreiten, auch wenn Brandenburg bereits hinter dem (unsichtbaren) Süd-Nord- und West-Ost-Kulturgefälle lag.
1506 löste Joachim I. gemeinsam mit dem jüngeren Bruder Albrecht ein Vermächtnis des Vaters ein und gründete die erste brandenburgische Universität Viadrina in Frankfurt (Oder). Die neue Gründung gedieh. Bereits im ersten Jahr hatten sich 900 Studenten aus Deutschland, Polen und Skandinavien eingeschrieben. Die Universität wurde vor allem für die Studenten Osteuropas zum Anziehungspunkt. Darüber hinaus bildete nun Brandenburg eigene Verwaltungskräfte für den brandenburgischen Justiz- und Verwaltungsapparat aus. Im 16. Jahrhundert studierten etwa 50 brandenburgische Landeskinder pro Jahr an deutschen Universitäten, davon 35 an der Viadrina.
Die Rechtsprechung in der Mark unter Kurfürst Joachim I. kam 1510 mit dem Berliner Hostienschänderprozess zu einem Tiefpunkt. In seiner Folge wurden 38 Juden auf dem Berliner Neumarkt verbrannt sowie zwei weitere nach der Taufe enthauptet. Alle anderen mussten Urfehde schwören und die Mark Brandenburg verlassen. Dem Prozess folgte eine große Judenverfolgung, in deren Ergebnis alle Juden aus der Mark Brandenburg ausgewiesen wurden. Historiker schließen nicht aus, dass es die Stände waren, die die Angelegenheit betrieben hätten, weil sie sich so ihrer Gläubiger entledigen wollten. Erst 1543 wurden wieder Juden ins Land gelassen – weil da das Land nach einem missglückten Türkenfeldzug wieder neues Geld benötigte. 1516 gründete Joachim I. das Berliner Kammergericht. Die Rechtsstaatlichkeit nahm damit ihren Anfang in Brandenburg. Der Kurfürst ließ die Aufgaben des Kammergerichts im Widerstreit mit den Ständen neu bestimmen. Die Verbesserung der Gerichtsverfassung war ein fundamentales Ereignis. Fortan konnten Untertanen, die sich von ihren Obrigkeiten ungerecht behandelt fühlten, die Möglichkeit wahrnehmen, neben dem Schöppenstuhl in Brandenburg/H. das Kammergericht anzurufen. Mit der Constitutio Joachimica (1527) wurde dem Erbrecht im Kurfürstentum das römische Recht zugrunde gelegt. Zugeständnisse an die Grundherren waren Dienstzwang und die Preisgabe der Freizügigkeit der dörflichen Untertanen.
Ab dem 16. Jahrhundert setzte ein wirtschaftlicher Aufschwung ein. Handwerk und Handel blühten auf. Ebenso verzeichneten die Tuchherstellung und das Bierbrauereigewerbe Zuwächse. Ackerbau und Viehzucht entwickelten sich. Ein lokal und sozial sehr unterschiedlich verteilter Wohlstand entstand. Es gab ein austariertes und reges politisches Herrschaftssystem, das verschiedene Einflussgruppen in den politischen Prozess mit einbezog. Die drei ständischen Körperschaften Geistlichkeit, Ritterschaft und Städte waren im Landtag vertreten und regelten die Bewilligung von Landessteuern. 1515 folgte der Erlass einer Städteordnung.
In der Reichspolitik vertrat Joachim zunehmend eigenständige Positionen. Im Jahr 1524 zog Joachim I., Kurfürst von Brandenburg (1499–1535) die ursprünglich reichsunmittelbare Herrschaft Ruppin als „Heimfall“ ein und vereinigte sie mit der Mark Brandenburg. Damit war die Lücke zwischen Prignitz und Uckermark geschlossen.

#### Reformation und Einführung der lutherischen Lehre, Säkularisation der Kirchengüter, Landesteilung, Durchsetzung der Hegemonie an der Mittelelbe
Nach 1500 wurde im märkischen Raum die reformatorischen Bestrebungen stärker, die auch durch die Auftritte des berüchtigten Ablasshändlers Tetzel in der Gegend mit angefacht wurden. Vom benachbarten Wittenberg gingen starke geistige Impulse aus. Martin Luther begann 1517 innerhalb des Erzbistums Magdeburg und zugleich im Bistum Brandenburg, zu dem Wittenberg gehörte, seine grundsätzliche Kritik am Ablasshandel. Die Kritik fand von Jahr zu Jahr stärkere Unterstützung im Reich unter Kaiser Karl V.
In einem langen und komplizierten Prozess setzte sich die Reformation in der Kurmark durch. Trotz vieler märkischer Lutheranhänger sperrten sich die Bischöfe und Domkapitel gegen die Einflüsse der Reformation. Joachim I. verhielt sich ebenso, obwohl er den Wittenberger sogar persönlich empfing. Joachims Bruder Kardinal Albrecht war seit 1514 Kurfürst von Mainz, ein geistliches und damit katholisches Fürstentum mit großer politischer Bedeutung im Reich. Somit waren zwei Kurfürstentümer unter Kontrolle der Hohenzollerndynastie, die einen großen Einfluss auf die Reichspolitik nahmen. Der Mainzer Kurfürst profitierte vom Ablasshandel. Bedingt durch die innerfamiliäre Bande sperrte sich Joachim gegen die Lutherische Lehre und ließ deren Anhänger verfolgen. Zur Niederschlagung der aufständischen Bauern ließ er ein Kontingent im Bauernkrieg von 1524/25 nach Mitteldeutschland entsenden. In der Mark Brandenburg war die Ausbreitung der geistigen Revolution aber nicht mehr aufzuhalten und einzelne Städte stellten zur gleichen Zeit bereits evangelische Prediger ein. Im märkischen Adel befürworteten deren Mitglieder die Einführung der Reformation. Darunter befand sich auch die Kurfürstin Elisabeth, die deswegen 1528 nach Torgau vor ihrem Mann floh.
Nach seinem Tod 1535 fand eine Erbteilung der Mark Brandenburg in die beiden Landesteile Neumark und Kurmark zwischen den beiden Söhnen des verstorbenen Kurfürsten statt. Zwischen 1535 und 1571 regierten die Brüder Joachim II. die Kurmark und Johann von Küstrin die Neumark getrennt voneinander. Entgegen anfänglicher Befürchtungen, das Land könne gespalten werden, zeigten die sechsunddreißig Regierungsjahre beider Brüder, dass sie nicht weit auseinander waren. Vom Charakter unterschiedlich betrieben sie doch keine gegeneinander gerichtete Politik und verfolgten im Allgemeinen die brandenburgische Hauslinie.
Joachim II., ein Prototyp eines Renaissancefürsten zog wie ein Triumphator als Dreißigjähriger mit einer Militärparade, der ersten in Brandenburg nach seiner Teilnahme am Türkenkrieg, in Berlin ein. In dem Rahmen wurde er vom Kaiser für seine Abwehrleistungen 1532 als Reichsfeldhauptmann und Führer des Kontingents des Niedersächsischen Reichskreises gegen die Türken zum Ritter geschlagen und erhielt seinem Geltungsbedürfnis entsprechend den Beinamen Hektor, nach dem Trojanischen Helden.
Während Johann die Reformation schnell und konsequent umsetzte, zeigte Joachim II. mehr Zurückhaltung. Dies entsprach seinem Charakter sowie familiärer und reichspolitischer Rücksichtnahme. Letztlich führte er aber in der Mark Brandenburg die Reformation nach lutherischem Bekenntnis ein. Auf seinen Druck übernahm das Bistum Brandenburg die zwei zentralen Repräsentationsformen – den Laienkelch und die Priesterehe. Am 1. November 1539 reichte der betagte Matthias von Jagow, Bischof von Brandenburg (1527–1544), Joachim das Heilige Abendmahl mit Brot und Wein. Der Messkelch mit dem Blut Christi war zuvor nur für die Priester bestimmt. Im Jahr 1541 musste Matthias auf der bischöflichen Residenz Burg Ziesar Katharina von Rochow heiraten. Der Kurfürst wohnte persönlich dem Geschlechtsverkehr der frisch Vermählten und damit der Abschaffung des Zölibats bei. Die neue, mit einem Nachwort des Bischofs von Brandenburg versehene, Kirchenordnung erließ er 1540. Die beiden anderen märkischen Bischöfe von Havelberg und Lebus lehnten die neue Lehre weiterhin ab. Der Kurfürst war nun der Beschützer der Gläubigen in allen seinen Landen, wo sich das landesherrliche Kirchenregiment entfaltete.
Wenig später nahm der kurmärkische Landtag, gegen den Widerstand der meisten geistlichen Herren, die von Joachim geschaffene neue evangelische Kirchenordnung zur Kenntnis. In den Landesteilen, beginnend mit der Neumark, setzten Kirchenvisitationen ein, die die Umsetzung der Reformation zum Ziel hatten.
Die Landesfürsten wurden durch die Reformation zum obersten Kirchenherren in der Mark und damit verfügte der Kurfürst auch über das Grundeigentum der drei märkischen Bischöfe zu Brandenburg, Havelberg und Lebus. Das brachte der Mark unter anderem die Herrschaft Beeskow und Storkow im Süden ein. Mit der Säkularisation (Enteignung) der Stifte und Klöster nach Einführung der Reformation in der Mark (1539) fiel fast der gesamte geistliche Grundbesitz an den Landesherrn. Der Prozess der Säkularisierung und die Ablösung der geistlichen Aufsichtsrechte erfolgte in einem langen Prozess. Oft gewährten die Städte den Mönchen lebenslangen Aufenthalt in den aufgelösten Klöstern. Klöster verfielen oder wurden zur Aufgabe genötigt. Einige wurden nicht ohne Konflikte in evangelische Damenstifte umgewandelt.
Joachim II. verhielt sich in Konfessionsdingen außenpolitisch neutral und vertrat reichspolitisch eine vorsichtige und vermittelnde Position. Er unterstützte den katholischen Kaiser sogar mit einem Kontingent im Schmalkaldischen Krieg. Der Kurfürst Joachim II. scheute sich 1550 auch nicht, den Kaiser bei der Belagerung von Magdeburg zu unterstützen. Die Folge war, dass mit Zustimmung des Herzogs Moritz von Sachsen brandenburgische Prinzen zu Erzbischöfen und Administratoren des Erzbistums Magdeburg gewählt wurden. Im Ergebnis regierten von 1513 bis 1631 Mitglieder der Hohenzollerndynastie das Erzstift an der Mittelelbe und bereiteten damit seine 1648/1680 erfolgte Eingliederung vor.
Da der Kaiser durch die nachfolgenden Rückschläge, verursacht durch Moritz von Sachsen keine Dominanz seiner Position mehr erreichen konnte, bildete sich ein Patt im Reich. Zusammen mit Sachsen sicherten die protestantischen Reichsstände die Ergebnisse der Reformation reichspolitisch 1555 mit dem Augsburger Reichstag, der den Augsburger Religionsfrieden begründete ab. Erst zu dem Zeitpunkt bekannte sich Joachim II. offen und uneingeschränkt zur Reformation.
Insgesamt war die Reformation keine klare Zäsur, sondern ein unsteter Prozess und die Beteiligten handelten weniger geradlinig, sondern mehr vielschichtig. So blieben die Gebräuche der Alten Kirche noch in Kraft. Einige bestanden bis 1713 fort.

#### Expansion der Regierungstätigkeit, Verschuldung

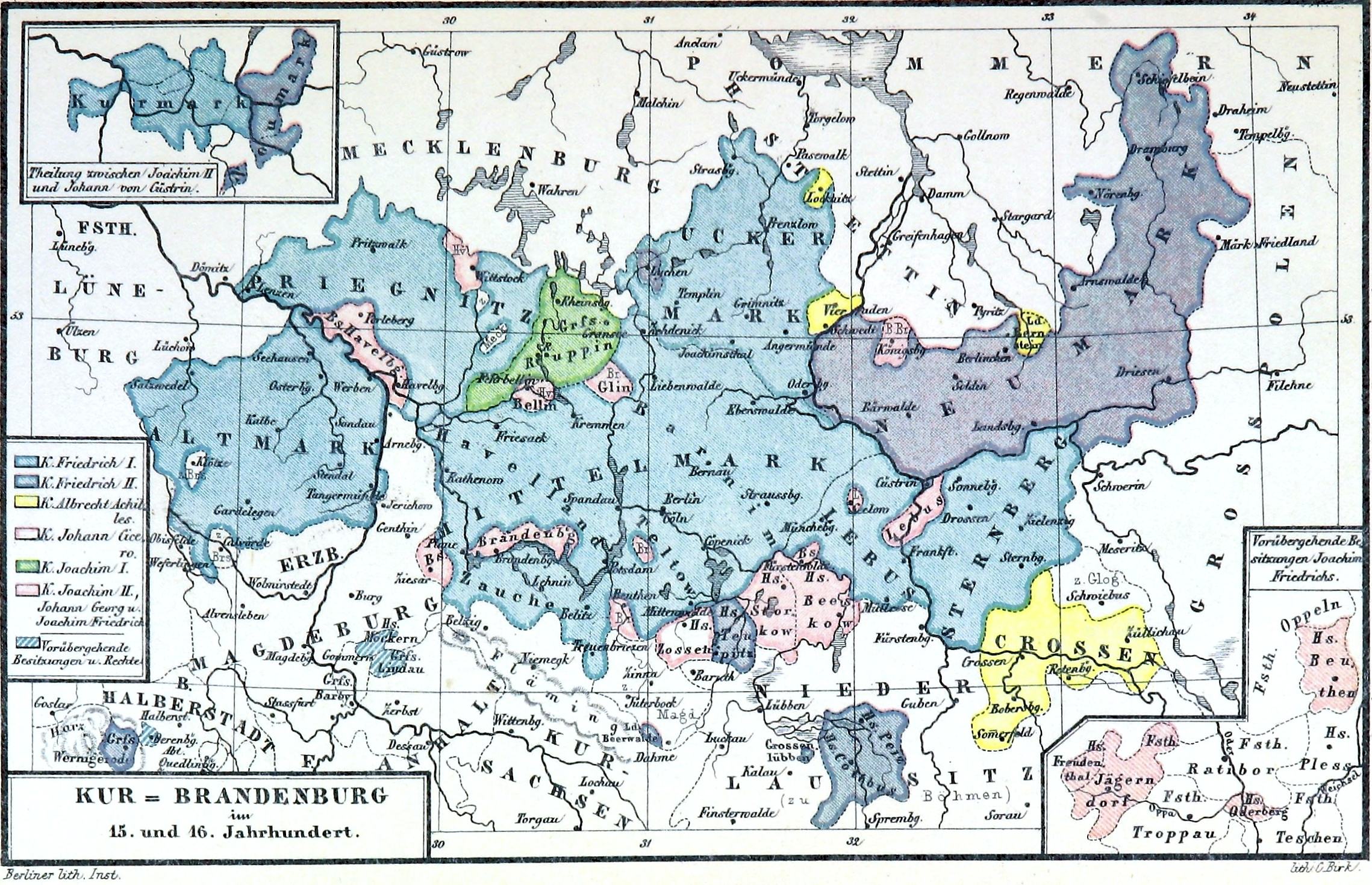
Die Karte zeigt die Teilung von 1535 (obere, linke Ecke). Brandenburg-Küstrin (das Gebiet östlich der Oder, plus die Herrschaften Cottbus und Peitz) ist in Dunkelblau gehalten.

Durch den Ausbau der Landesherrschaft und die Politik im Reich (Erwerb von Erbanwartschaften) verschuldeten sich die beiden Markgrafen, so wie viele Fürsten dieser Zeit. Insbesondere die Bautätigkeiten am Berliner Schloss, der Festung Spandau oder dem Jagdschloss Grunewald aber auch der Ausbau des brandenburgischen Hofstaats hatten die Ausgaben erhöht. Die Höhe der Schulden soll 1571 bei 4,7 Millionen Gulden gelegen haben. Zur Finanzierung wurden regelmäßig Sondersteuern von den Ständen erhoben. Mit diesen lag der Landesherr immer wieder im Streit und deren Bewilligungen zur Finanzierung mussten durch Nötigungen erwirkt werden. Als weitere Einnahmemöglichkeit ließ der Kurfürst die Juden wieder ins Land und verlangte für seinen Schutz entsprechende Schutzgelder. Ein Jude von ihnen, Lippold Ben Chluchim machte der Kurfürst zum Münzmeister. Dieser verschaffte ihm die notwendigen Gelder. Die Verschuldung zwang die Landesherren, große Teile des dazugewonnenen Landes und ihrer Einkünfte ihren landeseigenen Gläubigern, vor allem dem großgrundbesitzenden Landadel, käuflich oder als Lehen zu überlassen. Dennoch vergrößerte sich am Ende der Besitz der landesherrlichen Ämter durch den Kirchenraub erheblich. Durch die Ausgabenpolitik erkannten die Landesherren und Stände den Nutzen einer geordneten Finanzverwaltung und erließen Verwaltungsordnungen, die den Absolutismus der kommenden Zeit ankündigten. Als Fortschritte der gemeinsamen Regierungszeit der Brüder stehen der Ausbau der Städte, die Belebung von Handel und Gewerbe, neue öffentliche Bauten in Berlin und Küstrin, die Förderung des Schulwesens, die Verbesserung der Verwaltung, der Aufbau und Ausbau einer nachgeordneten Führungsschicht aus Adel und Bürgertum, die Hofordnungen von 1537 und 1551, die Reform der Landeskirche und eine langfristig betriebene Heirats- und Erbschaftspolitik.
Nach dem Tod Joachims II. und kurz darauf seines Bruders Johann, der ohne männliche Nachkommen hinterließ, konnte der neue Kurfürst Johann Georg die Kurmark und die Neumark wieder zusammenregieren. Für den leichtfertigen Umgang des verstorbenen Kurfürsten in Finanzfragen wurden Sündenböcke gesucht und eine Ämterbereinigung durchgeführt, die einen Kurswechsel andeutete. Zunächst ließ der designierte Kurfürst den verhassten Münzmeister Lippold öffentlich wirksam hinrichten, nachdem sich der allgemeine Zorn auf diesen gerichtet hatte. In Berlin kam es zu Unruhen in deren Verlauf die Synagoge in der Klosterstraße zerstört wurde. Die Juden mussten kurz darauf abermals für 100 Jahre die Mark Brandenburg verlassen.
Johann Georg (1571–1598) erließ 1572 eine neue Kirchenordnung, mit der sich das Schulwesen auf viele Kirchdörfer ausdehnte. Er unterstellte die Kirche völlig den kurfürstlichen Willen. Ab 1577 mussten die Priester dem Herrscher einen Diensteid leisten. Im Ergebnis der Einwirkung der protestantischen Lehre auf die Mark Brandenburg entfaltete sich eine protestantische Ethik, deren Antriebskraft zusammen mit der gestiegenen Macht der Landesherren bedingt durch die Aneignung der kirchlichen Besitztümer die Grundlagen für den Aufstieg Brandenburg-Preußens im späten 17. und 18. Jahrhundert bildete. Mit Luthers Schriften, seiner Sprache drang die „innere und äußere Freiheit eines Christenmenschen“ in Brandenburg ein und veränderte Staat und Gesellschaft.

#### Gutsherrschaft, Ständeherrschaft, Zweite Reformation

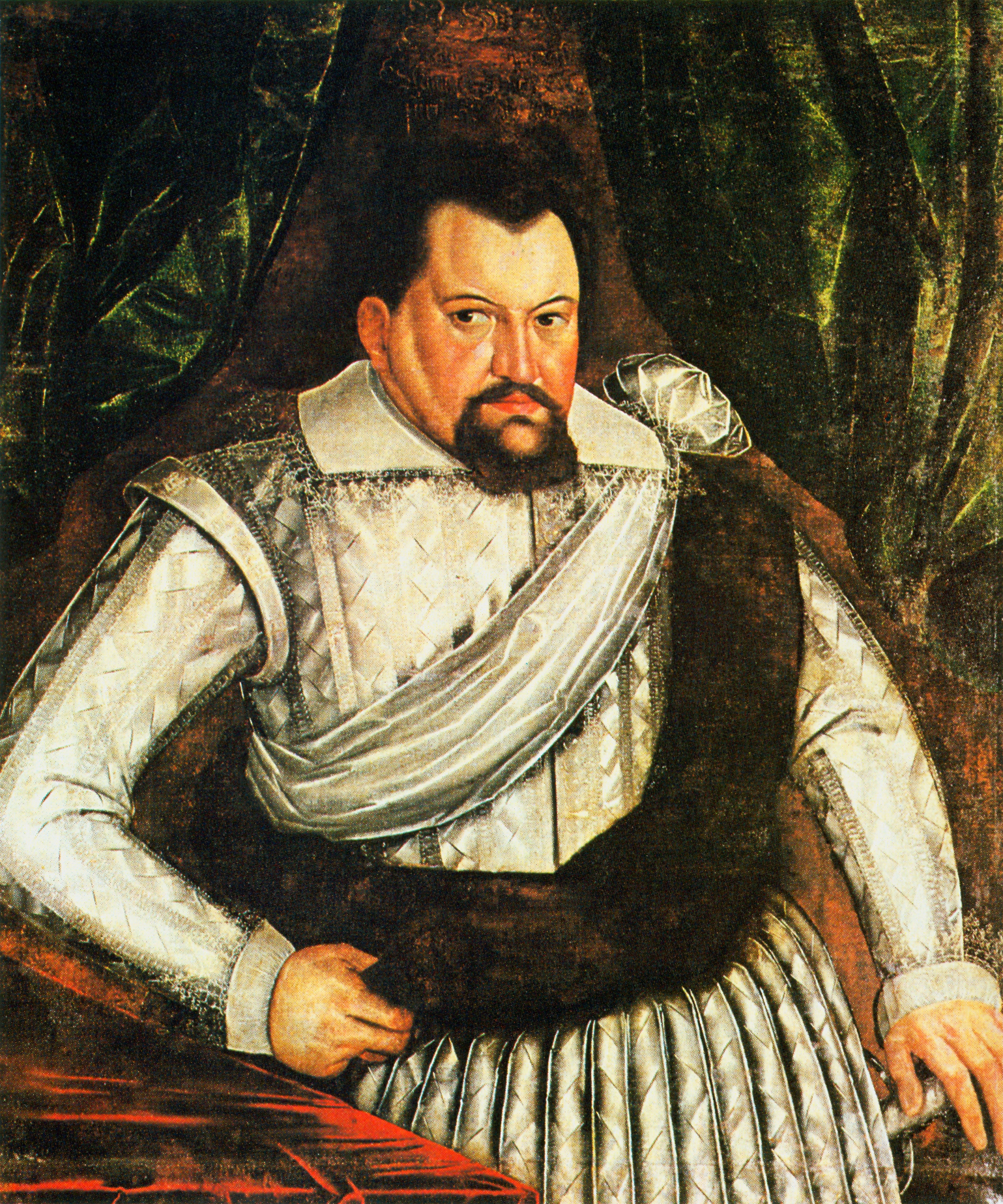
Kurfürst Johann Sigismund von Brandenburg (um 1610). Mit seiner 1613 Konversion zum reformierten Glauben führte er die Zweite Reformation ein und prägte die hohenzollernsche Dynastie.

Die Zeit um 1600 stand im Zeichen der Konsolidierung der seit 1550 errichteten Strukturen in allen Gesellschaftsgruppen. Das innere Herrschaftsgefüge hatte sich eingespielt und Stände und Landesherr, die 1572 zu einem Landestag zusammen kamen, einigten sich auf eine Entschuldung, der in der Zeit Joachims II. angehäuften Staatsschulden über das ständisch kontrollierte Kreditwerk. Von dem Bewilligungsrecht, dem Hauptinstrument der Stände in der brandenburgischen Landespolitik, machten sie immer nur für kurzfristige und in der Höhe wohllimitierte Steuerzahlungen Gebrauch, so dass die landesherrliche Schuldenlast 1618 die nach den Maßstäben der Zeit enorme Höhe von zweieinhalb Millionen Reichstaler erreicht hatte. Mit festen jährlichen Einkommen konnte der Kurfürst aus diesen Quellen nicht rechnen.
Die Grundlage der städtischen Ökonomie vor allem der Oligarchie bildeten die Braurechte, auch die anderen städtischen Gewerbearten konnten ihre Schutzrechte vor allem gegenüber dem ländlichen Raum erhalten oder ausbauen, deren Bewohner eine handwerkliche Tätigkeit verboten wurde. Die Herrschaft des Adels auf dem Land konnte gefestigt werden. Der Auskauf von Bauernstellen ermöglichte die Vergrößerung der adeligen Güter. Viele Adelige errichteten lukrative Schäfereien und intensivierten die Viehzucht. Durch Erhöhung der Dienstpflicht der schollenpflichtigen bäuerlichen Untertanen standen auf den adeligen Gütern genügend billige Arbeitskräfte zur Verfügung. Weitergehende gewerbliche Tätigkeiten über die direkte Verwertung der agraren Produkte erfolgten aber nicht.
Eine Konsolidierung fand auch im religiösen Bereich statt. Die Landeskirche erhielt 1573 eine neue Konsistorialordnung, die genauere Bestimmungen zum Kirchendienst enthielt. 1598 wurden die formell noch bestehenden Bistümer aufgelöst. Der Kurfürst Joachim Friedrich entwickelte bereits eine Zuneigung zu den Reformierten Anhängern der protestantischen Kirche. Zu der Zeit stand Brandenburg noch wie die meisten nord- und ostdeutschen Staaten unter den Einflüssen der lutherischen Orthodoxie. Diese grenzte sich gleichermaßen gegenüber dem Katholizismus als auch anderen protestantischen Lehren wie denen von Ulrich Zwingli oder Johannes Calvin ab. Dazu war unter dem streng lutherisch denkenden Kurfürsten Johann Georg 1577 die Verpflichtung der Geistlichen auf die Konkordienformel als theologisches Fundament eingeführt worden. Der Einfluss der Calvinisten dagegen blieb zunächst auf wenige bedeutende Persönlichkeiten begrenzt, zu denen auch der Kurfürst selbst aber auch einige der höchsten Staatsdiener gehörten. Diese waren zum Beispiel die Mitglieder des 1604 begründeten Geheimen Rates und enge Vertraute des Kurfürsten, die traditionell mehrheitlich landesfremd waren. Der Versuch, mit dem öffentlichen Bekenntnis des Kurfürsten zu Weihnachten 1613 eine calvinistische Reform (sogenannte "Zweite Reformation") in Brandenburg durchzuführen, scheiterte im Ansatz. Der Konfessionswechsel des Kurfürsten, der bereits 1610 erfolgt war, wurde von den Ständen im Ausschuss kritisiert und die Rückkehr zur Augsburger Konfession gefordert. Den Ständen gelang es schließlich noch einmal auf die politische Zukunft des Landes Einfluss zu nehmen und den weitergehenden Wünschen des Kurfürsten einen Riegel vorzuschieben. Im Ergebnis entstand eine jahrhundertelang anhaltende religiöse Abweichung zwischen Landesherr und Untertanen, die eine begrenzte religiöse Toleranz notwendig machte. 1615 entlud sich der Zorn der Lutheraner in Berlin in tumultartiger Form, es kam dabei zu Plünderungen der Häuser von führenden Calvinisten. Der Calvinismus blieb eine elitäre Minderheitenreligion der Dynastie.

#### Erwerb neuer Nebenländer und Eintritt Brandenburgs in die europäische Politik, Vorboten der Katastrophe

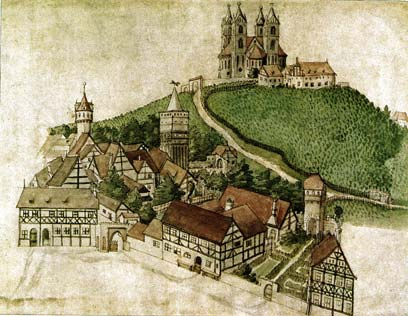
Zeitgenössische (höherentwickelte) Zeichnungen von Städten wie diese setzten in der Mark Brandenburg erst später ein als in den Städten des südlichen und westlichen Reichs oder gar Flandern (Flämische Malerei), wo seit dem 15. Jahrhundert qualitativ höherwertige und kulturtechnisch weiterentwickelte Grafiken Auskunft von der Beschaffenheit der Städte, Dörfer und Landschaften geben (z. B. von Albrecht Dürer). Hier abgebildet ist eine seltene Ausnahme: Die Marienkirche von Brandenburg an der Havel nach einem Bild des Stadtschreibers Zacharias Garcaeus aus dem Jahre 1588

Sachsen und Brandenburg bildeten durch die reichspolitischen Vorgänge und Machtverlagerungen im Zuge der Reformation im kaiserfernen Nordostens die territoriale Basis und ein Gegengewicht der Reichsfürsten gegen die Machtbestrebungen des Kaisers im Reich. Zentralisierung und Unitarismus durch eine Zentralmacht wurde damit einmal mehr im Reich blockiert und verhindert.
Die brandenburgischen Hohenzollern betrieben eine Politik der Ausdehnung ihres Einflusses. Schon im 16. Jahrhundert hatten die Kurfürsten durch Mitbelehnung und Heiratspolitik die Nachfolge im Herzogtum Preußen angebahnt. Faktisch wurde lange vor dem Tod des letzten fränkischen Hohenzollernherzogs in Preußen 1618 dieses Land von den Kurfürsten regiert. Mit den Ansprüchen auf das unter polnischer Lehnshoheit stehende Herzogtum waren aber weitere Erbrechte verbunden, nämlich solche an den Gebieten von Jülich-Berg am Niederrhein und den dazu gehörigen Territorien. Diese Ansprüche wurden nach dem Tode des letzten Herzogs von Jülich-Kleve-Berg 1609 geltend gemacht. Dabei standen sie im Norden zwischen Dänemark und insbesondere Schweden, mussten aufgrund des preußischen Status vorsichtig gegenüber Polen agieren und fanden sich im Westen im Konflikt mit Frankreich. In diesem Umfeld gelang es Johann Sigismund, Kurfürst von Brandenburg (1608–1619) im Zuge des Jülich-Klevischen Erbfolgestreites 1614 seinen Anspruch auf das Herzogtum Kleve, die Grafschaft Mark und die Grafschaft Ravensberg erfolgreich durchzusetzen. Die neugewonnenen Westprovinzen blieben allerdings vom Kernstaat räumlich isoliert. Dies führte zu einer erheblichen Behinderung des Handels durch Zölle. Die neuen Landesteile wurden als Nebenländer des Kurfürsten zunächst nur als Personalunion regiert. Jeder Landesteil besaß eigene Landesverfassungen, Traditionen und Strukturen, aber auch eigene Landes- und Regionaleliten. Fortan betraf die brandenburgische Politik nicht mehr nur Brandenburg. Der Schritt in die europäische Politik blieb für das Kernland Brandenburg nicht folgenlos. Es waren zunächst Einflüsse aus dem Westen, die zu Beginn des 17. Jahrhunderts in Brandenburg wirksam wurden. Zu diesen gehörten neben dem Calvinismus die niederländisch-späthumanistisch-neustoizistischen Bewegungen. Mit dem Ausgreifen der brandenburgischen Politik über den eigenen geografischen Aktionsradius ging ein innerer Strukturwandel im landesherrlichen Regierungsapparat einher. Die Behördenorganisation entwickelte sich weiter. Der 1604 gegründete Geheime Rat bezog nun auch die anderen Territorien mit ein. Der Schritt bedeutete nur ein verspätetes Nachziehen und eine Angleichung an die deutsche Verwaltungsentwicklung. Landesfremde Eliten drängten nun in die kurbrandenburgischen Behörden. Zu diesen gehörte zum Beispiel der aus dem Westen stammende Ottheinrich von Rheydt.
Brandenburgs zunehmende ausgreifende Politik nahm langsam europäische Dimensionen an. Dies blieb vor allem den eigentlichen Märkern lange Zeit suspekt. Diese traten vor allem für Friedenssicherung unter Verzicht von dynastischen Ambitionen ein und hegten wenig Interesse für die Belange anderer Staaten wie dem Herzogtum Preußen. In der Folge verweigerten die Stände jegliche Aufrüstung in der Vorkriegszeit, als bereits größere Konflikte absehbar waren. Die Stände waren auch im Verlauf nicht zu Kurskorrekturen zu bewegen, und dies führte dazu, dass Brandenburg zwar in Europas Außenpolitik angekommen war, aber schlecht gerüstet in die kommende Krise ging.
Auf dem Gebiet der Militärorganisation blieb die Mark Brandenburg deutlich hinter den anderen zurück. So etwa bei der Schaffung von Landmilizen, die aufzeigten, dass die inneren Potentiale mit den außenpolitischen Ambitionen nicht annähernd Schritt hielt. Um 1600 bestand das brandenburgische Kriegsaufgebot aus dem Aufgebot der Rossdienstpflichtigen Lehnsmänner und dem Fußvolk der Städte. Beide waren von geringen militärischen Wert. Auch wenn Brandenburg mit dem späten Beitritt zu einem der Religionsbündnisse, zur protestantischen Union, im Jahre 1610 die Verpflichtung einging, eine Defensionsverfassung zu schaffen, so wie zeitgleich in den anderen deutschen Staaten, so scheiterten entsprechende Bemühungen an dem Widerstand der Stände.
An der Schwelle vom 16. zum 17. Jahrhundert wurde die Mark von zeittypischen Krisenerscheinungen betroffen. In Mitteleuropa ging die so genannte kleine Eiszeit mit Klimaverschlechterung einher, die zu anhaltenden Ernteausfällen führten. Dadurch stiegen die Preise für Lebensmittel rasant und große Teile der Bevölkerung verarmten. Zudem erschütterten die Kipper- und Wipperunruhen, in deren Zuge eine Geldwertverminderung durch das Einschmelzen der Münzen und die Neuprägung mit geringeren Edelmetallgehalt stattfand, das Vertrauen in die Währung. Auch im Gewerbe, vor allem der Textilbranche steckte die Mark in einer Wirtschaftskrise. Die Ausfuhr von Holz, Wolle und Getreide ging zurück und der Landadel befand sich in der Folge in einer Finanzkrise. Es kam zu wachsenden Problemen mit der ländlichen Armut, mit Bettlern und Obdachlosen. Auch die zeittypischen Predigten brachten apokalyptische Erwartungen zum Ausdruck.

### Personalunion der Mark Brandenburg mit dem Herzogtum Preußen (1618–1701)

#### Kriegszerstörungen
Ab 1618 regierten die Hohenzollern die Mark Brandenburg in einer Personalunion mit dem Herzogtum Preußen. Die Mark blieb zwar wichtigstes Herrschaftsgebiet, hatte aber nicht mehr den Absolutheitsanspruch auf seinen Landesherrn, der sich zunehmend seinen anderen Landesteilen widmete. Im Jahr 1619 betrugen die Staatsschulden 2.142.000 Reichstaler. Die Mark lebte fast ausschließlich vom Ackerbau. Alle gehobeneren Güter mussten importiert werden.
Als 1618 der Dreißigjährige Krieg ausbrach, blieb die Mark Brandenburg bis 1626 von seinen Auswirkungen verschont. Am 3. April 1625 brach der Niedersächsisch-Dänische Krieg aus, in dem Dänemark, England und Holland sich gegen die Katholische Liga verbündeten. Brandenburg wollte sich weder der einen noch der anderen Seite anschließen, sodass sich seine Lage immer bedrohlicher entwickelte, da es sich geopolitisch zwischen allen am Konflikt beteiligten Parteien befand.
Dänische Kontingente rückten inzwischen in die Altmark und die Prignitz ein. Infolgedessen nahmen die kaiserlichen Generäle an, der brandenburgische Kurfürst stehe insgeheim mit dem Dänenkönig im Bunde. Nachdem die dänische Armee in der Schlacht bei Dessau geschlagen wurde, strömten die geschlagenen dänischen Soldaten nach Norden zurück, wobei sie die Kurmark verwüsteten. Da ganz Norddeutschland den kaiserlichen Truppen offen lag, nahm Georg Wilhelm, Kurfürst von Brandenburg (1619–1640) Verhandlungen mit dem Kaiser auf. Infolgedessen musste er das Land den kaiserlichen Truppen öffnen. Diese plünderten die Mark bei ihrem Durchmarsch, wodurch der Wohlstand, der in den friedlichen Jahrzehnten seit dem Augsburger Religionsfrieden aufgebaut worden war, zusammenbrach. Die Kurmark wurde in dieser Zeit von den kaiserlichen Truppen beherrscht, während der Kurfürst nach Preußen geflohen war. Durch die Flucht des Kurfürsten war die Kurmark jeder Willkür preisgegeben. Eine vorübergehende Entlastung gab es erst nach dem Sturz Wallensteins im Jahr 1630.
Das Kaiserliche Restitutionsedikt bedeutete eine Rekatholisierung der bereits protestantischen Territorien. Die Beziehungen zum südlichen Nachbarn Sachsen nutzend, widersetzte sich Brandenburg gemeinsam mit Sachsen dieser Politik.
Am 6. Juli 1630 landete Gustav Adolf II., König von Schweden (1611–1632) mit 13.000 Mann auf Usedom und eroberte das Herzogtum Pommern. Damit begann ein neuer Abschnitt im Dreißigjährigen Krieg. Der Kurfürst setzte, da sein Land von kaiserlichen Truppen besetzt war, auf die Erhaltung seiner Neutralität, damit die Mark nicht zum Kriegsschauplatz werde. Nachdem der mit Sachsen gemeinsam eingefädelte Leipziger Konvent die außenpolitische Lage nicht stabilisieren konnte, musste Brandenburg jedoch ein Bündnis mit den Schweden eingehen, als diese im Frühjahr 1631 in Brandenburg einzogen. Nachdem die schwedischen Truppen in der Schlacht bei Nördlingen am 6. September 1634 vernichtend geschlagen wurden, brach die protestantische Allianz auseinander. Brandenburg ging ein neues Bündnis mit dem Kaiser ein.
Als 1637 Herzog Bogislaw XIV. von Pommern starb, belehnte Kaiser Ferdinand III. gemäß dem Vertrag von Grimnitz 1638 Georg Wilhelm mit dem Herzogtum Pommern. Dort hatte Schweden inzwischen eine eigene Verwaltung eingerichtet. Angesichts der schwedischen Übermacht war Georg Wilhelm nicht in der Lage, das Herzogtum in Besitz zu nehmen. Er verfügte über keine nennenswerten Streitkräfte und war im August 1638 mit dem gesamten Hofstaat in das außerhalb des Reichs gelegene, unzerstörte Herzogtum Preußen gezogen. Er hielt sich krank in Königsberg auf, wo er am 1. Dezember 1640 verstarb.
Das Erbe trat sein Sohn Friedrich Wilhelm, Kurfürst von Brandenburg (1640–1688) an. Das brandenburgische Söldnerheer bestand zu diesem Zeitpunkt aus 6700 Mann, wobei Friedrich-Wilhelm nicht den Oberbefehl ausübte, da die Truppen in erster Linie auf den Kaiser und erst in zweiter Linie auf den Kurfürsten vereidigt worden waren. Deswegen entließ der Kurfürst seine angeworbene Armee bis auf einen Stamm von 300 Reitern und 2000 Garnisonssoldaten.
Das erste Ziel der kurfürstlichen Politik war es, das Land zu befrieden. Dies versuchte Friedrich Wilhelm durch einen Ausgleich mit Schweden zu erreichen, der ab dem 24. Juli 1641 für zwei Jahre galt. In der Folgezeit standen die Skandinavier zwar noch immer in der Mark, aber offiziell nicht mehr als Feind. Der Waffenstillstandsvertrag sah vor, dass die kurfürstliche Regierung monatlich 10.000 Taler an die ausländischen Truppen zu zahlen hatte. Der mit dem schwedischen Reichskanzler Axel Oxenstierna ausgehandelte Vertrag vom 28. Mai 1643 gab das Land formell der kurfürstlichen Verwaltung zurück. Dennoch blieben die Kontributionen von 120.000 Talern bestehen. Bis zum Westfälischen Frieden 1648 blieb Brandenburg von den Schweden besetzt. Im Friedensvertrag erreichte Schweden 1648 eine Teilung Pommerns, die ihm Stettin, die Odermündung, Rügen und Stralsund, Brandenburg aber nur das wirtschaftlich und strategisch unbedeutendere Hinterpommern zusprach. Dadurch, dass der Kurfürst im Friedensvertrag die Anwartschaft auf das Herzogtum Magdeburg sowie das Fürstentum Halberstadt erhalten hatte, wurde die Mark Brandenburg im entstehenden Gesamthohenzollernstaat die dominante der mittleren Provinzen, die ihrerseits den übergroßen Territorialblock in Gesamt-Brandenburg-Preußen bildete. Die westlichen vier kleinen Landesteile am Rhein und der östliche Landesteil Preußen richteten sich auf Berlin aus.
Die vielen Truppendurchzüge hatten Hungersnöte und Epidemien ausgelöst. Dadurch schrumpfte die Bevölkerungszahl der Mark Brandenburg dramatisch zusammen. Die Zahl der bewohnten Dörfer und Vorwerke halbierte sich von etwa 8.000 auf 4.000. Die im Frühjahr nicht bestellten Felder brachten keine Ernten ein. Dies betraf auch die kurfürstlichen Domänen. Vor dem Krieg betrugen die Domäneneinkünfte 260.000 Taler, im Jahr 1640 nur noch 35.000 Taler.
| Stadt                         | vorherige Einwohnerzahl | nachherige Einwohnerzahl |
| ----------------------------- | ----------------------- | ------------------------ |
| Alt- und Neustadt Brandenburg | (anno 1619) 12.000      | (anno 1643) 2.500        |
| Beelitz                       | 1.000                   | 50                       |
| Berlin-Cölln                  | (anno 1619) 12.000      | (anno 1640) < 6.000      |
| Osterburg                     | 2.500                   | 125                      |
| Potsdam                       | 1.400                   | 600                      |
| Prenzlau                      | 9.000                   | 600                      |
| Strausberg                    | 2.000                   | 150                      |

#### Wiederaufbau und Hebung der Landeswohlfahrt, Ausbau der Residenzen, Aufbau eines Landesstaats
In der zweiten Hälfte des 17. Jahrhunderts versuchte der Kurfürst die Landeswohlfahrt zu heben und die Kriegszerstörungen aus dem Dreißigjährigen Krieg zu überwinden. Dafür orientierte sich der Kurfürst vor allem nach Holland. Im 17. Jahrhundert gewann Holland als der entwickeltste Teil der Niederlande, das zudem als Musterland der ökonomischen Entwicklung galt, auf allen Gebieten der Ökonomie, Politik und Kultur einen bedeutenden Einfluss auf die deutschen Staaten. Holland hatte sich während des erfolgreich verlaufenden Freiheitskriegs gegen Spanien in seinem goldenen Zeitalter rasch ökonomisch entwickelt und war politisch erstarkt und zog Vertreter der Adels und Bürgertums aus ganz Europa an. Insbesondere auf Brandenburg-Preußen entfaltete Holland eine besondere Ausstrahlungskraft. Brandenburg war mit dem Hohenzollerngebiet Kleve direkter Nachbar der Niederlande und Friedrich Wilhelm hatte als Kurprinz von 1634 bis 1638 mit Gefolge zu seiner Ausbildung in den Niederlanden geweilt, wo er unter anderem Studien an der tonangebenden Universität Leiden betrieb. Entsprechend stark wurden seine ökonomischen und politischen Vorstellungen geprägt. Mit der Heirat der Tochter des Statthalters Friedrich Heinrich von Oranien wurden nochmals enge verwandtschaftliche Kontakte zu den niederländischen Eliten geknüpft, die sich später als förderlich für die Anbahnung von Geschäften und Projekten erwiesen. Auch die nächsthöheren brandenburgischen Staatsmänner wie Georg Friedrich von Waldeck oder Johan Georg II. von Anhalt-Dessau, Otto von Schwerin, Dietrich Sigismund von Buch, Werner Wilhelm von Blaspiel, Matthias Romswinckel, von Pölnitz, Boguslaus Radziwill, die beiden Prinzen von Kurland, von Knesebeck und von Dönhoff besaßen enge Bindungen nach Holland. Die auf diese Art verstärkte Ausstrahlungskraft des bürgerlich-aristokratischen Hollands beeinflusste auch die kulturelle Entwicklung in Brandenburg und Preußen und dort vor allem in dessen Residenzstädten jahrzehntelang. Für den Ausbau der im Dreißigjährigen Krieg niedergegangenen Städte, einige von ihnen zu Festungen, für die Gestaltung der zu rekonstruierenden und neu zu erbauenden Schlösser, für die Anlage der Schlossparks und Lustgärten und für den Ausbau der Verkehrswege zog der Kurfürst seit 1647 Spezialisten aus den Niederlanden heran. Ständig warben seine Beauftragten oder er selbst im Haag, Amsterdam oder Brüssel Ingenieure, Kupferstecher, Architekten, Maler, Medailleure und sonstige Künstler, Architekten oder Handwerker.
Der Wiederaufbau der Mark zog sich bis weit ins 18. Jahrhundert hinein. Diese Zeit ist gekennzeichnet durch den Ausbau der zentralen Landesherrschaft der nun quasi-souveränen Fürsten des Reiches in ihren eigenen kleinen Territorien und geprägt von einer starken ökonomischen Machtstellung der Gutsherren bei gleichzeitiger Abnahme der Grundrechte der Bauernschaft. Die Tendenz zur bäuerlichen Entrechtung galt vor allem für die ostelbischen Gebiete der Mark. Dieser Vorgang wurde von der frühneuzeitlichen Agrargeschichtsforschung als Zweite Leibeigenschaft bezeichnet. Das Bürgertum und die Städte blieben in der Zeit der ausgreifenden absolutistischen Machtpolitik des Landesherren in der Defensive und verloren an Einfluss. Am zunehmend überkommenen Zunftsystem wurde festgehalten, was den Prozess der Refeudalisierung der sozioökonomischen Entwicklung in Brandenburg eher beförderte.
Die Entwicklung der Städte wurde mit der Tendenz der feudalen Produktionsweise auf dem Land eher behindert. Lediglich die zu Residenzen erhobenen Städte konnten in dieser Zeit eine positive Entwicklungstendenz aufweisen. Die Residenzen (in Brandenburg Berlin und Potsdam) wurden zu den Zentren der zentralstaatlichen Verwaltung. Der nun verstärkt in die Städte ziehenden Adel belebte die Warenproduktion im Luxussektor. Der Konsum des in der Berliner Residenzlandschaft residierenden Hofstaats Brandenburg-Preußens bildete die Grundlage für ein Luxus-, Mode- und Galanteriegewerbe. Warenzirkulation und Warenproduktion wurden durch infrastrukturelle Maßnahmen gefördert. 1649 wurden Schnellpostlinien eingerichtet, vor allem nach Sachsen und Hamburg. Künstliche Wasserstraßenprojekte verbesserten den Güterverkehr zu den Absatzorten. Die wachsende Aussicht auf Handelsgeschäfte führte zum Zuzug von Händlern aus dem Rheinland nach Berlin. Dazu gehörten Daniel Enckefort, Johann Weyler, Chambert, Daniel Stephani, Elard Esich. Dadurch verbreitete sich stetig ein großhändlerischer und kapitalistischer Erwerbsgeist in der märkischen Kapitale, der bei den Einheimischen die noch vorherrschenden zünftlerischen Vorstellungen verdrängte. Auch die Einwanderung von Hugenotten und die Ansiedlung von vermögenden Schutzjuden aus Österreich bewirkten im brandenburgischen Problemsektor Handel eine qualitative Weiterentwicklung zu Ende des 17. Jahrhunderts.

#### Handel, Kommercien und Manufakturen
Der Aufbau und Ausbau der Wohnbezirke, Palais und Schlösser sowie der Festungsbau belebte die Binnenwirtschaft. Die Einführung der Akzise beendete die Abhängigkeit des Kurfürsten von der Steuerbewilligung der Landstände, so dass diese zwar weiter existierten aber nach 1653 nicht mehr zusammentraten.
Das neu geschaffene stehende Heer, die Kurbrandenburgische Armee sicherte dem Kurfürsten die Machtansprüche im Inneren gegen die Stände und nach außen gegen auswärtige Mächte, mit denen Brandenburg-Preußen in der Mehrzahl der Jahre zwischen 1648 und 1688 partiell im Kriegszustand war. Vor allem das Schwedische Reich aber auch Polen-Litauen, das Königreich Frankreich und das Osmanische Reich gehörten zu den Kriegsgegnern Brandenburg-Preußens.
Die außenpolitische Stellung des Kurfürsten verbesserte sich durch den Vertrag von Wehlau von 1657 während des Zweiten Nordischen Krieges, in dem der gleichzeitige Herzog von Preußen die Souveränität über das Herzogtum Preußen vom polnischen König erhielt. Brandenburg wurde erneut mit dem Schwedeneinfall 1674/1675 von schwedischen Truppen besetzt, diese jedoch kurz darauf von einer brandenburgischen Streitmacht vertrieben.
Nach der zeitgemäßen wirtschaftspolitischen Lehre des Merkantilismus galt es, die Bevölkerung zu vermehren, das Steueraufkommen zu verbessern und ein Manufakturwesen aufzubauen und dieses durch Schutzzölle und Ausfuhrverbote vor fremder Konkurrenz zu schützen. Brandenburg besaß keine unternehmerische Bürgerschicht, so dass der Staat die entsprechenden Wirtschaftsaktivitäten zur Entwicklung des Landes mittels Leuchtturmprojekten anschob. Ein solches Projekt war der Aufbau einer Kurbrandenburgischen Marine und die Teilnahme an dem atlantischen Dreieckshandel, wozu Kolonien in Westafrika (Arguin, Groß Friedrichsburg) und der Karibik (St. Thomas) errichtet wurden. Die 1682 gegründete Brandenburgisch-Afrikanische Compagnie entsandte im selben Jahr eine Expedition an die westafrikanische Goldküste. Der Kommandeur, Major Otto Friedrich von der Groeben wurde beauftragt dort Handelsstützpunkte zu errichten. Die Kolonie Groß Friedrichsburg gehörte ab 1683 zu Brandenburg. Sie umfasste mehrere, durch Befestigungen geschützten Niederlassungen, an einem rund 30 Kilometer langen Küstenstreifen im heutigen Ghana. Als Hauptstützpunkt diente das Fort Groß Friedrichsburg. Von dort aus beteiligte sich Brandenburg am Dreieckshandel: Sklaven in die Karibik, Kolonialwaren nach Europa, spanischer Wein in andere europäische Länder bzw. Billigwaren nach Afrika. Obwohl die Rendite mitunter 300 bis 400 Prozent betrug, überstiegen die Aufwendungen die Erträge. Deshalb wurde Groß Friedrichsburg anno 1717 an die Vereinigten Niederlande verkauft. Viele der Initiativen versandeten, da die geringe gesellschaftliche Entwicklung keine Abnahme von höheren Gütern ermöglichte, da schlichtweg hierfür die Mittel nicht vorhanden waren. So produzierten die geschaffenen Manufakturen für einen sehr kleinen Markt und blieben auf ihren Waren sitzen, wodurch nach wenigen Jahren viele Unternehmungen wieder vom Markt verschwanden. Besser entwickelte sich die Situation der landeseigenen Domänengüter des Kurfürsten, der der größte Grundbesitzer in der Mark war. Ökonomische Verbesserungen der Landwirtschaft ermöglichten höhere Domäneneinkünfte, die einen erheblichen Anteil am Landeshaushalthatten.

### Die Mark Brandenburg als Kernprovinz der Monarchie Preußen (1701–1815)

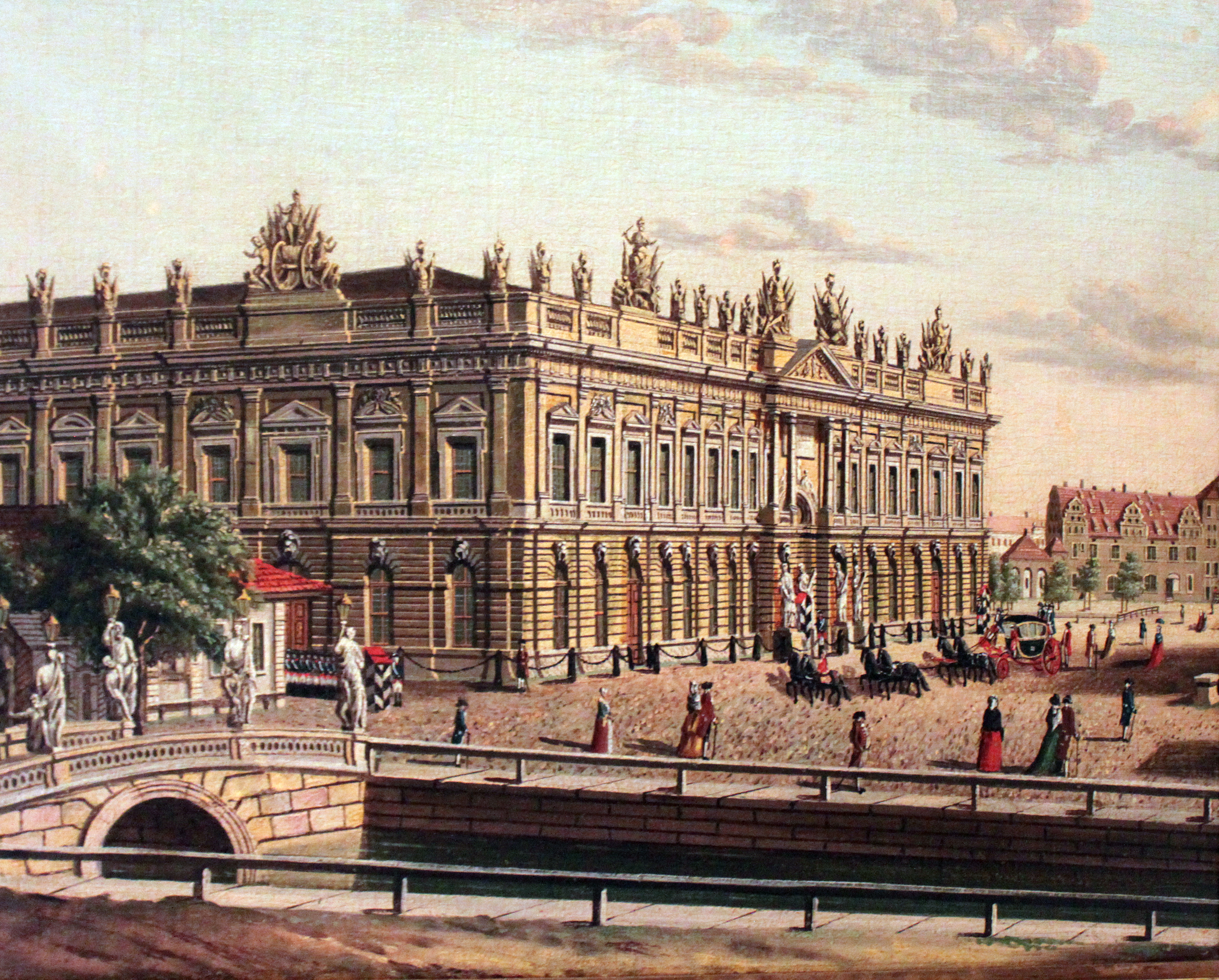
Zeughaus Berlin 1785, bedeutendster Barockbau der Stadt, erbaut von 1695 bis 1706

Repräsentanz und Status waren im Zeitalter des Absolutismus die Leitmaximen der Feudalherrscher. Zeitgemäß konkurrierten diverse deutsche Mittelstaaten, zu denen auch Brandenburg gehörte nach 1648 um den Aufstieg in die Reihe der Großmächte. Dafür war der Status als Souverän die Grundvoraussetzung. Durch geschickte Heiratspolitik hatten die Hohenzollern seit 1600 weitere diverse Territorien erworben, von der das Herzogtum Preußen das aussichtsreichste Territorium für den Zweck der Standeserhöhung wurde. Es bedurfte einer jahrelangen Diplomatie um dieses Ziel zu verwirklichen. Günstige außenpolitischer Moment ermöglichte schließlich am 18. Januar 1701 mit der Zustimmung des Kaisers zu diesem Projekt die Königskrönung Friedrichs III. von Brandenburg zum König Friedrich I. in Preußen. Damit wandelten sich die Bezeichnungen für Staat, Verwaltung, Armee, Münze usw. von „Kurmärkisch“ oder „Kurbrandenburgisch“ in „Königlich-Preußisch“ und die Mark wurde zur Zentralprovinz des sich herausbildenden Staates Preußen. Die Geschichte der Mark Brandenburg fällt fortan mit der Preußens zusammen, wobei die preußischen Könige den Titel „Markgraf von Brandenburg“, auf dem ihre Kurwürde beruhte, weiterhin führten.
Mit der Regierungszeit von Kurfürst Friedrich III. (1688–1713) setzte eine spürbare kulturelle Blüte in Brandenburg ein. Der erste preußische König entfaltete eine standesgemäße Hofhaltung mit dem Versuch eine beachtete internationale Geltung zu erreichen, wie beim Dreikönigstreffen 1709, wodurch die Haushaltsmittel überbeansprucht wurden. In Berlin entfaltete sich angefacht durch die Nachfrage des Berliner Hofs eine künstlerische Schicht, die viele Auswärtige Künstler, Musiker, Baumeister anzog. Die Hauptresidenz Berlin erfuhr in dieser Zeit ein planmäßiges Ausbauprogramm, das dem der Dresdner Residenzlandschaft in nichts nachstand. Überschwängliche Formengestaltung ganz im Sinne des Barocks prägte die Architektur, Kunst und Kultur dieser Zeit. Die Schattenseiten dieser Kulturpolitik waren eine Zunahme der Korruption und eine Verschwendungssucht während der Herrschaftszeit der drei schlimmen Wehs. In der Zeit erreichte die kleine Eiszeit mit dem Jahrtausendwinter von 1708/1709 ihren Höhepunkt. Die Große Pest von 1708 bis 1714 führte zu hohen Opferzahlen.

Friedrich II. inspiziert auf einer seiner Inspektionsreisen den Kartoffelanbau („Der König überall“, Gemälde von Robert Warthmüller).

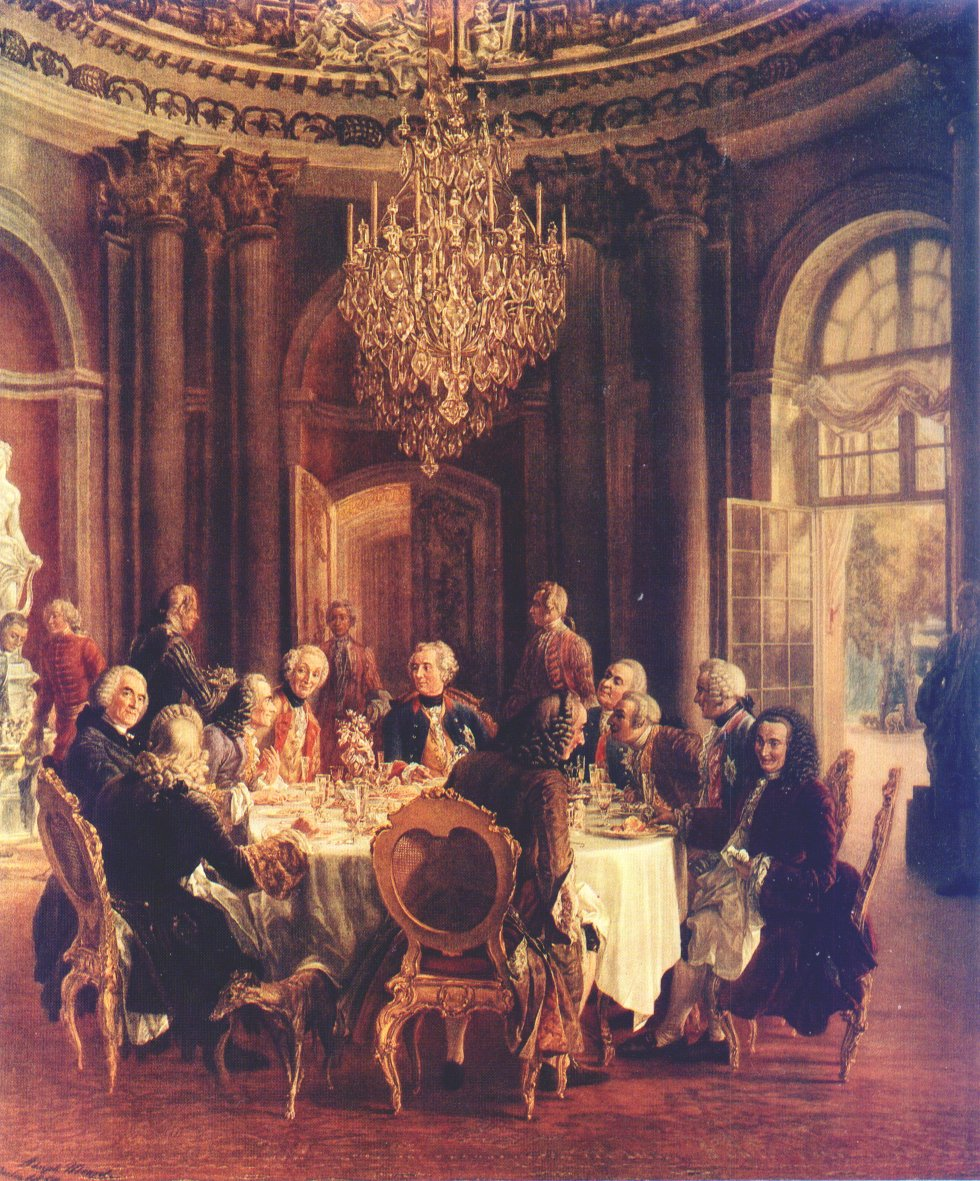
Adolph von Menzel: Tafelrunde König Friedrichs des Großen im Marmorsaal des Schlosses Sanssouci.

Nach dem Regierungsantritt des nächsten Königs Friedrich Wilhelms I. 1713 wandelte sich das Bild ins Gegenteil. Alles Militärische wurde zulasten des Zivilen bevorzugt, die Armee wurde zur Schule der „Nation“ und ein rigider Sparkurs wurde durchgesetzt, wodurch die kulturelle Blüte abrupt unterbrochen wurde. Die Hofhaltung wurde eingeschränkt. Statt opulenter Hoffeste im barocken Berliner Stadtschloss wurde das mit Militärs besetzte Tabakskollegium des eher kargen Jagdschlosses in Königs Wusterhausen Symbol für das neue funktionale und zweckgerichtete Denken dieser Zeit in Brandenburg und Preußen. Es herrschte ein rauer und maskuliner Umgangston am Königshof. Das noch junge Wissenschaftssystem in Brandenburg erfuhr eine geringe königliche Wertschätzung. Der entsprechende brandenburgische Repräsentant am Hof Jacob Paul von Gundling hatte dort eine unrühmliche Rolle inne. Königliche „Streiche“ galten vorwiegend ihm. So legten Beauftragte des Königs zwei junge Bären in sein Bett, die ihn verletzten. Im preußischen Verwaltungssystem wurden durch Verwaltungsreformen und Behördenumbauten bedeutende Fortschritte erzielt, die eine effizientere Mittelverwaltung ermöglichten. Das zu der Zeit errichtete holländische Viertel in Potsdam steht beispielhaft für den eher puritanischen Stil und Ästhetik, die sich in Formen und Strukturen der Zeit von 1713 bis 1740 vielerorts in Brandenburg widerspiegelte.
Das Enrollierungsreglement mit umfangreichen Beurlaubungen beendete die wilden Werbeexzesse und wurde zu einer Art frühmoderne Wehrpflicht für Männer. Die Armee wurde stetig vergrößert und in der Mark Brandenburg ein erheblicher Teil der Einheiten stationiert. Der Hallesche Pietismus und die mit dem Prügelstock des Königs vorangetriebene Sozialdisziplinierung bewirkte eine nachhaltige gesellschaftliche Konsolidierung der zur Mitte des 17. Jahrhunderts noch völlig zerrütteten gesellschaftlichen Verhältnisse. Auch der eher bildungsferne märkische Landadel hatte sich dem Willen des Königs unterzuordnen und wurde zusehends als Dienstadel und Offiziersreservoir für die Armee eingesetzt. Es setzte ein fortlaufender wirtschaftlicher und demografischer Wachstumsprozess ein, der von „oben“ dirigiert wurde. Mehr und mehr komplexer werdende gesellschaftliche, staatliche und wirtschaftliche Institutionen bildeten sich, initiiert und getragen von der märkischen Metropole Berlin mit Ausstrahlungseffekten in die peripheren märkischen Randgebiete. Die 1743 fertiggestellte Königliche Hofoper in Berlin war das erste Opernhaus Berlins und zeugte von dem gestiegenen gesellschaftlichen Niveau. Berliner Aufklärung und der aufgeklärte Absolutismus symbolisch verortet im Schloss Sanssouci des „Philosophenkönigs“ Friedrich II. waren das von der gesellschaftlichen Elite vertretende Gedankengut zur Mitte des 18. Jahrhunderts. Zahlreiche Legendenbildungen aus dieser für Berlin-Brandenburg günstigen Zeit erfuhren eine starke Verbreitung und haben sich noch immer im Allgemeinwissen erhalten und werden folkloristisch in Berlin-Brandenburg gepflegt. Solch ein Ereignis war zum Beispiel die Legende um die Auseinandersetzung des Müllers von Sanssouci mit dem König, die das Primat des Rechtsstaats vor persönlicher Willkür beschwor. Die berühmten Tafelrunden des Königs in Sanssouci mit bekannten Persönlichkeiten wie Voltaire blieben in den Geschichtserinnerungen der Nachwelt präsent.
Die Armee war 1740 hochgerüstet und eine der größten Europas, der Staatsschatz gefüllt, der neue König tatendurstig und die außenpolitische Lage günstig, um ein königliches Vabanquespiel auf der europäischen Bühne um den Erwerb des Großmachtstatus für den Hohenzollernstaat zu wagen. Den frühen Siegen bis 1744 folgten im Siebenjährige Krieg ab 1756 erhebliche Gefahren für die Fortexistenz des preußischen Staates. Die Mark Brandenburg wurde darin erneut in kriegerische Auseinandersetzungen verwickelt und Berlin mehrfach kurzzeitig von feindlichen Heeren besetzt (Berliner Husarenstreich). Auch wenn hauptsächlich der südliche Nachbar Sachsen getroffen wurde, führten feindliche Heere ihre Züge mehrfach durch die Mark. Die zivilen und militärischen Verluste waren hoch. Nach dem Krieg setzte ein staatlich vorangetriebener Wiederaufbau ein, der vor allem auf den Landesausbau und die Peuplierung abzielte (Friderizianische Kolonisation). Auch hier haben Legendenbildungen eingesetzt die tradierte historische Bilder noch immer bewahren. So soll der stetig in der Mark auf Inspektionsreisen befindliche nun „alte Fritz“ persönlich die Einführung des Kartoffelanbaus überprüft haben. Die Trockenlegung des Oderbruchs wurde als große Leistung stilisiert, die als Zugewinn einer Provinz mit friedlichen Mitteln bewertet wurde. Kolonisierungen führten noch im 18. Jahrhundert zu einer Anlage von mehreren hunderten neuen Orten in der Mark Brandenburg. Die Neusiedler waren vor allem Glaubensflüchtlinge aus Böhmen und auch Österreich. Inzwischen war der preußische Staat durch die Eroberung Schlesiens und den Teilungen Polens stetig gewachsen und nach innen gefestigt. Der ursprünglich märkische Charakter Preußens und die Bedeutung Brandenburgs für das Staatsgefüge ging weiter zurück. Die starke Ausrichtung des Gesamtstaates auf das Militärische führte zu einer zunehmenden Militarisierung in der Gesellschaft. Märsche, Exerzierübungen und Paraden auf den Stadtplätzen der Mark gehörten zu den alltäglichen Bildern dieser Zeit. Brandenburg war zu Ende des 18. Jahrhunderts gesellschaftlich verkrustet und wies eine überholte Agrarverfassung auf, die die Dynamik der gesellschaftlichen Entwicklung, vor allem die Freimachung der Produktivkräfte während der Protoindustrialisierung behinderte. Gesamteuropäisch wurde der Dritte Stand durch die französische Revolution mobilisiert und bedrohte das preußische Staatsgefüge.
Preußen durchlebte um 1800 eine Hybris auf allen Ebenen. Es hatte stark expandiert und befand sich in Europa außenpolitisch in einer fragilen Situation vor allem gegenüber dem expansiven napoleonischen Empire. Der Staat Preußen verlor 1807 den Vierten Koalitionskrieg gegen Frankreich. Brandenburg wurde von französischen Truppen besetzt. Am 26. Oktober 1806 ließ Napoleon seine Truppen im Lustgarten des Potsdamer Stadtschlosses eine Parade abhalten. In Berlin zog der siegreiche französische Kaiser am Folgetag mit seinem Heer ein. Für den preußischen Landesteil „Mark Brandenburg“ ging durch den Frieden von Tilsit an die napoleonischen Königreiche Westphalen und Sachsen die Altmark bzw. die Herrschaft Cottbus verloren. Es setzte mit den folgenden Preußischen Reformen ein umfassender gesamtgesellschaftlicher Modernisierungsprozess in Gesamtpreußen ein, von dem Brandenburg umfasst wurde. Die zu leistenden Kontributionen und auch das Besatzungsregime wurden als drückend empfunden und verstärkten die Ablehnung auf alles Napoleonische in der Bevölkerung. Während der Befreiungskriege wurde Brandenburg erneut Schauplatz von Kämpfen.
Als Preußen nach dem Wiener Kongress im Jahr 1815 in zehn Provinzen aufgeteilt wurde, kam die Altmark nicht an Brandenburg zurück. Die Mark Brandenburg ging in der neugeschaffenen Provinz Brandenburg auf, die nun auch vormals sächsische Gebiete umfasste. Die Provinz wurde in die Regierungsbezirke Potsdam (Prignitz, Uckermark, Mittelmark und die neuen sächsischen Gebiete) und Frankfurt (Niederlausitz und die östlich der Oder gelegenen Gebiete) eingeteilt. Provinzhauptstadt wurde Berlin.

## Bevölkerung und Gesellschaftsstruktur

### Landadel, Rittergutsbesitzer und Junker

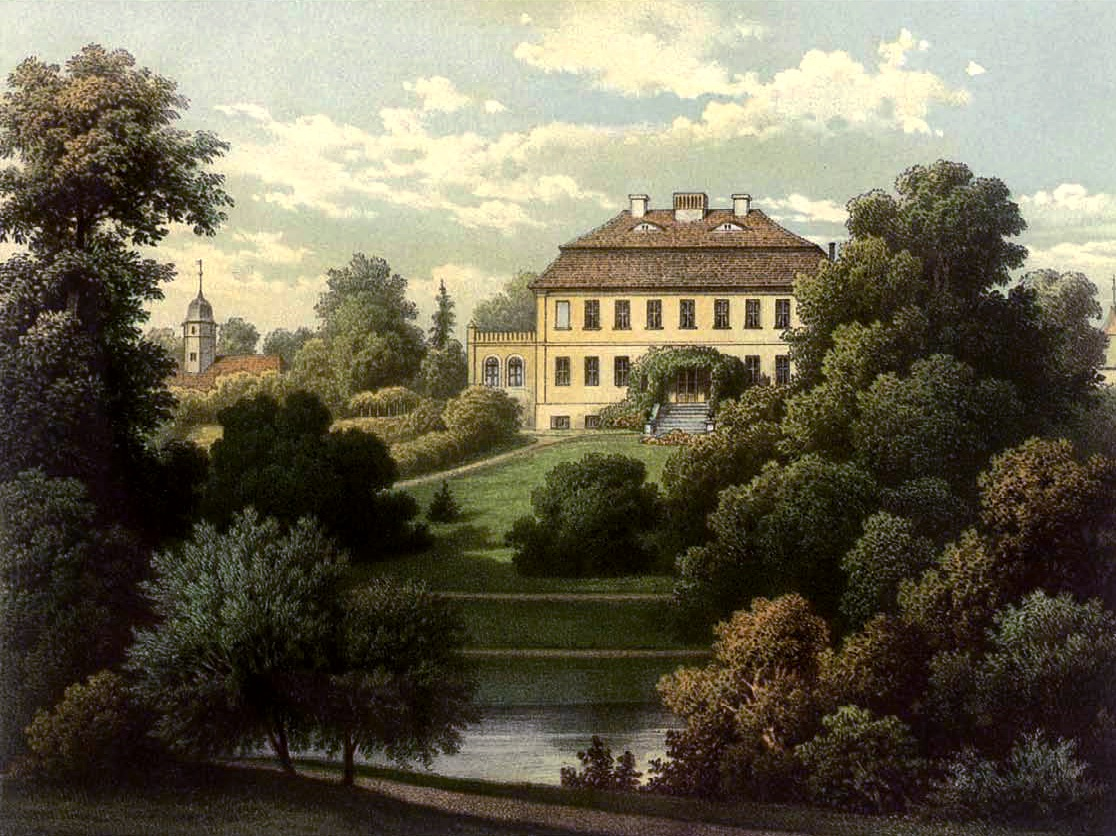
Das Gutshaus von Groß Fredenwalde im Besitz derer von Arnim

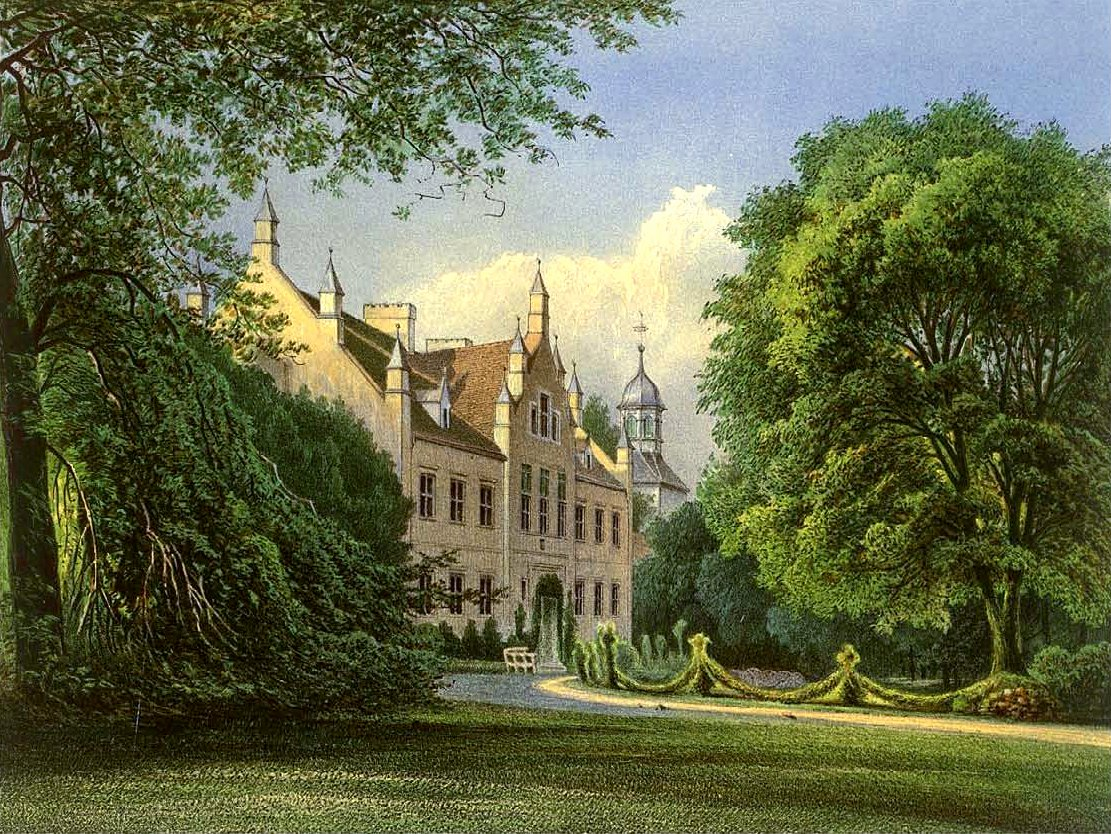
Schloss Friedersdorf im Besitz derer von Marwitz

Die Geschichte des märkischen Adels reicht bis ins 12. Jahrhundert zurück. Unter den Askaniern hatte sich eine adlige Oberschicht etabliert und Familiennamen wie Arnim, Rochow, Bredow, Gans von Putlitz, Ribbeck, Pfuel, Marwitz und Quitzow tauchten bereits in ersten Urkunden auf. Der brandenburgische Adelsgesellschaft gründete sich ursprünglich auf ritterschaftlichen Grundbesitz. Es gab die Unterscheidung in schlossgesessenen und nicht schlossgesessenen Adel. Angehörige schlossgesessenen Adels durften sich zumeist ursprünglich auf den Besitz von landesherrlichen Burgen berufen. Seit dem 16. Jahrhundert zeichnete in Brandenburg der Landesherr verdiente Amtsträger mit dem Privileg der Schlossgessenheit für einzelne Rittersitze aus, wodurch am Ende des 17. Jahrhunderts dieser Vorrang nicht mehr galt. Nach 1650 wurden verdiente bürgerliche Amtsträger nobilitiert oder untitulierte Adlige mit einem Freiherren- oder Grafendiplom ausgezeichnet. Diese bildeten den Briefadel. Durch die landesherrliche Standespolitik kam es seit dem 18. Jahrhundert zu einer Adelsinflation. Dadurch nahm die soziale Geschlossenheit der brandenburgischen Adelsgesellschaft ab und die Zahl der landlosen adligen Geschlechter und Familienzweige wuchs stetig. Während der Frühen Neuzeit war die Zahl der Adelssitze in Brandenburg eher rückläufig. Bezogen auf das Gebiet des heutigen Landes Brandenburg lag diese um 1600 bei 1600 Adelssitzen. 1800 waren es noch 1450 Adelssitze. Um 1500 gab es in Brandenburg 300 Adelsgeschlechter. Ein solcher Familienverbund umfasste in der Regel nur wenige Kernfamilien. Die Gesamtzahl der Adeligen stieg kontinuierlich im Rahmen eines allgemeinen demografischen Bevölkerungswachstums. Bedingt durch die zunehmende soziale Differenzierung durch die Einrichtung von komplexen gesellschaftlichen Institutionen, wie staatlichen Verwaltungen, Manufakturen, hochbezahlte künstlerische Hofämter und dergleichen wurden im weiteren Umfeld der Residenz altangesessene Geschlechter durch die zumeist kapitalstarken Angehörigen der neuen Eliten vom Gütermarkt verdrängt, wodurch sich die soziale Situation der brandenburgischen Ritterschaft verschärfte. Insbesondere die Lehen kleinerer Geschlechter dienten anderen Geschlechtern zur Arrondierung ihrer Ländereien. Dynastische lang anhaltende Verbindungen zum Grundbesitz und Gut waren daher in Brandenburg eher die Ausnahme und personelle-dynastische Fluktuationen auf den adeligen Gütern häufiger.
Wie in jedem mittelalterlich-frühneuzeitlichen Territorium Europas bestimmte auch in Brandenburg das Lehnswesen die Gesellschaftsordnung. Zwischen Landesherr und Adel stellte sich nach konfliktären Prozessen eine funktionierende Mächtebalance ein. Obwohl die Stände, in denen der Adel der stärkste Stand war, häufig bei Landtagen in Fragen zu Geldbewilligungen einen anderen politischen Kurs als die fürstliche Zentralmacht vertrat, funktionierte der Interessenausgleich. Nur der Adel in der Altmark stand in einer latenten Opposition zum König. Allerdings verschoben sich durch den chronischen Geldmangel der Kurfürsten, bedingt durch ein ungeregeltes Steuerwesen, die Lehnsverhältnisse in Richtung Gutswirtschaft und Gutsherrschaft. Die ursprünglich nur geliehenen Ländereien und Rechte gingen seit dem 15. Jahrhundert östlich der Elbe auf die als Junker bezeichneten Rittergutsbesitzer über. Der Landesherr duldete die Erweiterung der Rechte der Gutsherren und erkannte sie schließlich als erblich an. Nach 1653 verlor der Adel durch die fehlende Einberufung der Landstände durch den Kurfürsten an politischer Macht in der Landespolitik und auch in der Mark etablierte sich der Absolutismus.
Als Kompensation für das weggefallene Mitspracherecht des Adels in Landesangelegenheiten und um zu verhindern, das nach dem Dreißigjährigen Krieg eine Bauernflucht einsetzte, wurde die Schollenbindung von kurfürstlicher Seite gebilligt, auch um den Adel für die Bewilligung dauerhafter Steuern zu gewinnen.
Damit verbunden war aber auch die Statusänderung der freien Bauern in leibeigene Gutsabhängige. Die Zahl der freien Bauern wurde strukturell bedingt immer kleiner und Gesindezwang, Schollenpflicht und Erbuntertänigkeit wurden bis zur Bauernbefreiung in Preußen 1807 typische Beziehungsmerkmale zwischen Dritten Stand, den Bauern und dem brandenburgischen Landadel.
Der märkische Adel bildete eine heterogene soziale Schicht. Der brandenburgische Adel betrieb auf seinen Gütern häufig Landwirtschaft, war aber auch stark im preußischen Militär involviert. Größere Güter mit einem Wert von über 100.000 Reichstaler befanden sich lediglich in der Uckermark im Besitz der Familie von Arnim. Ansonsten verfügte der märkische Adel über mehrheitlich kleinere und mittlere Güter im Wert von 20.000 bis 50.000 Reichstalern. Der ärmere Adel suchte tendenziell die Nähe des Hofs und des Fürsten, während für reichere Familien der Staats- oder Militärdienst eher unattraktiv war. Bereits ab den 1660er Jahren begannen die Konturen zwischen Hofadel und Landadel stärker zu werden. Lediglich zehn Prozent des brandenburgischen Landadels diente im brandenburgischen Staat oder der Armee. Reformierte Nichtbrandenburger waren dort in der Mehrzahl im Dienst.

### Geistlichkeit
Die Geistlichkeit, der erste Stand hat weder vor noch nach der Reformation eine eigenständige Rolle gespielt und stellte sich unter den Schutz des Landesherren, deren Besitztümer säkularisiert wurden und dessen Institutionen in eine Landeskirche umgewandelt wurden.

### Bauern, Einlieger und Agrarverfassung
Die Mark Brandenburg im 18. Jahrhundert war ein Land der Güter- und zugleich der Untertanenhöfe. Von den 43.000 Haushalten der Kurmark waren 1725 noch 16750 Voll- oder Halbbauern (einschließlich der Fischer). Die Freie Bauernschaft hatte damit einen Anteil von 40 Prozent an der ländlichen Bevölkerung. 1788 stieg die Zahl der Haushalte der Freien Bauern numerisch leicht an auf 18.450 Haushalte bei einer Gesamthaushaltszahl von 74.350 Haushalten, womit ihr Anteil an der Landbevölkerung auf 25 Prozent fiel zugunsten der unterbäuerlichen Schichten. Daneben lebten auf dem Land unter anderen Gutsherren, Pächter, Verwalter, Förster, Pfarrer, Müller, Handwerker, Hirten.
1618 war das Flächenverhältnis zwischen dem Land der Gutswirtschaften und dem Untertanenland, also dem Land der freien Bauern vier zu fünf. Bis 1806 glich es sich auf eins zu eins an, die freien Bauern verloren also langsam am Flächenanteil zugunsten der Gutswirtschaft. Allerdings enthält die Statistik auch den Waldgrund. Der Anteil an den dörflichen Acker- und Weidenflächen betrug im 18. Jahrhundert nur 40 Prozent gegenüber mehr als die Hälfte der bewirtschafteten Fläche der Freien und Halbbauern. Auch Pfarrer und Kossäten bewirtschafteten kleinere Flächenanteile. Demnach waren die Freien und Halbbauern eine eigene ökonomische Potenz. Die Bauern und Kossäten mussten die in zwei von drei Dörfern vorhandenen Gutshöfe mitbewirtschaften. Dazu wurden örtliche Dienstregister geführt, welche die Leistungen je Bauern definierte. Der Fronanteil betrug meist zwei Tage in der Woche, konnte aber auch höher sein. In der Regel mussten zwei Personen je Bauer fronen. Dafür stellten die Bauern soweit es ihnen wirtschaftlich möglich war Knechte zur Frondienstleistung auf dem Gutshof ab.
Der Kurfürst besaß umfangreiche Domänengüter in Brandenburg. Der Anteil am kurfürstlichen Grundbesitz in der Mark Brandenburg betrug 40 Prozent im 17. Jahrhundert. Hierfür errichteten die Kurfürsten zur Verwaltung eigene landesherrliche Domänenämter (zum Beispiel das Amt Bernstein), 60 Ämter in der Kurmark und 30 Ämter in der Neumark.

### Städtisches Bürgertum und Zünfte, Manufakturarbeiter

Brandenburg an der Havel im Jahr 1791. Das von 1411 stammende Neustädtische Mühlentor wird hier mit seiner barocken Tordurchfahrt von Osten gezeigt.
Kolorierte Radierung von Johann Friedrich Nagel.

Das städtische Bürgertum war vergleichsweise arm und schwach ausgeprägt, ein politisch bedeutsames Städtewesen hat es zwar im Spätmittelalter gegeben, die Entwicklung des brandenburgischen Städtewesens stagnierte aber in der Folgezeit und fiel im nationalen Vergleich mit Ausnahme der einzigen brandenburgischen Metropole Berlin zurück.
Die Mehrheit des mittelständischen Bürgertums bildeten die Handwerker, die sich nach dem Vorbild der altdeutschen Städte in der Mark zur Wahrung ihrer gewerblichen Interessen in Zünften, auch als Gilden, Gewerken oder Innungen bezeichnet, zusammenschlossen. Sie erhielten seit dem 13. Jahrhundert ihre Satzungen und Rechte vom Landesherren oder den städtischen Obrigkeiten. Am häufigsten organisierten sich im Spätmittelalter die Gewerbe der Böttcher, Stell- und Radmacher, Loh- und Weißgerber, Sattler, Gürtler, die Schmiede und Riemenschneider als zunftmäßig genossenschaftlich. Die Wollenweber, Laken- und Tuchmacher bildeten in den meisten brandenburgischen Städten die mitgliederstärksten Zünfte.
Das städtische Bürgertum bestand aus den Personen mit Bürgerrechten im engeren Sinne und allgemein Personen mit gewerblicher Tätigkeit, gemeinhin Handwerker. Vertreter des Bürgertums waren über die immediatären (unmittelbare) Städte Teil der Ständevertretung und nahmen so Einfluss auf die landespolitischen Angelegenheiten. Allmählich wurde ihr Einfluss zugunsten des Landesherren zurückgedrängt. Das brandenburgische Bürgertum galt insgesamt als nicht sehr weitsichtig und wenig unternehmungsfreudig. Im 17. und 18. Jahrhundert stagnierten die meisten Städte und somit auch das städtische Bürgertum.
Erst ab 1731 wurden die Rechte der Handwerkerzünfte eingeschränkt, während die Manufakturarbeiter vielerorts eine nicht anerkannte Minderheit waren.
Die Anzahl der Manufakturarbeiter aller Gewerbebranchen in der Kurmark außerhalb der Innungen betrug 1800 31.940 Arbeiter. und in der Neumark 13.910 Manufakturarbeiter. Sie bildeten als eigene Sozialklasse den Ursprung der im 19. Jahrhundert sich formierenden Arbeiterklasse, die im Rahmen der während der Industrialisierung aufkommenden sozialen Frage in und außerhalb Brandenburgs Triebmittel der politisch organisierten Klassenkämpfe zwischen Besitzenden und den besitzlosen Schichten wurde.

### Militärangehörige und Garnisonen
Seit etwa 1650 verfügte der Gesamthohenzollernstaat über eine stehende Armee, die stetig anwuchs. Kasernen wurden erst ab dem 18. Jahrhundert errichtet, so dass die Mehrheit der Soldaten aber auch ihre Familien bei Bürgern in Städten und auf dem Land einquartiert wurden. Einige Städte wurden damit zu Garnisonsstädten und erhielten ein militärisches Gepräge zum Beispiel mit täglichen Exerzierübungen der Armeeeinheiten auf den zentralen Plätzen. Als bedeutende Abnehmerschicht für Waren aller Art wurde die Armee und ihre Angehörigen zu einem bedeutenden Wirtschaftsfaktor der Städte und des Landes.

## Bildung und Soziales

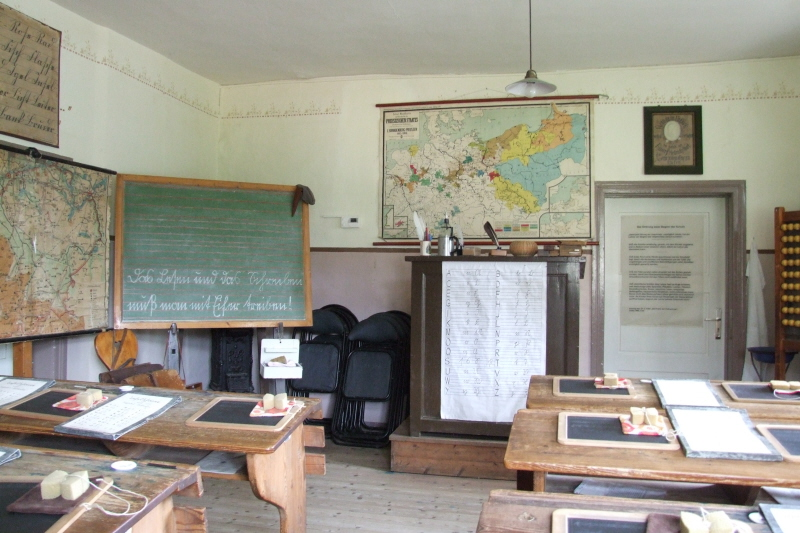
Unterrichtsraum des Schulmuseums Reckahn, Schule seit 1773

Die Kirche war traditionell zuständig für den Sozial- und Bildungsbereich. Mit Ausdehnung und Schaffung eines öffentlichen Raums unter Führung eines Zentralstaats übernahm nach und nach der Staat diese Aufgabenbereiche.
Im Mittelalter und der Frühen Neuzeit konnten in Brandenburg die wenigsten Menschen Lesen, Schreiben oder Rechnen. Dies bildete ein strukturelles Entwicklungshindernis, da höhere gesellschaftliche Institutionen nicht mit den klassischen mündlich überlieferten Wissenstransferstrategien, vergleichbar mit denen der mittelalterlichen Baumeister funktionierten. Seit dem Spätmittelalter hatte die Schriftlichkeit zugenommen und es entstand eine staatliche Bürokratie, für die es fähiges und geschultes Personal bedurfte. Da es daran in Brandenburg mangelte, kamen viele Experten von außerhalb. Eine folgenreiche Veränderung für den Landesausbau betraf die Gründung der brandenburgischen Landesuniversität in Frankfurt (Oder). 1506, wodurch im Land qualifizierte Juristen, Mediziner, Lehrer und Pfarrer geschaffen wurden. Dadurch wurden überhaupt Strukturen initiiert, die eine kontinuierliche Ausbildungs- und Forschungstätigkeit erst ermöglichten. Dazu gehörte die Ansiedlung von Druckereien, einen funktionierenden Buchhandel, der Aufbau einer Bibliothek.
In der Frühzeit des Buchdrucks schneidet die Mark Brandenburg im Vergleich zu anderen deutschen Territorien schlecht ab. Erst die Gründung der Viadrina, wo seit 1507 nachweislich gedruckt wurde, förderte den Buchdruck. Eine Blüte erlangte der sich nur zögerlich ausbreitende Buchdruck zur Mitte des 16. Jahrhunderts mit dem aus Nürnberg stammenden Drucker Johannes (Heins) Eichhorn (1524–1584). Ihm erteilte Kurfürst Joachim II. das Privileg für die Mark und beauftragte ihn mit dem Druck aller amtlichen und sonstigen Schriften. 1540 wurde der Wittenberger Drucker Hans Weiß nach Berlin berufen und erhielt das Privileg zum Druck. Dieser druckte die neue Kirchenordnung, amtliche Texte sowie literarische Erzeugnisse aus Berlin dieser Zeit. Er war gleichzeitig der erste Druckverleger Berlins. Nach seinem Tod wurde erst 1574 mit dem aus Basel stammenden Leonhard Thurneysser wieder in Berlin gedruckt. Nach ihm folgte in Berlin eine ganze Reihe von Druckern und Verlegern.
Im Zeitalter des Absolutismus gehörte die Förderung des geistigen Lebens zu den Aufgaben der Landesherrscher. Kurfürst Friedrich Wilhelm I. hatte erkannt, dass die Förderung der Wissenschaft eine Voraussetzung für die kulturelle und wirtschaftliche Entwicklung Brandenburgs war. Er entschied sich daher, seine private fürstliche Bibliothek einem begrenzten Lesepublikum, vor allem Hof- und Gelehrtenkreisen, zu öffnen. Seit 1661 gab es die „Churfürstliche Bibliothek“, die spätere Staatsbibliothek zu Berlin, und Johann Raue war ihr erster Bibliothekar. Die kurfürstliche, ab 1701 königliche Büchersammlung war im Apothekenflügel des Berliner Stadtschlosses untergebracht. Zu dem Zeitpunkt gab es einen Bücherbestand von 5.000–10.000 Exemplaren. Der Bestand wuchs bis 1688 auf 20.000 Drucke und 1.600 Handschriften, die im europäischen Vergleich eher bescheiden waren. Der König wollte die Literatur der Königlichen Bibliothek, die zuvor nur dem Adel, Ministern, Wissenschaftlern und höheren Staatsbeamten vorbehalten war, dem Bürgertum zugänglich machen. Im Jahr 1784 konnten die 150.000 Bände der nun „Königlichen“ Bibliothek zu Berlin in den Neubau gegenüber der Staatsoper Unter den Linden verlagert werden. Die Königliche Bibliothek sammelte die wichtigsten Werke der Aufklärung.
Es gab in den 1770er Jahren in Berlin noch vier Fachbibliotheken:
- Bibliothek von 1770 des „Séminaire de Théologie“ zur Ausbildung Theologen der französischen Gemeinde
- Bibliothek von 1770 der Bergwerks- und Hüttendepartements, der späteren Bergakademie
- Bibliothek von 1773 der 1740 gegründeten Gesellschaft Naturforschender Freunde zu Berlin
- Bibliothek der Freimaurerloge zu den drei Weltkugeln

Daneben gab es noch 61 größere Privatbibliotheken in Berlin.
Der Buchhandel fand in Berlin erst verhältnismäßig spät Einzug, als dieses Gewerbe schon in süd- und westdeutschen Städten wie Augsburg, Frankfurt am Main, Nürnberg oder Mainz eine Blüte erlebt hatte. 1750 gab es in Berlin 11 Buchdruckereien und 13 Buchhandlungen, darunter der schon seit 1614 bestehende Berliner Verlag Haude und Spener. Diese hatten den Bedarf des sich schnell entwickelnden Berliner Lesepublikums zu decken.
Bildungspolitisch wichtige Zäsuren stellten die Gründungen mehrerer höherer Schulen in der Mark Brandenburg dar, die als Vorbereitungsanstalten für die Landesuniversität in Frankfurt (Oder) dienen sollten. 1574 stiftete Kurfürst Johann Georg das städtische Gymnasium zum Grauen Kloster in Berlin, 1591 wurde mit der Saldria die erste höhere Bildungseinrichtung in der Altstadt Brandenburg/H. eingerichtet, 1607 wurde durch Kurfürst Joachim Friedrich das Joachimsthalsche Gymnasium eröffnet. Damit waren Grundsteine für die Hebung des frühneuzeitlichen Bildungsniveaus in Brandenburg gesetzt worden. 1681 wurde das Friedrichswerdersche Gymnasium in Berlin gegründet. Die Einwanderung der Hugenotten nach Berlin führte 1689 zur Gründung des Französischen Gymnasiums Berlin.

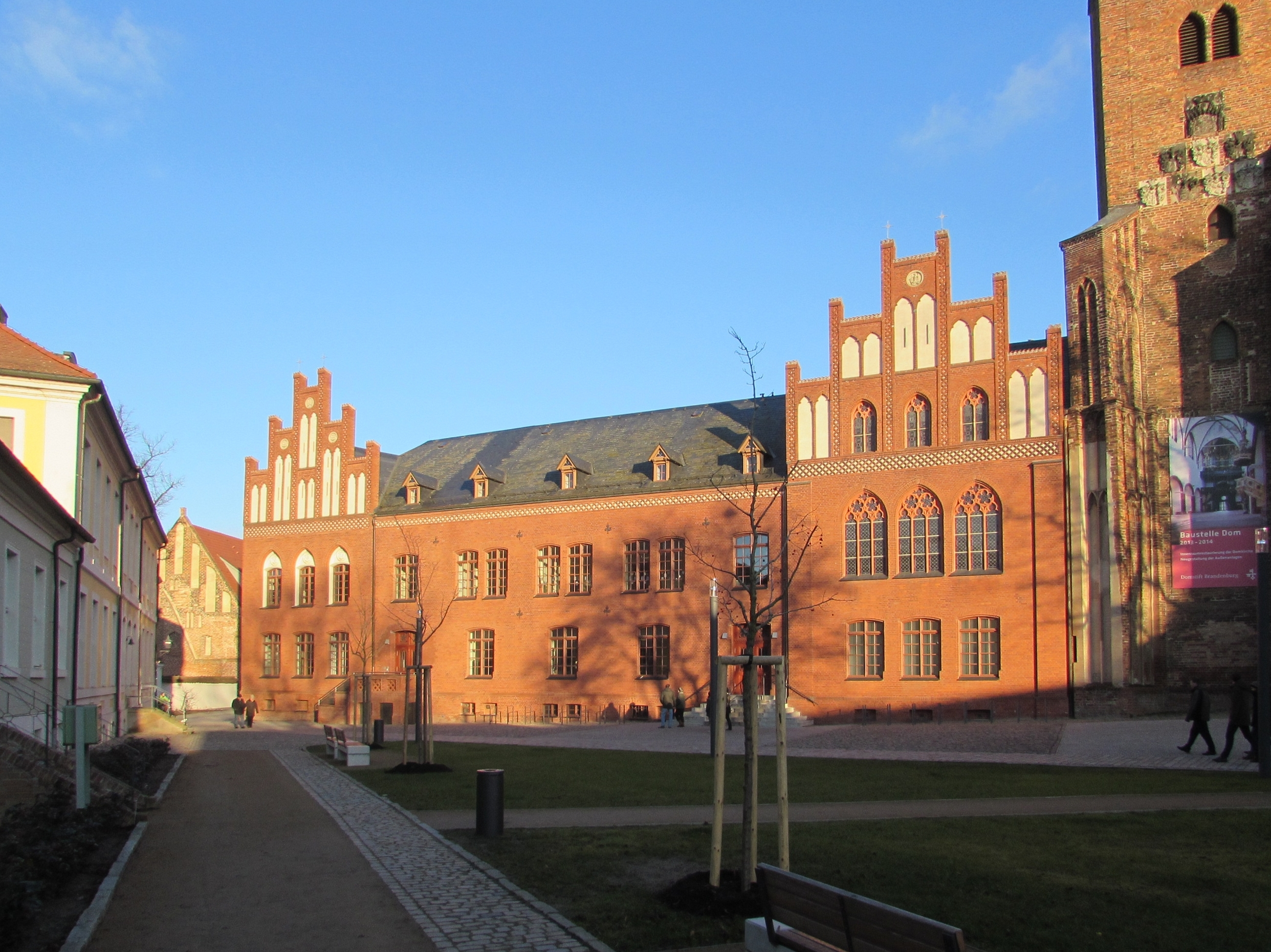
Gebäude der Ritterakademie in Brandenburg an der Havel

1701 wurde zeitgemäß wie andernorts die Königlich Preußische Akademie der Wissenschaften zu Berlin gegründet. 1704 wurde die Ritterakademie in Brandenburg an der Havel als Lehreinrichtung für den brandenburgischen Adel gegründet. 1705 folgte die Ritterakademie Berlin. 1696 wurde nach dem Vorbild der französischen und italienischen Lehranstalten für Malerei, Bildhauerei und Baukunst zur die Akademie der Künste und mechanischen Wissenschaften gegründet, eine Vorgängerinstitution der heutigen Universität der Künste Berlin.
Durch die Große Pest von 1708 bis 1714 initiiert, wurden in Preußen Pesthäuser errichtet, aus der sich die Charité in Berlin herausbildete. Am 28. Oktober 1717 folgt mit dem Erlass eines Edikts durch König Friedrich Wilhelm I. die Einführung der Allgemeinen Schulpflicht für jedes Kind von fünf bis zwölf Jahren in den preußischen Landen und damit auch in Brandenburg. Der Widerstand gegen die Schulreform wurde von den Eltern, Gutsherren, Kirche bis zum Generaldirektorium getragen. Das vorhanden sein von Baumaterial für die Schulhäuser stellten Mittel aus dem Staatshaushalt sicher. Königliche Prüfer bewerteten die Umsetzung der Anordnungen vor Ort, begleitet von immer neuen königlichen Erlassen die letztlich zu einem ansteigen der Zahl der Klippschulen auf dem Land führte und ein rudimentäres und primitives Bildungswesen mit einem gewissen Flächendeckungsgrad absicherte. 1724 gründete der König in Potsdam das Große Militärwaisenhaus als Versorgungseinrichtung für Waisen. Eine weitere staatliche Versorgungseinrichtung wurde das Invalidenhaus, für ausgediente Veteranen der Preußischen Armee.
Der Kurfürst Friedrich Wilhelm hatte mit dem Edikt von Potsdam eine im religiösen Sinne wirkende Toleranzethik im brandenburgischen Staat initiiert, die für das 18. Jahrhundert maßgeblich wurde. Die im 18. Jahrhundert voll ausgeprägte Geistesströmung der Aufklärung wirkte vor allem mit der Berliner Aufklärung von Berlin aus ins Brandenburger Umland und darüber hinaus. Der von der preußischen Stadt Halle ausgehende Hallesche Pietismus wirkte sich ebenso geistig auf das gesellschaftliche Leben und die Normenbildung in Brandenburg aus. Anders als auf dem restlichen platten Land hatte sich im Berlin und dessen Umland der 1750er Jahre ein höheres geistiges Leben entwickelt und es entstand bereits ein großstädtisches Flair, das begann sich mit den größten Städten Europas zu vergleichen. So gab es Literarische Salons und der von Potsdam und speziell durch die Tafelrunden Friedrichs II. vom Schloss Sanssouci aus initiierte Geist des aufgeklärten Absolutismus wirkte nachhaltig auf die Zeitgenossen ein und haben auch für die späteren Bewohner Brandenburgs eine identitätsstiftende Wirkung entfaltet.
In der zweiten Hälfte des 18. Jahrhunderts entwickelte sich in Berlin durch das ökonomische Erstarken des Bürgertums und seiner Emanzipation in der Zeit der Aufklärung eine nicht-höfische Öffentlichkeit. Gelehrte hielten öffentliche und private Vorlesungen in verschiedenen Wissenschaftsdisziplinen und sorgten so für die Verbreitung neuester Ideen und Erkenntnisse im Bildungsbürgertum.

## Kulturgeschichte, Personennetzwerke und Wissenstransfer
Bis in das 15. Jahrhundert hinein hatten die Klöster den größten Anteil an der künstlerischen Entwicklung in der Mark Brandenburg. Den Ausstattungsstücken der Kirchen gemeinsam ist ein niedersächsischer Einfluss. Dies gilt für die Werke der Goldschmiedekunst und für Einzelwerke wie diverse Vasa Sacra, Evangelistar(e), oder Fastentücher, deren Schaffung über das künstlerische Zentrum in Magdeburg angestoßen wurden. Kunstwerke des klerikalen angestoßenen mittelalterlichen Kunstlebens in der Mark Brandenburg umfassten darüber hinaus Bildwerke der Holz- und Steinskulptur, Wand-, Tafel- und Glasmalerei, Tauffünten. Während der Herrschaft der Luxemburger wurde die Prager Kunst normenprägend.
Bekannte Werke dieser Zeit sind:
- der Havelberger Lettner,
- die Wilsnacker Glasfenster,
- das monumentale Bernauer Flügelretabel.

Als regionale Zentren der Kunstproduktion erwiesen sich die kleinen handwerklich geprägten Städte wie Gardelegen, Stendal, Salzwedel, Seehausen, Wittstock, aber auch der Wallfahrtsort Werben, Berlin-Cölln und Tangermünde. Weitere Kunstproduktionsorte waren die Bischofsstädte Havelberg und Brandenburg. Insgesamt stand das mittelalterliche Brandenburg unter einer Vielfalt von Einflüssen aus benachbarten Regionen (Hamburg, Lübeck, Stettin, Schlesien, Leipzig, Magdeburg und Braunschweig), die an den Grenzen zu einer deutlichen Vermischung von Stilformen führte.
Im Spätmittelalter kristallisierten sich neben der landesherrlichen Residenz der Hohenzollern Berlin zahlreiche weitere Kulturzentren heraus, die bischöflich oder städtisch sein konnten. In der während der Reformationszeit lutherisch gewordenen Mark folgten keine Bilderstürme, so dass viele der mittelalterlichen Kunstgüter erhalten blieben.
Während seit der Renaissance beim südlichen Nachbarn Sachsen eine landesweite Hochkultur aufblühte, vollzog sich gleiches nicht in der Mark. Im 16. Jahrhundert befand sich Brandenburg noch auf der Anfangsstufe künstlerischer und schriftstellerischer Tätigkeit. Während der Renaissance kamen die Baumeister aus dem Kurfürstentum Sachsen zum Beispiel Caspar Theiss oder Hans Schenck. Vorbilder für die Bauvorhaben der brandenburgischen Landesherren waren die Bautätigkeiten der sächsischen Herzöge und Kurfürsten. Der sächsische Landesbaumeister Konrad Krebs entwarf das Berliner Schloss, das in seiner Fassadengestaltung zur Elbfront dem Torgauer Schloss Hartenfels sehr ähnelte. Nur wenige Bauten der Renaissance auf dem Gebiet der Mark haben überdauert, da die meisten von ihnen in nachfolgenden Bauepochen überformt wurden. Für den Berliner Dom lieferte der in Wittenberg ansässige Maler Lucas Cranach der Ältere bedeutende Werke, da es in Brandenburg keine Maler dieses Ranges gab, die eine Tradition hätten begründen können. Zwischen 1571 und 1598 entstanden sieben größere Werke zur Landes- und Regentengeschichte, die das gestiegene historische Interesse an dem Land dokumentierten. Die zumeist von Theologen verfassten Werke wie von Christoph Entzelt, Andreas Angelus, des Rektors Peter Hafftiz, Paul Creusing und des Juristen Zacharias Garcaeus blieben einfache chronikalische Darstellungen.
Da die Möglichkeiten für die Landesherren ein angemessenen Zeremoniell zu entwickeln begrenzt waren, waren diese dazu bis Ende des 17. Jahrhunderts auf den Kulturtransfer aus Westeuropa angewiesen. Jahrhundertelang kamen in wechselnder Intensität, doch kontinuierlich, westeuropäisches Kulturgut nach Brandenburg. Bei diesem Transferprozess ist Brandenburg als Empfängerland zu charakterisieren. Die Anstöße kamen im 17. Jahrhundert vor allem aus Holland, dann Frankreich später England. Diese Länder dienten in diversen Epochen wie Barock, Rokoko oder Frühklassizismus Brandenburg als nachzuahmende Vorbild- und Modellregionen. Unter Friedrich II. war vor allem der friderizianische Rokoko stilprägende Kunstform, die erstmals eine eigene regionale und charakteristische Prägung, hervorgerufen durch die Person des Königs innerhalb der europaweiten Modeerscheinung Rokoko aufwies. Die hohe Kunstsinnigkeit des Königs förderte die Entstehung eines höheren handwerklichen Kunstgewerbes in Potsdam und Berlin. Bedeutende Handwerker wie Johann Friedrich Spindler oder Heinrich Wilhelm Spindler (1738–1799) wirkten in dieser Zeit in Brandenburg und hinterließen vielfache künstlerische Ausstattungsgegenstände.
Die Kunstpflege der Hohenzollern unterlag im 17. und 18. Jahrhundert schroffen Wechseln. Im Vergleich zu Sachsen fällt die kulturelle Schaffenskraft auf dem Gebiet der Malerei und Druckgrafik in Brandenburg kleiner aus. Die brandenburgische Universitäts- und Messestadt Frankfurt (Oder) stand weit hinter ihrem sächsischen Pendant Leipzig zurück. In Frankfurt gab es keinen Maler der das Mittelmaß erreichte. Die kulturelle Bilanz der Ausstrahlung der brandenburgischen Städte in ihr Umland war bescheiden. In Schwedt an der Oder pflegte die Nebenlinie der Markgrafen von Brandenburg-Schwedt eine eigene Hofmalerei, jedoch ohne eigenes Gepräge. In Friedrichsfelde trug der dort lebende Markgraf Karl von Brandenburg-Schwedt eine Gemäldegalerie zusammen. Rheinsberg wurde durch den Prinzen Heinrich ein Kulturzentrum. Im Gegensatz zu Dresden besaß der Höhere Adel in Berlin und Potsdam keine eigenen Schlösser Gemäldesammlungen. Die einzige Ausnahme bildete der Graf von Schulenburg. Auf dem Gebiet der Skulptur sind dank der Schlüterschule die Leistungen in Brandenburg den sächsischen eher gleichwertig.

## Religion

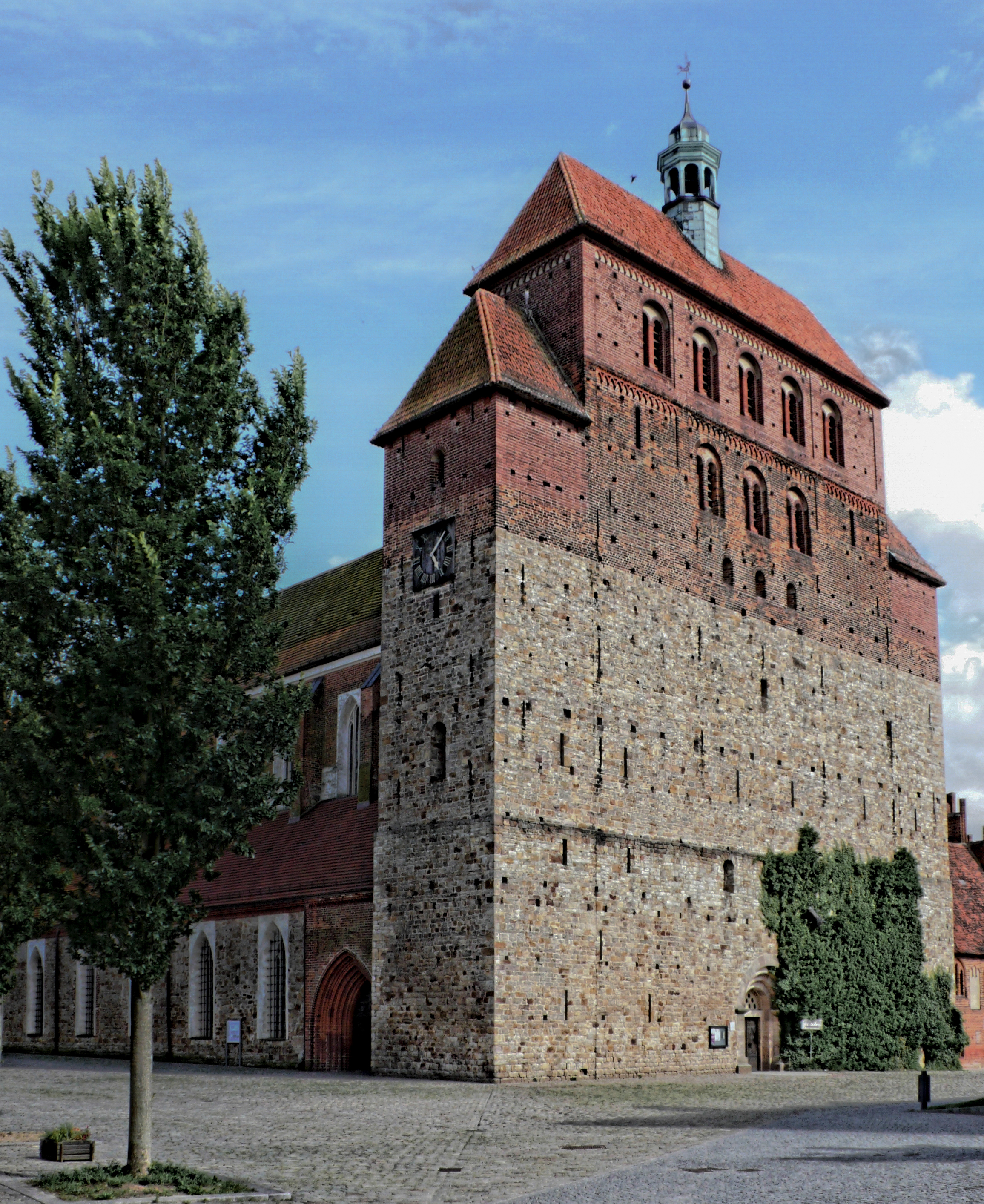
Der im Stil der Romanik errichtete Havelberger Dom

Bei der Erschließung des Landes waren auch Orden beteiligt. Insbesondere ist die Zusammenarbeit des Markgrafen mit dem Templerorden (nach 1312: Johanniterorden), mit dem Prämonstratenser- und dem in der Siedlungsarbeit besonders robusten Zisterzienserorden zu nennen. Die erfolgreiche Besiedelung des Gebietes östlich der Elbe und die Errichtung der Mark durch die Markgrafen wurde durch die Christianisierung der slawischen Bevölkerung durch die Klöster ermöglicht.
Otto I. stiftete 1180 das Kloster Lehnin, das älteste der Zisterzienser in der Mark, das seit 1184 Grablege der askanischen Markgrafen wurde. Es gründete drei Tochterniederlassungen (Filiation). Für das Kloster in der Zauche konnten in 115 überwiegend märkischen Ortschaften Besitzungen nachgewiesen werden. Der schon von Albrecht ins Land geholte Prämonstratenserorden hatte sich in den wieder- und neueroberten Gebieten inzwischen vom Partner zum Konkurrenten entwickelt, so dass schon Albrecht sich bemühte, dessen Einfluss einzuschränken. Deswegen traten initiiert durch Otto I. die Zisterzienser die Nachfolge der Prämonstratenser an und prägten das Land fortan stark.
Die Eigenwirtschaft spielte ab dem Spätmittelalter kaum eine Rolle für die Klöster, da sie feudale Renten und Abgaben erhalten haben. Die Klöster lagen nicht in der Einöde, sondern im bereits besiedelten Raum an Straßengründungen. Die Verwertung der Einkünfte stand bei der Wirtschaft der ostelbischen Zisterzienserklöster im Vordergrund. Folglich war die Bedeutung der Klöster für den Landesausbau geringer, als es in der älteren Geschichtsschreibung traditionell postuliert wurde. Für territoriale Schenkungen durch die Markgrafen zur Sicherung von Grenzgebieten wurden nicht die Zisterzienser, sondern geistliche Ritterorden in besonderem Maße herangezogen. Die Zisterzienserklöster waren nur in einem geringen Maß Zentren wissenschaftlicher Bildung.
Im Lauf der Zeit und in wechselnden Grenzen beherbergte die Mark Brandenburg 96 Klöster, Kommenden und Stifte (inklusive Verlegungen). Die Zentren der kirchlichen Herrschaft in der Mark waren bis zur Reformation die drei märkischen Bistümer Brandenburg, Havelberg und Lebus. Alle Klöster mit wenigen Ausnahmen wurden während der Reformation säkularisiert.

## Wirtschaft
Der Agrarsektor war der größte der drei Wirtschaftssektoren der brandenburgischen Wirtschaft. Die Agrarverhältnisse waren aus Erzeugersicht für den Bauernstand ungünstig, da eine kleine adelige Gutsherrenschicht die Masse des bewirtschafteten Landes besaß und die Bauern diesen Dienstpflichtig waren. Der Sekundärsektor gewann erst im 18. Jahrhundert eine größere Bedeutung für die märkische Volkswirtschaft. Die Masse des Sekundärsektors bestand aus den Mitgliedern der Zünften, die einer handwerklichen, kleinteiligen und vormodernen Produktionsweise nachgingen. Eine standardisierte Massenproduktion wurde erst nach und nach volkswirtschaftlich verbreiteter. Der Handel und das Finanzwesen des Tertiärsektors gehörte zu den am geringsten ausgeprägten Sektor. Es waren hier vor allem Zugezogene, die die Kompetenz und das Kapital von außen in die Mark einbrachten. Dazu gehörten vor allem die Juden aber auch französische Exilanten.

### Landwirtschaft

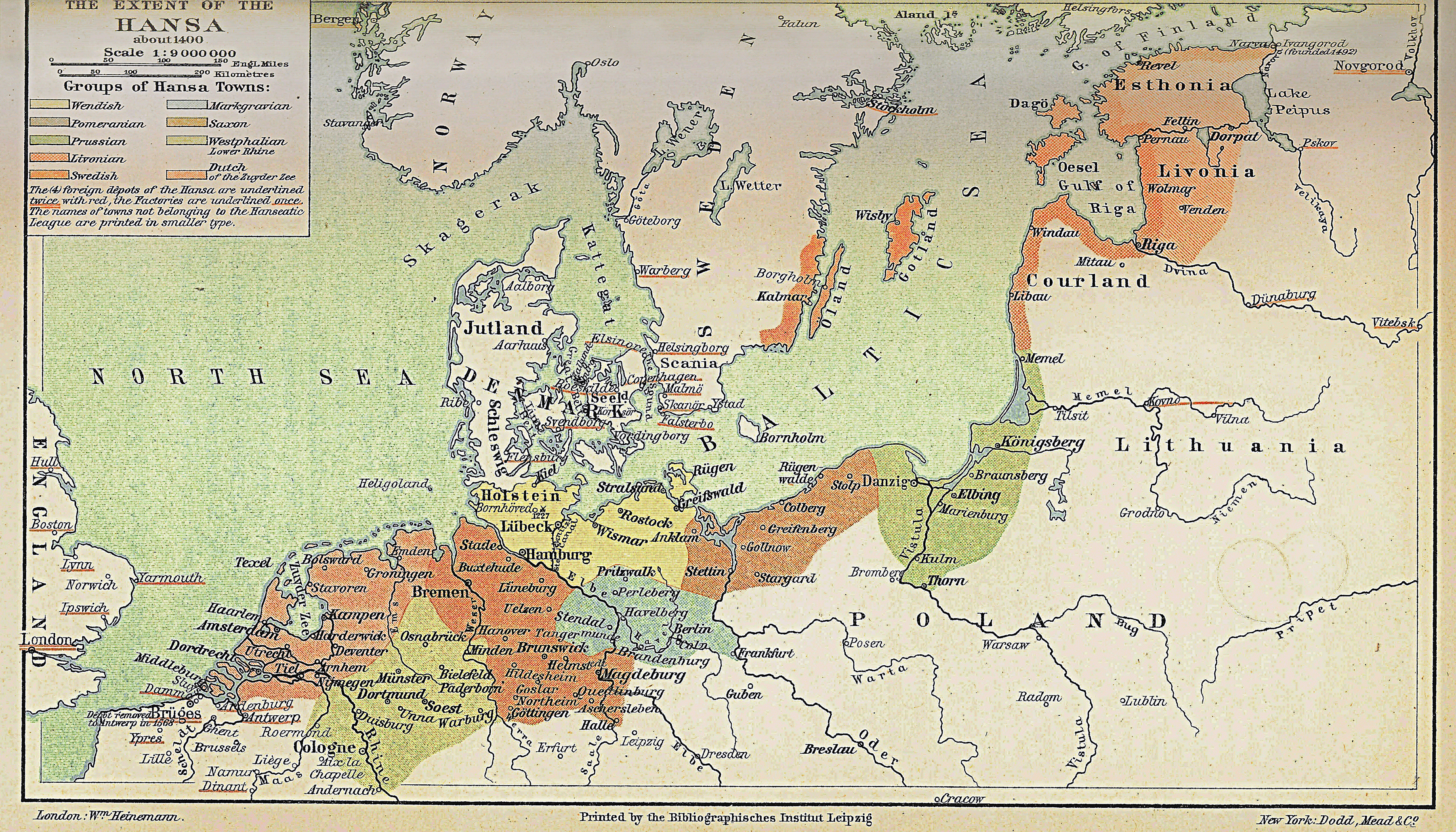
Die Mark Brandenburg war im Mittelalter als Agrarproduzent und -exporteur in den hanseatischen Wirtschaftsraum integriert

Mit der dauerhaften Besiedlung märkischer Landschaften durch deutsche Kolonisten kam durch die Gründung deutscher Bauerndörfer und die Anlage von Ackerfluren ein geregelter Feldanbau zustande. Dieser basierte auf einer Hufverfassung und der Dreifelderwirtschaft und war die Grundlage des ländlichen Wirtschaftslebens bis zum Ende der Frühen Neuzeit.
Die wirtschaftliche Situation des Landes hatte sich seit der Gründungs- und ersten Konsolidierungsphase zwischen 1200 und 1250 stark verändert. Das Land war ganz auf die landwirtschaftliche Produktion ausgerichtet. Der Nachteil einer insgesamt minderen Bodengüte, die vornehmlich Roggen- und Gersten- aber nur selten Weizenanbau zuließ, wurde ein wenig dadurch ausgeglichen, dass mitunter auf kleinstem Raum sehr unterschiedliche Bodentypen zu finden sind, so dass in extrem trockenen oder nassen Jahren jeweils nur Teile der Ackerflur betroffen wurden und Totalausfälle der Ernten im Gegensatz zu vielen anderen Territorien des Reiches selten waren. Die in weiten Teilen der Mark vorhandene schlechte Bodenqualität führte zu niedrigen Erträgen. In manchen Gegenden laugte der Boden so schnell aus, dass nur in Abständen von sechs, neun oder zwölf Jahren ausgesät wurde. Dazu kamen ganze Landschaften mit Sandböden und Sumpfland, in denen gar nichts angebaut werden konnte. Daneben gab es Gebiete wie die Altmark, die gute Anbaubedingungen besaßen.
Nach der Durchsetzung der Dreifelderwirtschaft, die zwischen dem 8. und 13. Jahrhundert für weiteste Bereiche der mitteleuropäischen Landwirtschaft einen entscheidenden, aber kaum steigerbaren Entwicklungsfortschritt brachte, blieben die Möglichkeiten der Produktionssteigerung in der Landwirtschaft bis zur industriellen Aufbruchsepoche beschränkt auf wenige Regionen, die durch Klima, Bodengüte, Agrarverfassung, Verkehrs- und Marktbedingungen in besonderer Weise begünstigt waren. Die Möglichkeiten des Fortschritts ergaben sich ferner fast ausschließlich für den kleinen Kreis geistlicher, adliger und bürgerlicher Grundbesitzer, deren landwirtschaftliche Betriebseinheiten ausreichende Größe, Geschlossenheit und Marktnähe aufwiesen.
Neben dem Eigenbedarf produzierten die Bauern Getreide, vor allem Roggen, aber auch Hafer und Gerste zur Begleichung der Pacht an den Grundherren und zusätzlich zur Versorgung für die großen Städte der Mark. In der Mark gab es im Mittelalter zwar viele, aber nur kleine Rittergüter, die Mengenbezogn nicht alleine die Marktproduktion erwirtschafteten. Die Mark Brandenburg war Teil des großen hansischen Wirtschaftsraumes, über den diese ihr Getreide nach Westeuropa exportierte. Als Sonderform der Agrarproduktion galten die Imkerei und der Fischfang. Wein wurde im Mittelalter in einem lokalen Rahmen produziert.
Die brandenburgische Landwirtschaft blieb abhängig von den europaweiten Wechsellagen der Konjunktur sowie entsprechender politischer Ereignisse und staatlicher Maßnahmen. Das ganz auf den Agrarexport ausgerichtete Land erfuhr durch die im späten 13. Jahrhundert einsetzende und durch das gesamte 14. Jahrhundert währende sogenannte spätmittelalterliche Agrarkrise schwere Rückschläge. Der Ausbau von Getreideanbauflächen war angesichts eines immer stärkeren Getreidebedarfs in den stark wachsenden Wirtschaftsregionen vor allem Westeuropas erfolgt. Bevölkerungsstagnation und andere Ursachen, zu denen auch Epidemien und Klimaänderungen gezählt werden, ließ dagegen die Nachfrage und damit den Preis über einen langen Zeitraum kontinuierlich sinken. Darunter litt neben den bäuerlichen Produzenten, die nunmehr kaum noch am Geldverkehr teilnehmen konnten, auch der Adel, der noch vor allem auf Naturalabgaben seiner bäuerlichen Hintersassen angewiesen war. Es setzte eine Abwanderungsbewegung vom Land in die Stadt ein. Agrarflächen wurden aufgegeben, zahlreiche Dörfer fielen wüst.
Der Spätmittelalterlichen Krise folgte die Agrarkonjunktur mit ihrer „Vergetreidung“ vom Ende des 15. bis Beginn des 17. Jahrhunderts. Der brandenburgische Adel begann zu dieser Zeit seine landwirtschaftlichen Eigenwirtschaften zu vergrößern, um Getreide zu exportieren. Sie erhöhten ihre Flächen durch Nutzbarmachung von Ödland, durch Auskäufe oder durch Bauernlegen (Enteignungen), (siehe Hauptartikel: Preußische Agrarverfassung). Durch den erhöhten Landanteil stieg der Bedarf an Fronarbeit. Der Grundbesitzende brandenburgische Landadel produzierte Getreide für den Export und konnte während des langanhaltenden wirtschaftlichen Aufschwungs im 16. Jahrhundert in Europa hohe Vermögenswerte erwirtschaften. Im Gegenzug zur ausgeprägten Getreidelastigkeit der landwirtschaftlichen Produktionsstruktur wurden kaum hochwertige landwirtschaftliche Produkte wie Wein (im Mittelalter noch angebaut), Krapp, Flachs, Barchent, Wolle und Seide produziert.
In der Kurmark wurde 1594/1595 16.700 Tonnen Gerste und 1620 16.000 Tonnen Braugerste verbraucht. Gardelegen allein benötigte zur Herstellung seiner berühmten Biermarke Garley pro Jahr zwischen 2500 und 3000 Tonnen Gerste. Große Mengen dieses Getreides wurden daher aus der Altmarker Börde importiert, wobei die Kurmark gleichzeitig größere Mengen Gerste exportierte.
Seit 1558 durfte der Kurfürst mit kaiserlicher Erlaubnis an der nördlichen Elbgrenze in Lenzen eine Zollstation betreiben und einen Neuen Kornzoll erheben. Dieser Zoll betraf sowohl die Ausfuhr als auch die Durchfuhr und der sonst zum zollfreien Export berechtigte Adel war diesem unterworfen. Im Jahr 1563/64 wurden über Lenzen 8900 Tonnen Getreide Richtung Hamburg exportiert. Das Getreide der östlichen Gebiete der Mark ging vorwiegend über Stettin in den Export. Der dortige Umschlag an brandenburgischen Getreide betrug jährlich um die 3860 bis 5150 Tonnen Getreide. Ein mengenmäßiger nennenswerter Export nach Sachsen oder Mecklenburg fand nicht statt, so dass beide Ausfuhrorte den größten Anteil des kurmärkischen Getreideexportes abbilden. Insgesamt blieb die Ausfuhrmenge an Getreide bis 1620 auf einem gleichen Niveau stabil und betrug auch in guten Jahren nicht mehr als 10.000 bis 15.000 Tonnen. Im Vergleich dazu war der Danziger Getreideexport, das auf einem südlichen Einzugsgebiet von rund 200.000 km² basierte, zwischen 70.000 und 120.000 Tonnen groß. Die Kurmark war demnach ähnlich intensiv in den europäischen Getreidehandel eingebunden wie Polen zu der Zeit. Die für den Export produzierte überschüssige Menge Getreide reichte, um zusätzlich rund 50.000 Menschen zu versorgen.
Der Agrarkonjunktur folgte die bis in das 18. Jahrhundert hineinwirkende Krise durch die Verluste des Dreißigjährigen Krieges. Zahlreiche Dörfer lagen wüst, Grund und Boden waren jahrelang nicht bewirtschaftet, verunkrautet und mit Gestrüpp und Bäumen bewachsen. Die Ernteerträge gingen zurück, Dämme und Gräben waren verfallen, an Flussläufen waren ackerbauliche Arbeiten zum Erliegen gekommen. Insgesamt schrumpfte die landwirtschaftliche Nutzfläche. Lagen Bauernhöfe wüst gab es weniger Vieh, durch weniger Vieh gab es weniger Dünger, die Bodenfruchtbarkeit ließ nach und dies bedeutete wiederum geringere Erträge. Das Zugvieh war kriegsbedingt meist rekrutiert und verschleppt und die verbliebenen Bauern spannten sich selbst oder ihre Familienangehörigen vor den Pflug.
Die in der Mark Brandenburg neu angesiedelten ausländischen Kolonisten des 17. und 18. Jahrhunderts führten zur Diversifizierung und Angebotserweiterung des vorhandenen Produkteportfolios. Vermutlich wurde der Tabakanbau von den Hugenotten in der Uckermark und im Barnim eingeführt. Ende des 17. Jahrhunderts war sein Anbau bereits weit verbreitet. Hopfen und Wein wurden angebaut, konnten bei dem Klima aber nicht dauerhaft gedeihen. So fanden Konditionierungen der Anbauflächen für neue „Rohstoffe“ verbreitet statt, die die Grundlage für diverse Gewerbe wie Tabak- und Seidenproduktion, weitere Textilproduktion legten oder nutzten.
Es gab Reformversuche der brandenburgischen Landwirtschaft, die vor allem wegen der starren Agrarverfassung begrenzt blieben. 1703 legte Christian Friedrich Luben im Auftrag des Königs ein Reformpaket zur Verbesserung der Landwirtschaft vor. Er erkannte die Probleme der Agrarproduktion an dem überkommenen System der Gutsherrschaft. Die Gutsherrschaft und die Agrarverfassung verhinderte die Freisetzung der ländlichen Bevölkerung, zum Beispiel als Arbeitskräfte für Gewerbe und begrenzte damit die wirtschaftliche Dynamik. Der Besitz der Güter war weit verstreut, übermäßig viele Flächen lagen brach. Der Versuchsansatz von Christian Friedrich Luben die Domänenvorwerke (die dem Kurfürsten gehörten) aufzulösen und in Parzellen zu verkaufen scheiterte an der Domänenverwaltung und am Adel. Beide Akteure waren nicht bereit oder fähig, auf das Frondienstsystem und die großen Güter zu verzichten. Die mit Frondiensten bewirtschafteten Großbetriebe ließen sich nicht beseitigen. Daher versuchte man über „Egalisierungen“ die Stellgrößen in einem Dorf anzugleichen um einen Ausgleich zwischen großen und kleinen Bauernhöfen zu erzielen, damit Frondienstbelastung und Leistungsfähigkeit in ein tragfähiges Verhältnis gebracht wurden. 1749 wurde erstmals der „Bauernschutz“ erklärt. Die Aufhebung des Gesindezwanges 1763 bedeutete eine wesentliche Verbesserung für die Untertanen.
Erste Verbesserungen brachte die Aufhebung der Gemengelage und ermöglichte damit die großflächigere Bearbeitung der Felder. Die Hufen des Adels und der Domänen lagen seit dem Mittelalter im Gemenge mit den Bauern und Kossäten. Es folgte 1770 die Auflösung dieser Feldgemeinschaft mit dem Ergebnis, das die großen Güter sich den besten Boden sicherte und ihre Hufen verkoppelten und zu großen Schlägen vereinen konnten. Um 1800 war die Separation der Bauern kaum eingeleitet. Die Überwindung der Dreifelderwirtschaft stand bei ihnen noch aus. Das Frondienstsystem als solches blieb abzuschaffen und die Güterfreiheit herzustellen. Um 1800 war das ländliche Leben und Arbeiten weiterhin von der alten Agrarverfassung bestimmt. 1800 gab es in Brandenburg bei 2000 Dörfern 1200 Großbetriebe auf den Domänen, im Besitz des Adels, des Johanniterordens, anderer geistlicher Korporationen, der Städte, Universitäten sowie bürgerlicher Gutsbesitzer. Das Oktoberedikt vom 9. Oktober 1807 hob schließlich die Erbuntertänigkeit für Bauern auf.
Die aus dem Mittelalter stammenden Grundsätze des Ackerbaus waren durch Dreifelderwirtschaft, Feldgemeinschaft und Flurzwang gekennzeichnet. Durch umfangreiche Brache und Mangel an Düngemitteln war die Ertragsfähigkeit beeinträchtigt. Die Weidewirtschaft setzte nur wenig Dung zur Düngung des Bodens ein, das Vieh war nicht gut genährt. Große Umwälzungen blieben im 18. Jahrhundert aus, dennoch erfolgten für das reformbedürftige Agrarwesen im 18. Jahrhundert unzählige einzelne Verbesserungsmaßnahmen. Durch Meliorationen von Sumpfgebieten, also Trockenlegung zum Beispiel im Oderbruch wurde neues Agrarland gewonnen. Die traditionelle Dreifelderwirtschaft wurde verbessert, die Brache ging zurück. Seit 1770 wurde auf den großen Domänengütern die „englische Wirtschaft“ eingeführt, die eine Standardfolge des Fruchtwechsels im Vierjahresrhythmus vorsah. 1780 gingen einige Güter zur mecklenburgischen Koppelwirtschaft über. Der Anbau von Nutzpflanzen wie Rüben, Luzerne, Lupine und Klee erweiterte das Produktangebot und trug direkt aber auch indirekt durch Viehverfütterung zur Verbesserung des Bodens bei. Die Viehhaltung steigerte sich bis 1800 um 40 Prozent gegenüber 1750, die Stallfütterung nahm zu. Der dadurch gestiegene Dunganfall weitete die Düngung der Böden aus, wodurch die durchschnittliche Ertragsleistung pro Flächeneinheit in den 1780er und 1790er Jahren gesteigert wurde. die Verbreitung des Merinoschafs ist eine wichtige Neuerung bei den Nutztieren gewesen. Der englische Schwingpflug und die englische Egge wurden seit den 1760er Jahren eingeführt um den Boden tiefer zu pflügen. Die Einführung des Kummetgeschirrs verstärkte die Zugleistung des Pferdes, auf den Gütern und Domänen kamen erste Formen der Drillmaschine zum Einsatz. Nach der Hungerkrise Anfang der 1770er Jahre in der Mark nahm der Kartoffelanbau rasch zu. Schätzungen zufolge vergrößerte sich die Erntemenge der Kartoffeln von 1765 bis 1801 von 5.200 Tonnen auf 103.000 Tonnen. Diese Tatsache spiegelt auch das Gedicht von Hoffmann von Fallersleben Märkische Nationalhymne wider. Die kultivierte Fläche hatte sich erweitert und die durchschnittlichen Flächenerträge in begrenzten Maß verbessert. Das Spektrum des Pflanzenanbaus und der Tierhaltung hatte sich erweitert. Es konnten mehr Menschen außerhalb der Landwirtschaft von den Agrarproduzenten ernährt werden.

#### Tierzucht
Die Viehzucht erstreckt sich hauptsächlich auf Pferde, Rindvieh- und Schafzucht. Im Jahre 1756 hatte die Kurmark einen Bestand von 322.989 Stück Rindvieh, der bis 1801 auf 454.555 Stück Rind anstieg. Die Stadt Berlin allein hatte in diesem Zeitraum einen Rinderbedarf (Fleisch, Leder etc.) von 58.000 Rinder im Jahr. Die Schafzucht war ein Haupterwerbszweig der Mark Brandenburg und diente neben der Schaffleisch- und Schafmilch- (z. B. Weiterverarbeitung zu Käse) der Wollproduktion, dem Grundstoff für die Tuchproduktion. Der Gewerbebedarf an Wolle führte zur Ausweitung der Schafhaltung. 1797 gab es 1.629.296 Schafe in der Kurmark. Diese ergaben eine Jahreswollproduktion von 20.848 Zentner oder 1.042,4 Tonnen Schafwolle (der drittgrößte Schafwollproduzent der Welt Neuseeland produzierte 2007: 218.000 Tonnen Schafwolle bei ca. 30 Millionen Schafe). Um 1800 hatte die Kurmark einen (erfassten) Schweinebestand von 287.000 Tieren. Vor allem der Adel profitierte von der von England aus verbreiteten intensiven Schafzucht, die von herrschaftlichen Vorwerken aus mit geringem Personal und hohen Gewinnen betrieben werden konnte.
Brandenburg war nicht wie Kurhannover (Hannoveraner) oder Holstein (Holsteiner) ein ausgewiesenes Pferdeland und auch nicht für die Zucht edler Pferderassen bekannt. Aus militärischen Überlegungen heraus wurde 1787 das heutige Brandenburgisches Haupt- und Landgestüt Neustadt/Dosse gegründet. Um 1800 gab es einen Bestand von 156.000 Pferde in der Kurmark.

### Gewerbe, Montansektor, Manufakturen
Die vorhandenen Ressourcen waren gering, Gebirge gab es nicht, so dass auch die Metallurgie nur eine geringe Bedeutung besaß. Brandenburg entwickelte sich ausgehend von einem klassischen Agrarstaat ohne Weiterverarbeitenden Sektor bis 1800 zu einem Land mit einer weitentwickelten protoindustriellen Gewerbelandschaft. Das gewerbliche Zentrum markierte die Region Berlin. Dort befanden sich der Großteil der Manufakturen und der Manufakturarbeiter. Der größte Branchenanteil wies die Textilindustrie auf. Die Produktion von Luxuswaren bildete ein gewerblicher Schwerpunkt.

### Handel und Finanzwesen

#### Dreieckshandel und Osthandel
Trotz begrenzter Möglichkeiten versuchte der Kurfürst auf Anraten des holländischen Admirals Arnold Gijsels van Lier in den 1680er Jahren den Überseehandel für Brandenburg zu stimulieren und an der kolonialen Ausbeutung Afrikas teilzunehmen. Gezielt versuchte die Staatsspitze unter Zuhilfenahme von ausländischen Fachleuten aber ohne ausreichende Fundierung im Innern Anschluss an die vordersten Länder zu gewinnen und im Inneren Entwicklungsimpulse auszulösen. Da ein kapitalkräftiges und wagemutiges Bürgertum fehlte, das so ein Projekt durchführen konnte – die Kaufleute im Hohenzollernstaat waren zu arm, zu konservativ und zu unerfahren –, mussten niederländische Gesellschafter, vermittelt über den brandenburgischen Oberdirektor für Seesachen Benjamin Raule, als Organisatoren einspringen. In ihrer besten Zeit schickte die Gesellschaft jährlich 20 bis 30 Schiffe in Übersee, verkaufte jährlich 2000 bis 3000 Sklaven, erwirtschaftete einen Gewinn und unterhielt mehrere Stützpunkte in Westafrika. Brandenburg stand nun in Konkurrenz zu den großen Kolonialmächten und wurde von diesen bekämpft. In einem solchen Konkurrenzkampf unterlag die limitierte Gesellschaft mit der Zeit. Hinzu kamen Abschreibungsverluste bedingt durch die Unwägbarkeiten des Geschäfts, wie Schiffsverluste. Die Kolonialversuche der Brandenburgisch-Afrikanischen Compagnie in der Zeit des atlantischen Dreieckshandels scheiterten endgültig nach Regierungsantritt Friedrich Wilhelms I. Es zeigte sich, dass sowohl die Mark Brandenburg als auch die gesamte Realunion Brandenburg-Preußen nicht die Grundvoraussetzungen für eine erfolgreiche und großangelegte koloniale Handelspolitik besaß. Für die erfolgreiche Durchführung eines Überseehandels hätte es eines blühenden Gewerbes als Ausgangspunkt bedurft, das den Druck auf die Staatspolitik ausgeübt hätte, um Absatzmärkte zu schaffen und wiederum die Importe von Kolonialwaren ins Inland zu fördern, die dann durch eigene Manufakturen weiterverarbeitet worden wären. Stattdessen waren es lediglich brandenburgische Spitzenbeamte und der Kurfürst selbst, die dieses Projekt antrieben. Zudem hätte das zunächst das eigene vorhandene Kleingewerbe gefördert werden müssen, das sich seit dem 16. Jahrhundert in einer anhaltenden Depression befand. Letztlich blieb für Brandenburg durch die Gesellschaft aber auch für andere Orte des Hohenzollernstaats die nachhaltige Förderung des Schiffbaus hängen. In Havelberg gab es mit der Kurfürstlichen Werft Havelberg einen Schiffbau. Aber auch dieser ging nach einigen Jahren wieder ein. Die Handelsgewinne der Gesellschaft brachten aufgrund der geringen Menge keine volkswirtschaftliche Relevanz.
In den ersten Jahrzehnten des 18. Jahrhunderts lernten die Kaufleute der Metropole Berlin, sich allmählich auch auf äußeren Märkten zu behaupten. Eine große Bedeutung besaß in dieser Hinsicht die 1724 in Berlin gegründete Russische Kompanie. Dem preußischen Gesandten am Hof des russischen Kaisers, Gustav von Mardefeld gelang es in dem Jahr den ersten Großauftrag für Preußen zur Belieferung der Kaiserlich russischen Armee mit Tuchen in Konkurrenz zu englischen Kaufleuten zu gewinnen. Das lag zum einen an den niedrigeren Preisen, allerdings dürften auch außenpolitische Rücksichten, des zu der Zeit sehr engen Verhältnisses Preußens zu Russland, die in den Folgejahrzehnten mit einer Reihe von Allianzverträgen besiegelt wurde, (u. a. Preußisch-russischer Allianzvertrag (1726)) eine Rolle gespielt haben. In Berlin gab es zu dem Zeitpunkt bereits ein Konsortium von zehn Kaufleuten und Unternehmen mit einem Anfangskapital von 60.000 Reichstalern. Hauptaktionäre waren das Bank- und Handelshaus Splitgerber & Daum, deren Anteile bis 1735 auf 72.500 RT stiegen. Die Gesellschaft erhielt 1725 ein staatliches Privileg und eröffnete in St. Petersburg ein Kontor. Ein erster Vertrag sah die Lieferung von Tuchen in einer Länge von 150.000 Arschin vor. Die Gesellschaft, die bald auch Kaufleute aus Landsberg und Frankfurt (Oder) aufnahm, erzielte in der Folgezeit große Gewinne. Ihr Handelsvolumen benötigte die Arbeitskraft von 800 bis 1000 verlegten Tuchmachern. Ein Verlagsunternehmen in dieser Größenordnung gab es bis dahin noch nicht in Brandenburg. Es entstanden weitere Färbereien in Landsberg und Drossen und eine zentralisierte Endfertigung. Seit 1738 schloss die russische Regierung keine weiteren Verträge mit der Russischen Kompanie mehr ab, da auch Russland bestrebt war eine eigene Tuchindustrie zu entwickeln. Dennoch setzte die Russische Kompanie ihre Handelstätigkeit fort, ihre Tätigkeit kam aber in der Folgezeit zum Erliegen. Es folgte ein konjunktureller Einbruch, der mit der Stilllegung von hunderten Webstühlen einherging. Die Flaute begann bereits 1735 und hielt bis 1738 an.

#### Börse und Bank

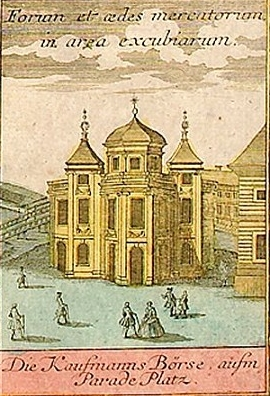
Am Anfang wurde das Neue Lusthaus als Berliner Börse genutzt

Die Berliner Börse wurde am 29. Juni 1685 durch Kurfürst Friedrich Wilhelm in Berlin als Warenbörse gegründet. Ab 1696 trafen sich Berliner Börsenmitglieder und auswärtige Händler in einem Haus auf dem Mühlendamm, das bereits als „Beurse“ bezeichnet wurde und besprachen ihre Geschäfte täglich vormittags. Friedrich Wilhelm I. übertrug am 27. März 1738 der Berliner Kaufmannschaft das Neue Lusthaus für ihre Börsengeschäfte als erste feste Stätte und erließ im Jahr darauf die erste brandenburgisch-preußische Börsenordnung, durch welchen die Börsenzulassung und der Börsenverkehr (im Geld- und Wechselhandel) geregelt wurde. 1776 wurden erstmals Makler vereidigt, 1779 gab es neun Makler, wobei immer noch neben dem Warenhandel der Wechselhandel im Vordergrund stand. 1785 wurden erstmals „Effekte“ ausgegeben. Letztere waren Aktien der Emdener Heringsfang-Kompagnie, die Friedrich II. im Jahre 1769 gegründet hatte, und der Königlichen Seehandlung, ebenfalls eine königliche Gründung, und Pfandbriefe der preußischen Landschaften.
Die wirtschaftliche Krise während des Siebenjährigen Krieges (1756 bis 1763) bewog Friedrich II. 1765, die staatliche Giro- und Lehnbank zu gründen.

#### Export und Import
1800 importierte die Kurmark Waren im Wert von 10.872.224 Reichstalern zu etwa gleichen Anteilen aus den anderen preußischen Landesteilen und dem eigentlichen Ausland. Die größten Handelspartner waren England, Holland, Portugal, Spanien und Italien (nur Italien: 1.041.553 RT). Ein bedeutender Anteil des Handels wurde über Hamburg (2.609.793 Reichstaler) und nachrangig Stettin (430.373 Reichstaler) abgewickelt. Der Import aus Polen betrug den Wert von 193.282 Reichstalern. Sachsen exportierte einen Wert von 314.074 RT nach Kurbrandenburg, Mecklenburg exportierte einen Wert von 151.660 RT. Der Import aus der zur Mark Brandenburg gehörenden Neumark betrug 3.768.860 RT, womit sich das Handelsdefizit relativiert. Rechnet man den gesamten Binnenhandel aus der Statistik heraus, ergibt sich ein bereinigtes Außenhandelsdefizit von 244.619 RT.
Größtes Exportgut der Kurmark waren Baumwollene Waren im Wert von 743.188 Reichstalern, zweitgrößtes Exportgut waren (Schaf-)wollene Waren (1.918.949 Reichstaler), drittes Exportgut war Getreide mit einem Verkaufswert von 312.793 Reichstalern, dann folgte raffinierter Zucker mit einem Wert von 274.308 Reichstalern. Der gesamte Exporterlös des Jahres der Kurmark allein betrug 5.447.229 Reichstaler. Der mit Abstand größte Anteil an den Exporten Brandenburgs ging über die Messe in Frankfurt (Oder) ins Ausland. Dort allein wurden Waren im Wert von 2.536.578 RT abgesetzt. Über Hamburg wurden Waren im Wert von 550.021 RT abgesetzt. Sachsen importierte Waren im Wert von 497.390 RT.
Der Getreidehandel lief über die größeren und mittleren Städte des Landes, in denen sich die Führungsschicht – meist organisiert in der „Gewandschneidergilde“ – mit dem Getreide- und Tuchhandel befasste. Der Getreidehandel hatten die märkischen Städte, allen voran das altmärkische Salzwedel früh mit dem hansischen Handelsverkehr verbunden. 1359 gehörten in der Altmark neben Salzwedel auch Stendal, Gardelegen, Seehausen und Werben zur Hanse, in der Mittelmark neben der Doppelstadt Berlin-Cölln die vergleichsweise kleinen Städte Havelberg, Kyritz, Perleberg und Pritzwalk ebenfalls in dem Bund und mithin am Getreidehandel beteiligt.

### Verkehrswesen
Das mittelalterliche und frühneuzeitliche Verkehrswesen der Mark Brandenburg zerfällt in die Bereiche Landstraßen, Wasserstraßen, Verkehrsmittel, Verkehrsströme, Verkehrsbauten, Post und Wegweisesysteme. All diese Elemente wurden nach und nach entwickelt um die Mobilität der Reisenden Akteure über dem Territorium der Mark Brandenburg zu verbessern. Das Ausgangsniveau war nahe Null und verbesserte sich bis 1815 nur leicht auf ein weiterhin nur gering entwickeltes Niveau. Mobilität blieb ein Problem und stellte ein Entwicklungshindernis für alle Gesellschaftsbereiche dar. Erst im Zuge des Ausbaus der Kunststraßen im 19. Jahrhundert, des Baus von Eisenbahnstrecken, der Etablierung von zentralstaatlichen Verkehrsbehörden und dem Abbau von Zollschranken verbesserte sich das Verkehrssystem nachhaltig.

### Landesausbau, innere Kolonisation und Peuplierung

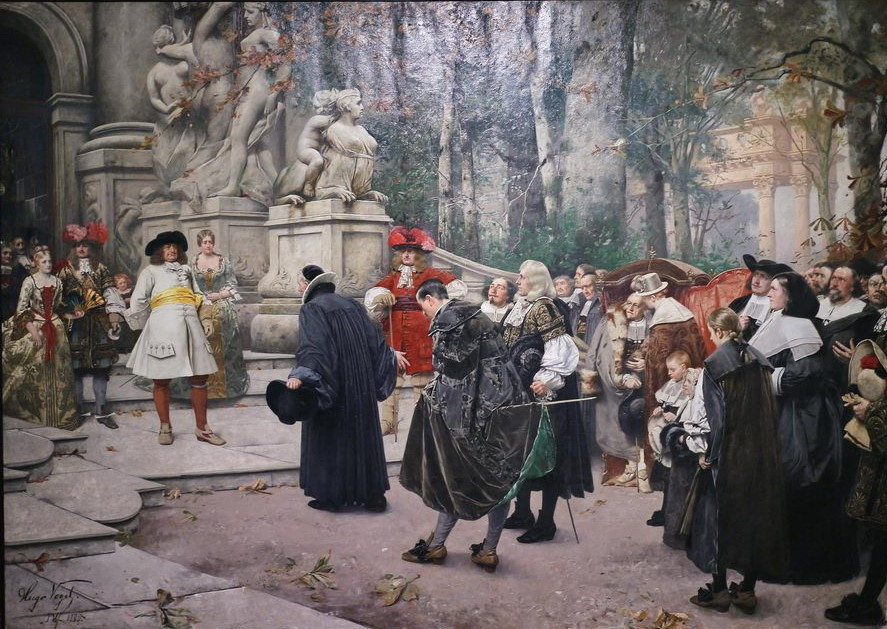
Hugo Vogel – Empfang der Refugies (Hugenotten) durch den Großen Kurfürsten im Potsdamer Schloss, 1685

Seit der Gründung der Mark war diese als menschenarmes Grenzland ein Einwanderungsland gewesen. Der mittelalterliche Landesausbau in der Mark bedeutete eine umfangreiche Siedlungsplanung und -durchführung und die Urbarmachung von Ackerland.
Bevölkerungsarmut nach den Kriegszerstörungen im Dreißigjährigen Krieg und wirtschaftliche Rückschrittlichkeit zahlreicher Landesgebiete veranlassten Kurfürst Friedrich Wilhelm eine forcierte Peuplierungspolitik zu betrieben, die seine Nachfolger weiterführten. Emigranten und religiös Verfolgte waren willkommen, denn Siedler und Kolonisten waren für das brandenburgische Wirtschaftswachstum wichtig. Die Migranten, damals als Kolonisten bezeichnet, siedelten als freie Bauern oder als Handwerker mit Begünstigungen. Zum Beispiel mussten sie in den ersten Jahren nicht in Zünfte eintreten.
Bei den ersten Glaubensflüchtlingen, die nach dem Dreißigjährigen Krieg in Brandenburg Aufnahme fanden, handelt es sich um jüdische Familien aus Wien und Niederösterreich. Sie wurden im Februar 1670 vom Kaiser Leopold I. vertrieben. Mit einem auf den 21. Mai 1671 erlassenen Schutzpatent erhielten die Wohlhabenden unter ihnen die Erlaubnis, sich in Brandenburg niederzulassen und Handel zu treiben. Große Erwartungen zum Wiederaufbau der im Dreißigjährigen Krieg zerstörten Domänenämter in den nördlichen Landschaften Brandenburgs setzte Kurfürst Friedrich Wilhelm in niederländische Kolonisten. Von ihrer Ansiedlung versprach er sich eine Verbesserung der Ackerböden und der Milchwirtschaft. Die Anwerbung niederländischer Kolonisten blieb aber begrenzt. Viele Aufbauversuche wie in Chorin oder Gramzow-Seehausen scheiterten an Siedlungsunternehmern, die die angeworbenen Kolonisten nicht bei ihrer Niederlassung unterstützten. Viele Kolonisten gingen daher nach wenigen Jahren zurück in ihre alte Heimat. Mehr Erfolg war den Ansiedlungen der Kurfürstin Luise Henriette von Oranien im Amt Bötzow und den des Freiherrn von Hertefeld bei der Gründung von Neuholland beschieden. Ähnlich erwartungsvoll begann die Ansiedlung von Schweizer Kolonisten. Die ersten Schweizerdörfer entstanden 1685 in unmittelbarer Umgebung der kurfürstlichen Residenzstadt Potsdam, nämlich Nattwerder, Golm und Neu Töplitz. In den Städten siedelten sich Schweizer in größeren Verbänden nur in Neustadt-Eberswalde (seit 1691) an.
Ein weiteres charakteristisches Beispiel ist die Aufnahme der rund 15.000 französischen reformierten Glaubensflüchtlinge, den Hugenotten in die Mark Brandenburg, die mit dem Edikt von Potsdam 1685 ermöglicht wurde. Ihre Anwerbung erwies sich als voller Erfolg und führte zu einer Hebung des Gesamtniveaus der Landwirtschaft, im Gewerbe, im Ingenieurswesen, in der Architektur und den Künsten und Wissenschaften. Während die Holländer Kenntnisse in der Melioration und Milchwirtschaft mitbrachten, hatten die Hugenotten Kenntnisse im Anbau zahlreicher Gemüse-, Obst-, Blumen- und Kräuterarten, von Tabak, Kartoffeln und Maulbeerbäumen. Von allen Kolonisten in Brandenburg erhielten die französischen Kolonisten die umfangreichsten Privilegien. Sie reichten von einer eigenen Rechtsprechung aus lokalen Niedergerichten und dem Französischen Obergericht in Berlin. Französische Kolonien zeichneten sich je nach ihrer Größe durch verschiedene Amtsträger aus: Juristen, Pastoren, Kantoren und Schulmeister, Ärzte. Sie wurden über einen eigenen Fonds besoldet, der einzig für die Versorgung der französischen Kolonisten geschaffen wurde, dem Französischen Etat.
Weiterhin spielen für die Geschichte Brandenburgs die Aufnahme der Salzburger und Böhmen eine Rolle. Bei den Salzburger Exulanten handelte es sich um vom Erzbischof von Salzburg aus seinem Land vertriebene Lutheraner. Zwar sollten sie sich im von der Pest verheerten Ostpreußen ansiedeln, doch löste ihre Durchreise 1732 eine große Anteilnahme und Begeisterung unter der Bevölkerung der brandenburgischen Kernlande aus. Das 1737 gegründete Böhmisch-Rixdorf (Berlin-Neukölln) und die 1750 gegründete Kolonie Nowawes (Potsdam-Babelsberg) sind Beispiele für die Ansiedlung lutherischer und reformierter Glaubensflüchtlinge aus Böhmen.

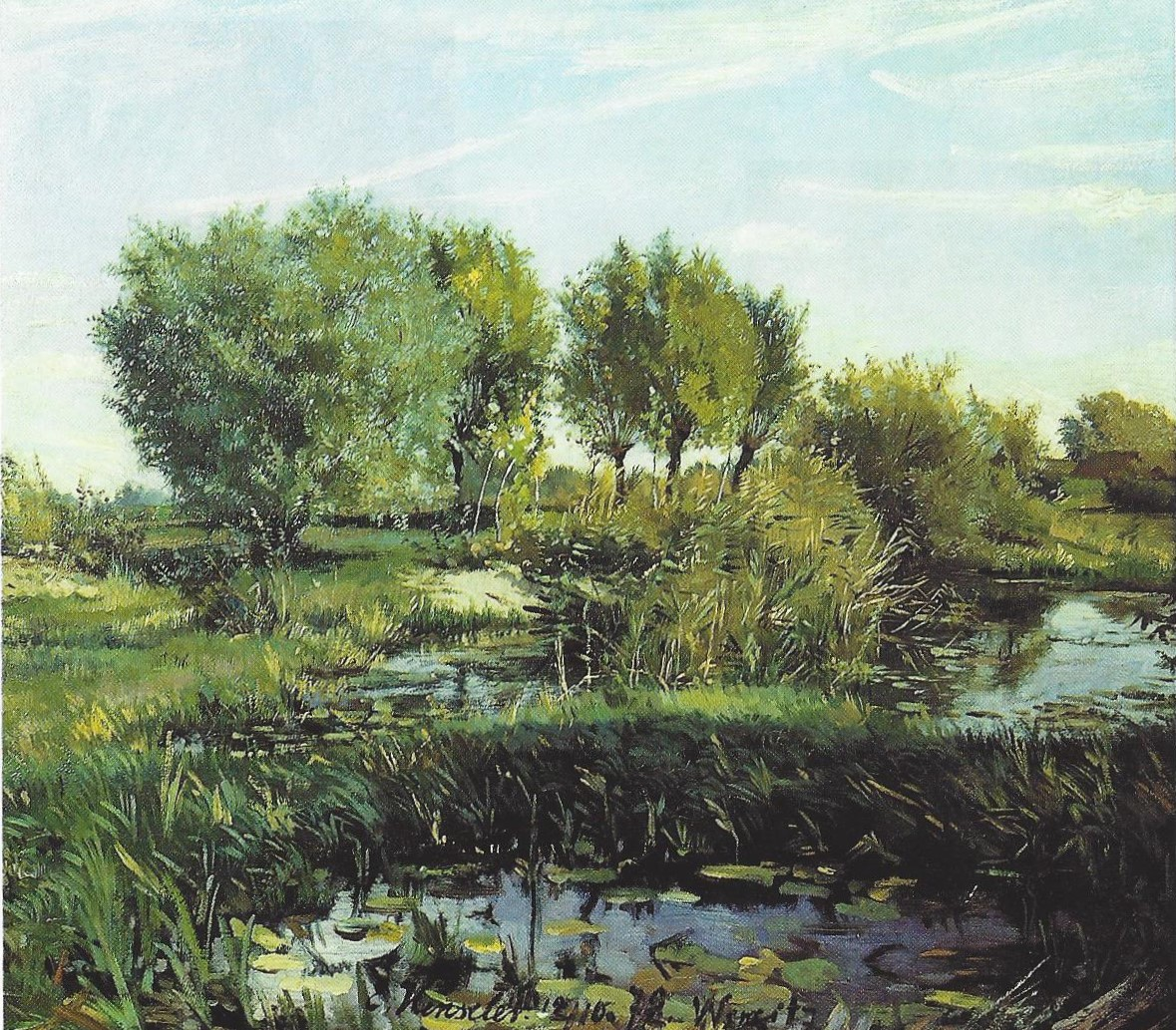
Ernst Henseler: Die alte Warthe (1872)

Zwischen 1740 und 1786 wurden in der Kurmark 260 Dörfer und Vorwerke und in der Neumark 152 Dörfer und Vorwerke gegründet. In der Kurmark betrug die Zahl der Einwandernden Kolonisten im gleichen Zeitraum 100.000 Menschen, in der Neumark betrug die Zahl der Einwanderer 20.000 Personen.
Die Besiedelung ging vielfach mit Meliorationen von Flussniederungen einher, der Erschließung von Ödland für die Agrarproduktion. Dies war ein Grundzug merkantilistischer Wirtschaftspolitik der brandenburgischen Herrscher. Unter Friedrich II. wurden die Maßnahmen noch ausgeweitet. Beispielhaft zu nennen ist die Melioration des Nieder-Oderbruchs, wo großräumige Bewallungs- und Entwässerungsarbeiten aus Sümpfen Wiesen, aus Wiesen Weiden und aus Weiden Ackerland machten. Die Fischerei ging dabei zwar zurück aber aus alteingesessenen Fischern wurden oftmals Bauern. Ähnliche Maßnahmen folgten im Netze- und Warthebruch in der Neumark. In Brandenburg wurden im 18. Jahrhundert etwa 230.000 Hektar, umgerechnet 2300 km² urbar gemacht.

### Bauwesen, Baustrukturen und Architektur

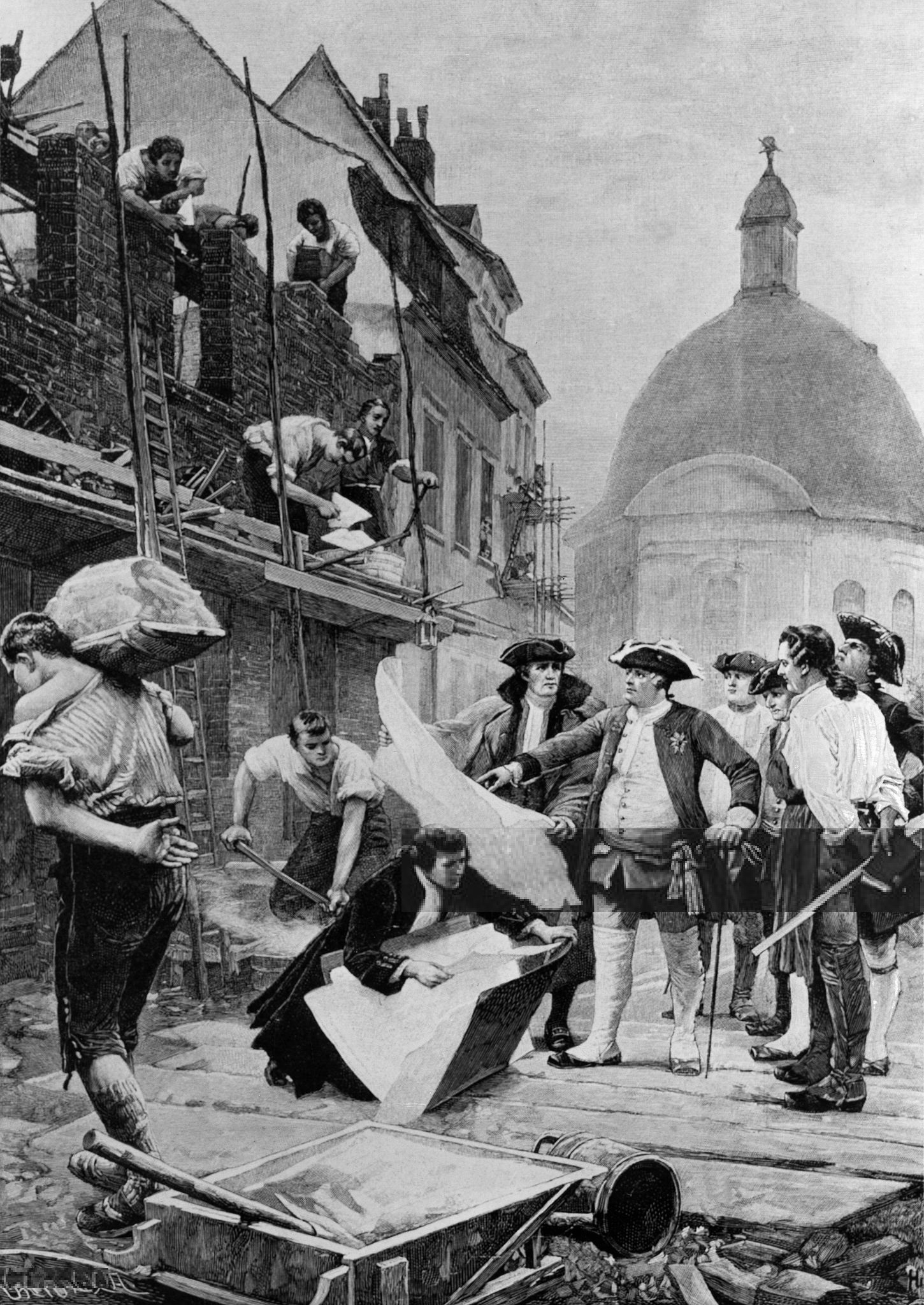
Friedrich Wilhelm I. besichtigt die Bauarbeiten in der Friedrichstadt

Die Architekturstile der brandenburgischen Siedlungen gehen zeitlich ineinander über. Grundsätzlich haben neben vereinzelten funktional bedingten Abweichungen die meisten Orte in Brandenburg ein ähnliches Erscheinungsbild mit typengleichen Baustrukturen und Konstruktionsmustern. Als prägnante und immer wiederkehrende Bautypen kommen vor allem in ländlichen Gebietes Gutshäuser, Schlossanlagen mit Schlossgärten, Kirchen und darunter vor allem Feldsteinkirchen, Bauerngehöfte mit Wirtschaftsgebäuden wie Scheunen und Ställen, Bauernkaten vor. Größere Städte hatten seit dem Mittelalter umlaufende Stadtmauern, Stadttore und Wehrtürme errichtet. Seit dem 18. Jahrhundert wurden Akzisemauern errichtet. In den größeren Städten wie Berlin, Potsdam, Frankfurt (Oder) und Brandenburg an der Havel. sind stattliche und massive Bürgerhäuser ab drei Geschossen in den Altstädten seit dem 18. Jahrhundert eine häufigere Erscheinung. Strohgedeckte Häuser waren aber noch im 18. Jahrhundert keine Seltenheit. Die Norddeutsche Backsteingotik hat einen prägenden Eindruck in die Baugestaltung der brandenburgischen Ortschaften hinterlassen. Neben Befestigungsanlagen gibt es eine Anzahl an erhalten gebliebenen Rathäusern, wenigen Wohngebäuden oder Funktionalgebäuden und eine größere Zahl an Sakralbauten im Gotischen Baustil. Die Renaissancebauten von 1500 bis 1620 sind in ganz Brandenburg mehrheitlich zerstört oder überformt worden. Erst die Architekturphase des Barocks ab 1620 bis 1780 hat einen vielerorts bleibenden Architekturbestand erzeugt.

## Herrschaftssystem
Das Regierungssystem der Mark Brandenburg des Spätmittelalters und der Frühen Neuzeit durchschritt die Epochen des Lehnstaates zum Ständestaat zum Landesstaat.
Die politischen Auseinandersetzungen der politischen Akteure drehten sich um die Erlangung eines politischen Monopols. Die Konflikte waren Teil des Gesamtproblems der Schaffung einer tragenden Repräsentativverfassung und die Verteilung der Macht. Diese Konflikte prägten den Prozess der Staatsbildung Brandenburgs entscheidend mit. Die Auseinandersetzungen mündeten in den Beginn der Repräsentativversammlungen der Ständeversammlung. In der Zeit des Ständestaats handelte es sich beim brandenburgischen Regierungssystem um eine „Präsidiale Monarchie“ in einem korporativen Staat. Mit einer repräsentativen Einbindung landständischer Akteure ergaben sich neue Problemfelder, in denen Zusammenarbeit und Machtkampf zwischen Landesherrscher und Ständeversammlungen wechselten. Dabei spielten religiöse Entzweiungen zwischen Herrscher und Ständen und wirtschaftliche Machtverschiebungen bedeutende Konfliktpotentiale.

### Bibliographie
- Hans-Joachim Schreckenbach: Bibliographie zur Geschichte der Mark Brandenburg. Teil 1. Weimar 1970. (Open Access, doi:10.35998/9783830543367)
- Hans-Joachim Schreckenbach: Bibliographie zur Geschichte der Mark Brandenburg. Teil 2. Weimar 1971. (Open Access, doi:10.35998/9783830543398)
- Hans-Joachim Schreckenbach: Bibliographie zur Geschichte der Mark Brandenburg. Teil 3. Weimar 1972. (Open Access, doi:10.35998/9783830543374)
- Hans-Joachim Schreckenbach: Bibliographie zur Geschichte der Mark Brandenburg. Teil 4. Weimar 1974. (Open Access, doi:10.35998/9783830543381)
- Hans-Joachim Schreckenbach, Helmut Schönfelder: Bibliographie zur Geschichte der Mark Brandenburg. Teil 5. Altmark. Weimar 1986. (Open Access, doi:10.35998/9783830543435)

### Gesamtschauen
- Johann Christoph Bekmann: Historische Beschreibung der Chur und Mark Brandenburg, 2 Bände. Voß, Berlin 1751/1753. Erster Theil, f. Zweiter Band
- Theodor Fontane: Wanderungen durch die Mark Brandenburg. 5 Bände, Verlag von Wilhelm Hertz, Berlin 1862–1889.
- Gerd Heinrich (Hrsg.): Berlin und Brandenburg. Mit Neumark und Grenzmark Posen-Westpreußen, in: Handbuch der historischen Stätten Deutschlands. 10. Band; Kröners Taschenausgabe. Band 311, 3. Auflage, Alfred Kröner Verlag, Stuttgart 1995. ISBN 3-520-31103-8.
- Ingo Materna, Wolfgang Ribbe (Hrsg.): Brandenburgische Geschichte. Akademie Verlag, Berlin 1995. ISBN 3-05-002508-5.
- Lew Hohmann, Johannes Unger: Die Brandenburger. Chronik eines Landes. Begleitbuch zur TV-Reihe mit Kurt Böwe. Vorwort von Hansjürgen Rosenbauer, Be.Bra Verlag, Berlin 1998. ISBN 3-930863-47-2.
- Günter de Bruyn: Die Mark Brandenburg. In: Thomas Steinfeld (Hrsg.): Deutsche Landschaften. S. Fischer Verlag, Frankfurt am Main 2003. ISBN 3-10-070404-5.
- Claudia Schmid-Rathjen: Mark Brandenburg. Wie es damals war. Bucher Verlag, München 2010, ISBN 978-3-7658-1805-9.
- Johannes Schultze: Die Mark Brandenburg. Vorwort: Werner Vogel, 4. Auflage, Duncker & Humblot, Berlin 2011. ISBN 978-3-428-13480-9. (Neudruck der von 1961 bis 1969 erschienenen Bände 1 bis 5 in einem Buch).

### Monografien
- Ulrich van der Heyden: Rote Adler an Afrikas Küste. Die brandenburgisch-preußische Kolonie Großfriedrichsburg an der westafrikanischen Küste. 1. Auflage, Brandenburgisches Verlagshaus, Berlin 1993, ISBN 3-89488-049-X.
- Frank Göse (Hrsg.): Im Schatten der Krone. Die Mark Brandenburg um 1700 (= Brandenburgische historische Studien. Band 11). Verlag für Berlin-Brandenburg, Potsdam 2002, ISBN 3-935035-29-2.
- Matthias Asche: Neusiedler im verheerten Land. Kriegsfolgenbewältigung, Migrationssteuerung und Konfessionspolitik im Zeichen des Landeswiederaufbaus. Die Mark Brandenburg nach den Kriegen des 17. Jahrhunderts. Aschendorff Verlag, Münster 2006, ISBN 3-402-00417-8.
- Heinz-Dieter Heimann, Klaus Neitmann, Winfried Schich und Weitere (Hrsg.): Brandenburgisches Klosterbuch. Handbuch der Klöster, Stifte und Kommenden bis zur Mitte des 16. Jahrhunderts. Band I und II (= Klaus Neitmann im Auftrag Brandenburgische Historische Kommission und in Verbindung Brandenburgisches Landeshauptarchiv [Hrsg.]: Brandenburgische Historische Studien. Band 14). Be.Bra Wissenschaft Verlag, Berlin 2007, ISBN 978-3-937233-26-0.
- Lutz Partenheimer: Die Entstehung der Mark Brandenburg. Mit einem lateinisch-deutschen Quellenanhang. Böhlau Verlag, Köln / Weimar / Wien 2007, ISBN 978-3-412-17106-3.
- Joachim Müller, Klaus Neitmann, Franz Schopper (Hrsg.): Wie die Mark entstand. 850 Jahre Mark Brandenburg. Fachtagung vom 20. bis 22. Juni 2007 in Brandenburg an der Havel (= Forschungen zur Archäologie im Land Brandenburg. Band 11; Einzelveröffentlichung des Brandenburgischen Landeshauptarchivs. Band 9). Brandenburgisches Landesamt für Denkmalpflege und Archäologisches Landesmuseum Brandenburg, Wünsdorf 2009, ISBN 978-3-910011-56-4.
- Clemens Bergstedt, Heinz-Dieter Heimann, Knut Kiesant, Peter Knüvener, Mario Müller, Kurt Winkler (Hrsg.): Im Dialog mit Raubrittern und Schönen Madonnen. Die Mark Brandenburg im späten Mittelalter. Begleitband zum Ausstellungsverbund Raubritter und Schöne Madonnen (= Heinz-Dieter Heimann, Klaus Neitmann im Auftrag Brandenburgische Historische Kommission und Brandenburgisches Landeshauptarchiv [Hrsg.]: Studien zur brandenburgischen und vergleichenden Landesgeschichte. Band 6). 1. Auflage, Lukas Verlag für Kunst- und Geistesgeschichte, Berlin 2011, ISBN 978-3-86732-118-1.
- Jan Winkelmann: Die Mark Brandenburg des 14. Jahrhunderts. Markgräfliche Herrschaft zwischen räumlicher „Ferne“ und politischer „Krise“. Dissertation Universität Potsdam 2010 (= Heinz-Dieter Heimann, Klaus Neitmann im Auftrag Brandenburgische Historische Kommission und Brandenburgisches Landeshauptarchiv [Hrsg.]: Studien zur brandenburgischen und vergleichenden Landesgeschichte. Band 5). 1. Auflage, Lukas Verlag für Kunst- und Geistesgeschichte, Berlin 2011, ISBN 978-3-86732-112-9.
- Franz Josef Burghardt: Zwischen Fundamentalismus und Toleranz. Calvinistische Einflüsse auf Kurfürst Johann Sigismund von Brandenburg vor seiner Konversion (Historische Forschungen. Band 96). Duncker & Humblot, Berlin 2012, ISBN 978-3-428-13797-8 (Kurzbiografie zu Johann Sigismund S. 103).
- Lutz Partenheimer, André Stellmacher: Die Unterwerfung der Quitzows und der Beginn der Hohenzollernherrschaft über Brandenburg. Klaus-D. Becker Verlag, Potsdam 2014, ISBN 978-3-88372-099-9.
- Lutz Partenheimer: Albrecht der Bär und die Entstehung Brandenburgs (Märkische Lebensläufe Band 1). Berlin 2021, ISBN 978-3-948052-15-7.

### Zeitschriften
- Die Mark Brandenburg – Zeitschrift für die Mark und das Land Brandenburg. Die Mark Brandenburg – Verlag für Regional- und Zeitgeschichte, Berlin. ISSN 0939-3676
- Jahrbuch für brandenburgische Landesgeschichte – Landesgeschichtliche Vereinigung für die Mark Brandenburg, Berlin. ISSN 0447-2683